# ADO Den Haag in het seizoen 2021/22 (mannen)
Het seizoen 2021/22 is het 117e jaar in het bestaan van de Haagse voetbalclub ADO Den Haag. Voor het eerst sinds het seizoen 2007/08 kwam ADO uit in de Eerste Divisie, ook wel Keuken Kampioen Divisie genoemd, na de degradatie uit de Eredivisie in het vorige seizoen. Op vrijdag 1 oktober pakte ADO Den Haag onder leiding van hoofdtrainer Ruud Brood de eerste periodetitel, en daarmee het Bronzen Kampioensschild, waarmee het meteen al verzekerd was van een plek in de play-offs. De Haagse ploeg kreeg daarnaast echter 6 punten in mindering, vanwege financiële problemen en het meermaals te laat inleveren van een sluitende begroting voor dit seizoen. ADO Den Haag eindigde op een vierde plaats in de eindrangschikking. De Haagse spits Thomas Verheydt werd clubtopscorer, met 30 doelpunten in de reguliere competitie.

## Samenvatting seizoen

### Voorafgaand aan het seizoen
- Na de degradatie uit de Eredivisie vertrokken meerdere spelers uit Den Haag. Rechtsback Milan van Ewijk vertrok voor 600.000 euro naar SC Heerenveen. De huurlingen Bobby Adekanye, Jonas Arweiler, Dario Del Fabro, Ilay Elmkies, Lassana Faye, Juan Familia-Castillo en David Philipp keerden terug naar hun clubs. Ook maakten onder andere Martin Fraisl en Shaquille Pinas gebruik van hun transfervrije status na hun aflopende contract.
- Assistent-trainer Michele Santoni vertrok om trainer te worden van FC Dordrecht en nam inspanningsfysioloog Ajey Raghosing en Jong ADO-trainer Virgilio Teixeira mee. Daarnaast vertrok algemeen directeur Mohammed Hamdi, hij werd tijdelijk opgevolgd door Edwin Reijntjes. Albert van der Dussen werd daarnaast tijdelijk technisch manager. Perschef Koen Jans vertrok naar Vitesse, video-analist Koen Berkheij naar PSV. Assistent-trainer Adrie Bogers en keeperstrainer Hans Segers vertrokken ook bij ADO. De nieuwe staf bestond naast hoofdtrainer Ruud Brood uit assistenten Giovanni Franken (kwam over van ADO O-18), Edwin Grünholz (Quick Boys) en keeperstrainer Raymond Mulder (Jong ADO Den Haag).
- Vanwege de WHOA-procedure en de perikelen rond de verkoop van de aandelen van ADO-eigenaar United Vansen, waren uitgaven en nieuwe contracten een lange tijd onbespreekbaar. Robert Zwinkels en John Goossens bleven bij ADO. Doelman Zwinkels had een contract tot onbepaalde tijd, het contract van middenvelder Goossens werd automatisch verlengd. De contracten met Dhoraso Moreo Klas, die eind april overkwam van FC Den Bosch nadat zijn contract daar werd ontbonden, en Marius van Mil, die overkwam van Excelsior Maassluis en al in januari een contract tekende bij ADO, waren al rond voordat de perikelen zich afspeelden.

### Juni/Juli 2021
- Op woensdag 23 juni vond de eerste training van dit seizoen plaats, met 28 spelers, op het Prinses Irene Sportpark van Haaglandia.
- Op donderdag 1 juli speelde ADO Den Haag de eerste oefenwedstrijd van het seizoen, tegen CASA Academy. Daarnaast werd het contract van middenvelder Kees de Boer ontbonden.
- Van donderdag 8 juli tot en met zondag 11 juli had ADO een trainingskamp in Mierlo.
- Op maandag 19 juli kon verdediger Cain Seedorf, ondanks de penibele financiële situatie, zijn aflopende contract verlengen in Den Haag. Hij tekende bij tot de zomer van 2022, met een optie voor nog een seizoen.
- Op dinsdag 20 juli tekende Jong-ADO-speler Jesse Reinders zijn eerste profcontract. De middenvelder ondertekende een contract tot de zomer van 2023.
- Op vrijdag 23 juli ondertekende ook Jong-ADO-speler Tyrese Asante zijn eerste profcontract. Hij tekende een contract tot de zomer van 2023, met een optie voor nog een jaar.
- Op woensdag 28 juli vertrok Marko Vejinović al na een half jaar uit Den Haag. De middenvelder tekende een contract bij het Chinese Tianjin Jinmen Tiger FC.

### Augustus 2021
- Op zondag 1 augustus speelde ADO Den Haag de laatste oefenwedstrijd knap gelijk tegen Feyenoord: 1-1.
- Op donderdag 5 augustus werd verdediger Robin Polley voor een bedrag van 150.000 euro verkocht aan Heracles Almelo. Daartegenover stond de komst van de Haagse spits Thomas Verheydt, die transfervrij overkwam van Almere City FC en een contract tekende voor drie seizoenen.
- Op vrijdag 6 augustus werd ook Gregor Breinburg verwelkomd. De middenvelder speelde in 2020 voor De Graafschap en zat daarna zonder club. In Den Haag was hij al enkele weken actief als proefspeler. Breinburg tekende voor een seizoen, met een optie op nog een jaar.
- Op zondag 8 augustus won ADO Den Haag de eerste competitiewedstrijd van het nieuwe seizoen. Jong Ajax werd met 2-0 verslagen, door goals van Amar Ćatić en Thomas Verheydt.
- Op vrijdag 13 augustus won ADO ook de tweede wedstrijd van het seizoen. FC Volendam werd, ondanks een vroege voorsprong, met 1-3 verslagen.
- Op maandag 17 augustus maakte commercieel directeur Gert-Jan Bunt bekend per 1 september te vertrekken bij ADO Den Haag. Eerder liet financieel directeur Jachin Wildemans bekend te vertrekken. Door de naderende reorganisatie was er geen ruimte meer voor meerdere directeuren binnen de Haagse club.
- Op vrijdag 20 augustus verloor ADO Den Haag de thuiswedstrijd tegen FC Emmen: 1-2.
- Op vrijdag 27 augustus leed ADO Den Haag de tweede nederlaag: NAC Breda was thuis met 3-0 te sterk.
- Op maandag 30 augustus nam ADO Den Haag afscheid van twee ervaren verdedigers. Aaron Meijers, die met zijn 253 duels net niet in de Top 10 van ADO-spelers met de meest gespeelde wedstrijden in Haagse dienst kwam, vertrok naar Sparta Rotterdam. De lang geblesseerde centrale verdediger Peet Bijen vertrok naar FC Emmen. Beide verdedigers vertrokken transfervrij, maar zorgden met het wegvallen van hun relatief hoge salarissen voor meer lucht in de financiële huishouding van de Haagse club.
- Op dinsdag 31 augustus kwam Samy Bourard terug naar ADO Den Haag. De aanvallende middenvelder vertrok in de winterstop van het voorgaande seizoen naar MOL Fehérvár FC, maar liet op Transfer Deadline Day zijn contract in Hongarije ontbinden. De Belg tekende voor een seizoen in Den Haag.

### September 2021
- Op donderdag 2 september tekende Hervé Matthys een eenjarig contract in de Hofstad. De Belgische verdediger trainde al even mee met de Haagse selectie en kwam over van Excelsior Rotterdam.
- Op zondag 5 september behaalde ADO Den Haag de derde overwinning van het seizoen. FC Eindhoven werd met 4-2 verslagen, ondanks een 1-2-achterstand.
- Op vrijdag 10 september behaalde ADO Den Haag het eerste gelijkspel: TOP Oss hield ADO op 3-3. Beide ploegen behaalden op deze manier 10 punten uit de eerste 6 wedstrijden. ADO steeg naar de derde plek op de ranglijst.
- Op maandag 20 september werd Jong PSV met 0-1 verslagen door een goal van Samy Bourard, die sinds zijn terugkeer in elke wedstrijd scoorde.
- Op dinsdag 21 september sloot Eljero Elia aan bij de selectie van ADO Den Haag. De aanvaller trainde vooralsnog alleen mee met de Haagse ploeg.
- Op vrijdag 24 september werd tevens Roda JC Kerkrade met 2-0 verslagen. Deze wedstrijd stond in het teken van ADO-fan Dani Ebben, die geëerd werd en na afloop een ereronde door het stadion kreeg.
- Op donderdag 30 september kreeg ADO Den Haag 6 punten in mindering (tweemaal drie punten na het missen van twee deadlines) in de Keuken Kampioen Divisie, vanwege de achterblijvende sluitende begroting.

### Oktober 2021
- Op vrijdag 1 oktober won ADO Den Haag de periodetitel van de eerste periode in de Keuken Kampioen Divisie. Tegenstander MVV Maastricht werd met 2-6 verslagen.
- Op zondag 10 oktober wist ADO Den Haag voor de vierde keer op rij te winnen. Laagvlieger FC Den Bosch werd met 3-2 verslagen, dankzij een hattrick van Thomas Verheydt.
- Op vrijdag 15 oktober speelde ADO Den Haag gelijk op bezoek bij Helmond Sport: 0-0. De Haagse ploeg bleef voor de zevende wedstrijd op rij ongeslagen.
- Op donderdag 21 oktober werd, met dank aan de garantstelling van de gemeente Den Haag, de uitgestelde begroting voor dit seizoen goedgekeurd. Door de goedkeuring van de KNVB mocht ADO dit seizoen blijven voetballen in de Keuken Kampioen Divisie en bleef het aantal punten aftrek in de competitie op 6 staan.
- Op vrijdag 22 oktober verloor ADO Den Haag van Excelsior Rotterdam met 0-2.
- Op dinsdag 26 oktober versloeg ADO Den Haag VV Sparta Nijkerk in de eerste ronde van het KNVB Bekertoernooi met 0-2.

### November 2021
- Op zondag 7 november won ADO Den Haag met 1-3 van Almere City FC. Na 3 competitiewedstrijden zonder goal kwam de ploeg weer tot scoren.
- Op zondag 14 november versloeg ADO Den Haag VVV-Venlo met 2-0 door goals van Sem Steijn en Thomas Verheydt.
- Op donderdag 18 november tekende Eljero Elia een contract tot het einde van het seizoen. De aanvaller keerde na zijn vertrek in 2007 terug in Den Haag, waar hij al sinds september meetrainde met de selectie van Ruud Brood.
- Op vrijdag 26 november won ADO Den Haag voor de vierde keer op rij. FC Dordrecht werd met 5-1 overklast, mede door een hattrick van Sem Steijn.

### December 2021
- Op maandag 6 december versloeg ADO Den Haag ook Jong FC Utrecht met 1-4, de vijfde zege op rij.
- Op vrijdag 10 december won ADO Den Haag ook deze zesde wedstrijd op rij: Jong AZ ging ten onder met 3-2. Halverwege de competitie stond ADO Den Haag op een vijfde plek, in plaats van een gedeeld tweede plaats op de ranglijst wanneer de Haagse club geen zes punten in mindering had gehad.
- Op dinsdag 14 december plaatste ADO Den Haag zich voor de volgende ronde van het bekertoernooi, door de amateurs van VV Gemert te verslaan met 4-2.
- Op vrijdag 17 december wist ADO Den Haag ditmaal wel NAC Breda te verslaan: 4-1. De Haagse club met een vierde plaats de winterstop in.

### Januari 2022
- Op zondag 2 januari werd het contract van John Goossens ontbonden. De middenvelder kwam 73 officiële wedstrijden in actie en scoorde daarin vijf keer.
- Op maandag 3 januari vertrok ADO Den Haag voor een doordeweeks trainingskamp naar het Brabantse Mierlo.
- Op zondag 9 januari stond de topper tegen nummer twee Excelsior Rotterdam gepland. Vanwege een corona-uitbraak bij de Rotterdammers werd het duel twee weken verplaatst.
- Op donderdag 13 januari tekende Finn Dicke zijn eerste profcontract. De 17-jarige middenvelder kreeg een contract tot de zomer van 2024.
- Op zaterdag 15 januari won ADO Den Haag opnieuw. TOP Oss werd in de thuiswedstrijd wel verslagen: 2-0.
- Op dinsdag 18 januari werd ADO Den Haag uitgeschakeld in het KNVB Bekertoernooi. Na verlenging was eredivisionist RKC Waalwijk te sterk met 4-2.
- Op vrijdag 21 januari kwam een einde aan de zegereeks in de competitie. ADO Den Haag ging in Limburg hard onderuit tegen Roda JC Kerkrade: 5-0.
- Op maandag 24 januari vertrok aanvaller Vicente Besuijen naar het Schotse Aberdeen FC. Voor de transfer werd tussen de 3 en 5 ton betaald aan de Haagse club. Besuijen speelde 56 officiële wedstrijden voor de Haagse club en scoorde daarin zeven keer.
- Op dinsdag 25 januari herstelde ADO Den Haag zich in de topper tegen Excelsior Rotterdam. De Hagenezen wonnen met 2-3, bij het debuut van doelman Hugo Wentges. Door de overwinning steeg ADO naar de derde plaats op de ranglijst.
- Op zondag 30 januari bleef ADO Den Haag steken op een 0-0 eindstand tegen De Graafschap.
- Op maandag 31 januari (Transfer Deadline Day) hengelde ADO Den Haag Alessandro Damen binnen. De doelman werd voor een half jaar gehuurd van Heracles Almelo, en moest de Haagse ploeg helpen het keepersprobleem op te lossen. Door de transfer van Thom Haye van NAC Breda naar SC Heerenveen kreeg ADO Den Haag, vanwege het doorverkooppercentage van 20%, zo'n 150.000 euro. Tevens werd Onder 21-verdediger Elano Yegen verhuurd aan MVV Maastricht.

### Februari 2022
- Op dinsdag 1 februari legde Albert van der Dussen zijn taken neer als interim-technisch manager. Van der Dussen focuste zich voortaan weer alleen op zijn taken binnen de jeugdopleiding van ADO Den Haag.
- Op zondag 6 februari wist ADO Den Haag een verhit potje te winnen tegen FC Den Bosch. Thomas Verheydt maakte de enige goal van de wedstrijd.
- Op vrijdag 11 februari verloor ADO Den Haag opmerkelijk van laagvlieger MVV Maastricht: 2-3.
- Op woensdag 16 februari werd bekend dat middenvelder Sem Steijn aan het eind van het seizoen transfervrij zou vertrekken naar FC Twente.
- Op vrijdag 18 februari stond de uitwedstrijd tegen FC Eindhoven op het programma. Door meerdere coronabesmettingen binnen de Eindhovense en Haagse ploeg, werd de wedstrijd verplaatst naar maandag 14 maart. Op dezelfde dag verwoestte storm Eunice schade aan het dak van het Cars Jeans Stadion. Een aantal dakplaten lieten los, vanwege onderzoek was het stadion een aantal weken niet bespeelbaar. Dit betekende dat ook de wedstrijd tegen Telstar op vrijdag 25 februari niet kon doorgaan. Deze wedstrijd werd ingehaald op maandag 21 maart.
- Op vrijdag 25 februari werd door de rechtbank in Den Haag het WHOA-akkoord goedgekeurd. Door dit akkoord kregen de schuldeisers van ADO Den Haag een deel van hun bedrag en werden ook definitief de aandelen van de Haagse club overgedragen aan de nieuwe eigenaar: David Blitzer van het Amerikaanse investeerdersbedrijf Bolt, dat het Spaanse bedrijf Globalon onder zijn hoede heeft.
- Op maandag 28 februari werd bekend dat trainer Ruud Brood en teammanager Dave Sietaram per direct ADO Den Haag verlieten. Assistent-trainer Giovanni Franken nam sindsdien de honneurs waar als interim-trainer.

### Maart 2022
- Op maandag 7 maart verloor ADO Den Haag van een sterk Jong Ajax: 6-3.
- Op vrijdag 11 maart kwam de wedstrijd tegen Jong PSV moeizaam op gang. Na 25 minuten keerde de gevreesde stroomstoring alsnog terug, waarna de stadionlampen opnieuw uitvielen en de wedstrijd definitief werd gestaakt bij een 0-1 stand. De wedstrijd werd hervat op dinsdag 19 april.
- Op maandag 14 maart wist FC Eindhoven geen periodekampioen te worden. ADO Den Haag stak er een stokje voor door 1-1 gelijk te spelen in het inhaalduel in Brabant.
- Op vrijdag 18 maart verloor ADO Den Haag in extremis twee punten. FC Volendam kwam in blessuretijd tot 1-1 in Den Haag.
- Op maandag 21 maart deed ADO Den Haag het omgekeerde in het inhaalduel tegen Telstar. De winnende treffer (2-1) werd vlak voor tijd gemaakt door Amar Ćatić.
- Op woensdag 23 maart tekende Guillem Rodríguez een contract tot het eind van het seizoen in Den Haag. De Spaanse verdediger, die al een aantal weken meetrainde, kwam over van Moghreb Athletic Tétouan.
- Op vrijdag 25 maart leed ADO Den Haag een gevoelige nederlaag tegen laagvlieger FC Dordrecht: 3-1.
- Op dinsdag 29 maart maakte ADO Den Haag bekend welke spelerscontracten (automatisch) worden verlengd, voor de deadline van 1 april. De optie in het aflopende contract van verdediger Michael Mulder werd gelicht, waardoor hij een jaar langer onder contract stond. Met doelman Hugo Wentges werd een mondeling akkoord gevonden. De contracten van Jamal Amofa, Yahya Boussakou, Gregor Breinburg, Samy Bourard, Eljero Elia, Ricardo Kishna, Hervé Matthys, Jonathan Mulder, Kilian Nikiema, Benjamin Reemst, Evan Rottier, Cain Seedorf, Youri Schoonderwaldt en huurling Alessandro Damen werden in eerste instantie nog niet verlengd. Met een aantal spelers ging de Haagse ploeg op een later moment wel in gesprek.
- Op donderdag 31 maart werd Felipe Pires gecontracteerd. De Braziliaanse aanvaller kon tijdens het seizoen worden gehuurd van SK Dnipro-1, omdat de Premjer Liha werd stilgelegd vanwege de Russische invasie van Oekraïne in 2022.

### April 2022
- Op vrijdag 1 april werd VVV-Venlo overklast door een sterk ADO Den Haag. Mede door drie goals van clubtopscorer Thomas Verheydt werd het 0-5.
- Op maandag 4 april werd middenvelder David Puclin tijdelijk overgenomen van Vorskla Poltava. De Kroatische middenvelder kon, net als Pires een aantal dagen daarvoor, tot het einde van het seizoen gehuurd worden van een Oekraïense club.
- Op vrijdag 8 april won ADO Den Haag in de absolute slotfase van hekkensluiter Helmond Sport. Spits Thomas Verheydt schoot ver in blessuretijd de 2-1 binnen.
- Op vrijdag 15 april wist ADO Den Haag opnieuw te winnen, nu van Jong AZ. Na de enige goal van de wedstrijd van Thomas Verheydt vielen de ADO-fans van vreugde over de boarding het veld op.
- Op dinsdag 19 april werd het restant van het duel ADO Den Haag-Jong PSV afgemaakt. De 0-1 achterstand werd omgebogen in een 2-2 gelijkspel, dankzij twee goals van Thomas Verheydt. De Haagse spits werd, met zijn 29ste doelpunt deze jaargang, de eerste ADO-speler ooit met meer dan 28 doelpunten in een seizoen.
- Op zondag 24 april hield ADO Den Haag de voorsprong tegen Jong FC Utrecht niet in stand. Het werd 1-1 in Den Haag.
- Op donderdag 28 april tekende Kilian Nikiema een nieuw contract. De doelman verlengde zijn verbintenis tot de zomer van 2025.
- Op vrijdag 29 april won ADO Den Haag de laatste reguliere thuiswedstrijd van het seizoen. Almere City FC, dat in de vierde periode sterk presteerde, werd met 1-0 opzij gezet. Spits Thomas Verheydt maakte zijn 30ste competitiedoelpunt van het seizoen. Hij kreeg na afloop van de wedstrijd dan ook de 'Karel Jansen-trofee' voor topscorer van het seizoen. Sem Steijn werd gekroond tot beste speler, Hugo Wentges tot beste talent.

### Mei 2022
- Op woensdag 4 mei verlengde Hugo Wentges zijn aflopende contract bij ADO Den Haag. De doelman, die al een mondeling akkoord had met de Haagse club, tekende bij tot de zomer van 2025.
- Op donderdag 5 mei tekende Nick Broekhuizen zijn eerste profcontract. De middenvelder en tevens aanvoerder van ADO Den Haag Onder 21 tekende een contract tot de zomer van 2023, met een optie op nog een seizoen.
- Op vrijdag 6 mei werd Arjan van der Kaaij aangesteld als nieuwe 'Hoofd Keepers Coach' binnen de jeugdopleiding van ADO Den Haag. De doelman, die tussen 2004 en 2006 onder contract stond in het Zuiderpark, tekende een contract tot de zomer van 2024. Van der Kaay kwam over van Feyenoord. Dezelfde dag verloor ADO Den Haag de laatste reguliere competitiewedstrijd van het seizoen. Kampioen FC Emmen was met 3-0 te sterk tegen een jeugdig Haags B-elftal. De meeste spelers werden gespaard voor de naderende play-offs voor promotie naar de Eredivisie.
- Op dinsdag 10 mei won ADO Den Haag de eerste kwartfinale in de play-offs voor promotie naar de Eredivisie. NAC Breda werd in de laatste minuut met 1-2 verslagen, door het doelpunt van Sacha Komljenovic.
- Op zaterdag 14 mei werd NAC Breda definitief verslagen. Ook in Den Haag werd met 2-1 gewonnen, waardoor ADO Den Haag zich plaatste voor de halve finales van de play-offs. Na afloop van de wedstrijd werd bekend dat verzorger Dino Nunes de club na 16 jaar verliet, hij vertrok na dit seizoen naar Sparta Rotterdam.
- Op dinsdag 17 mei startte ADO Den Haag goed in de halve finale van de play-offs. In Den Haag werd FC Eindhoven met 2-1 verslagen.
- Op vrijdag 20 mei verlengde ADO Den Haag een aantal contracten van jeugdspelers. Dit gold voor Onder 21-spelers Azeddine Annamousi (tot 2023 + optie van 1 jaar), Onur Demir (tot 2024) en Nigel Owusu (tot 2024 + optie van 1 jaar). Ook Onder 18-speler Ronny Boakye (tot 2024) en Onder 17-speler Irfan Karijowidjojo (tot 2024 + optie van 1 jaar) werden langdurig vastgelegd. Diezelfde dag werd aanvaller Elijah Velland gecontracteerd. De aanvaller kwam over van Jong FC Utrecht en tekende een contract vanaf het volgende seizoen tot de zomer van 2024, met een optie voor nog een seizoen.
- Op zaterdag 21 mei behaalde ADO Den Haag de finale van de play-offs. FC Eindhoven werd ook in Noord-Brabant met 1-2 verslagen.
- Op dinsdag 24 mei wist ADO Den Haag gelijk te spelen in de eerste finalewedstrijd tegen Excelsior Rotterdam. Sem Steijn maakte in de blessuretijd de gelijkmaker.
- Op zondag 29 mei eindigde een krankzinnige finale in mineur. Na een 3-3 eindstand en 4-4 uitslag na verlenging verloor ADO Den Haag de finale van de play-offs na strafschoppen van Excelsior Rotterdam.

## Selectie en staf ADO Den Haag

### Selectie ADO Den Haag 2021/22
| #  | Naam                  | Land                  | Positie      | Bij ADO sinds  | Tot    | C. | Voetbal | Kreeg geel | Weggestuurd | B. | Voetbal | Kreeg geel | Weggestuurd | P. | Voetbal | Kreeg geel | Weggestuurd | T. | Voetbal | Kreeg geel | Weggestuurd |
| -- | --------------------- | --------------------- | ------------ | -------------- | ------ | -- | ------- | ---------- | ----------- | -- | ------- | ---------- | ----------- | -- | ------- | ---------- | ----------- | -- | ------- | ---------- | ----------- |
| 1  | Luuk Koopmans         | Nederland             | Doelman      | Zomer 2019     | 2023   | 23 | 0       | 0          | 0           | 3  | 0       | 0          | 0           | 0  | 0       | 0          | 0           | 26 | 0       | 0          | 0           |
| 3  | Hervé Matthys         | België                | Verdediger   | Zomer 2021     | 2022   | 32 | 0       | 5          | 0           | 3  | 0       | 0          | 0           | 6  | 0       | 1          | 0           | 41 | 0       | 6          | 0           |
| 4  | Boy Kemper            | Nederland             | Verdediger   | Zomer 2020     | 2023   | 32 | 1       | 8          | 0           | 2  | 0       | 0          | 0           | 6  | 0       | 1          | 0           | 40 | 1       | 9          | 0           |
| 6  | Dhoraso Moreo Klas    | Nederland             | Middenvelder | Zomer 2021     | 2024   | 35 | 4       | 7          | 0           | 3  | 0       | 0          | 0           | 6  | 2       | 1          | 0           | 44 | 6       | 8          | 0           |
| 7  | Felipe Pires          | Brazilië              | Aanvaller    | Winter 2021/22 | 2022   | 3  | 0       | 0          | 0           | 0  | 0       | 0          | 0           | 6  | 1       | 1          | 0           | 9  | 1       | 1          | 0           |
| 8  | David Puclin          | Kroatië               | Middenvelder | Winter 2021/22 | 2022   | 3  | 0       | 0          | 0           | 0  | 0       | 0          | 0           | 5  | 0       | 0          | 0           | 8  | 0       | 0          | 0           |
| 9  | Thomas Verheydt       | Nederland             | Aanvaller    | Zomer 2021     | 2024   | 36 | 30      | 6          | 0           | 3  | 4       | 0          | 0           | 4  | 3       | 1          | 0           | 43 | 37      | 7          | 0           |
| 10 | Samy Bourard          | België                | Middenvelder | Zomer 2021     | 2022   | 32 | 8       | 2          | 0           | 3  | 0       | 0          | 0           | 3  | 0       | 0          | 0           | 38 | 8       | 2          | 0           |
| 11 | Ricardo Kishna        | Nederland             | Aanvaller    | Zomer 2020     | 2022   | 21 | 4       | 2          | 0           | 3  | 0       | 0          | 0           | 2  | 0       | 0          | 0           | 26 | 4       | 2          | 0           |
| 12 | Cain Seedorf          | Nederland             | Verdediger   | Winter 2020/21 | 2022   | 20 | 0       | 0          | 0           | 2  | 1       | 0          | 0           | 0  | 0       | 0          | 0           | 22 | 1       | 0          | 0           |
| 14 | Tyrese Asante         | Nederland             | Verdediger   | Zomer 2021     | 2023   | 24 | 0       | 3          | 0           | 1  | 0       | 0          | 0           | 5  | 0       | 0          | 1           | 30 | 0       | 3          | 1           |
| 15 | Sacha Komljenovic     | Nederland             | Middenvelder | Zomer 2021     | 2023   | 18 | 0       | 1          | 0           | 1  | 0       | 0          | 0           | 4  | 2       | 0          | 0           | 23 | 2       | 1          | 0           |
| 16 | Marius van Mil        | Nederland             | Aanvaller    | Zomer 2021     | 2023   | 9  | 1       | 0          | 0           | 1  | 0       | 0          | 0           | 0  | 0       | 0          | 0           | 10 | 1       | 0          | 0           |
| 17 | Yahya Boussakou       | Nederland             | Aanvaller    | Zomer 2018     | 2022   | 4  | 0       | 0          | 0           | 0  | 0       | 0          | 0           | 0  | 0       | 0          | 0           | 4  | 0       | 0          | 0           |
| 18 | Michael Mulder        | Nederland             | Verdediger   | Zomer 2021     | 2023   | 27 | 0       | 3          | 0           | 2  | 0       | 0          | 0           | 1  | 0       | 0          | 0           | 30 | 0       | 3          | 0           |
| 19 | Evan Rottier          | Nederland             | Aanvaller    | Zomer 2020     | 2022   | 10 | 0       | 1          | 0           | 2  | 1       | 0          | 0           | 0  | 0       | 0          | 0           | 12 | 1       | 1          | 0           |
| 20 | Fabian Shahaj         | Nederland             | Aanvaller    | Winter 2021/22 | 2023   | 1  | 0       | 0          | 0           | 0  | 0       | 0          | 0           | 0  | 0       | 0          | 0           | 1  | 0       | 0          | 0           |
| 21 | Gregor Breinburg      | Aruba                 | Middenvelder | Zomer 2021     | 2022   | 22 | 0       | 4          | 0           | 0  | 0       | 0          | 0           | 6  | 0       | 0          | 0           | 28 | 0       | 4          | 0           |
| 22 | Robert Zwinkels       | Nederland             | Doelman      | Zomer 2005     | 2022   | 0  | 0       | 0          | 0           | 0  | 0       | 0          | 0           | 0  | 0       | 0          | 0           | 0  | 0       | 0          | 0           |
| 23 | Hugo Wentges          | Nederland             | Doelman      | Zomer 2021     | 2025   | 9  | 0       | 0          | 0           | 0  | 0       | 0          | 0           | 5  | 0       | 0          | 0           | 14 | 0       | 0          | 0           |
| 24 | Finn Dicke            | Nederland             | Middenvelder | Winter 2021/22 | 2024   | 1  | 0       | 0          | 0           | 0  | 0       | 0          | 0           | 0  | 0       | 0          | 0           | 1  | 0       | 0          | 0           |
| 25 | Jamal Amofa           | Nederland             | Verdediger   | Zomer 2020     | 2022   | 35 | 0       | 6          | 0           | 3  | 0       | 1          | 0           | 6  | 0       | 1          | 0           | 44 | 0       | 8          | 0           |
| 26 | Sem Steijn            | Nederland             | Middenvelder | Winter 2019/20 | 2022   | 35 | 15      | 4          | 0           | 2  | 0       | 0          | 0           | 6  | 3       | 1          | 0           | 43 | 18      | 5          | 0           |
| 27 | Xander Severina       | Nederland             | Aanvaller    | Winter 2020/21 | 2023   | 18 | 0       | 2          | 0           | 2  | 0       | 0          | 0           | 2  | 0       | 0          | 0           | 22 | 0       | 2          | 0           |
| 28 | Kilian Nikiema        | Burkina Faso          | Doelman      | Winter 2021/22 | 2025   | 0  | 0       | 0          | 0           | 0  | 0       | 0          | 0           | 0  | 0       | 0          | 0           | 0  | 0       | 0          | 0           |
| 29 | Alessandro Damen      | Nederland             | Doelman      | Winter 2021/22 | 2022   | 8  | 0       | 1          | 0           | 0  | 0       | 0          | 0           | 1  | 0       | 0          | 0           | 9  | 0       | 1          | 0           |
| 31 | Nigel Owusu           | Nederland             | Verdediger   | Winter 2021/22 | 2024   | 1  | 0       | 0          | 0           | 0  | 0       | 0          | 0           | 0  | 0       | 0          | 0           | 1  | 0       | 0          | 0           |
| 32 | Benjamin Reemst       | Nederland             | Middenvelder | Zomer 2021     | 2022   | 9  | 0       | 1          | 0           | 0  | 0       | 0          | 0           | 1  | 0       | 0          | 0           | 10 | 0       | 1          | 0           |
| 33 | Rafael Struick        | Nederland             | Aanvaller    | Winter 2021/22 | (ama.) | 1  | 0       | 0          | 0           | 0  | 0       | 0          | 0           | 1  | 0       | 0          | 0           | 2  | 0       | 0          | 0           |
| 34 | Amar Ćatić            | Bosnië en Herzegovina | Aanvaller    | Zomer 2020     | 2023   | 35 | 5       | 1          | 0           | 3  | 0       | 0          | 0           | 5  | 0       | 0          | 0           | 43 | 5       | 1          | 0           |
| 35 | Youri Schoonderwaldt  | Nederland             | Doelman      | Zomer 2020     | 2022   | 0  | 0       | 0          | 0           | 0  | 0       | 0          | 0           | 0  | 0       | 0          | 0           | 0  | 0       | 0          | 0           |
| 36 | Jonathan Mulder       | Nederland             | Verdediger   | Zomer 2020     | 2022   | 5  | 0       | 1          | 0           | 3  | 0       | 1          | 0           | 0  | 0       | 0          | 0           | 8  | 0       | 2          | 0           |
| 38 | Finn van Breemen      | Nederland             | Verdediger   | Winter 2021/22 | (ama.) | 1  | 0       | 0          | 0           | 0  | 0       | 0          | 0           | 0  | 0       | 0          | 0           | 1  | 0       | 0          | 0           |
| 39 | Silvinho Esajas       | Nederland             | Verdediger   | Winter 2020/21 | 2023   | 1  | 0       | 0          | 0           | 0  | 0       | 0          | 0           | 1  | 0       | 0          | 0           | 2  | 0       | 0          | 0           |
| 41 | Julian Markvoort Beke | Nederland             | Aanvaller    | Winter 2021/22 | (ama.) | 1  | 0       | 0          | 0           | 0  | 0       | 0          | 0           | 0  | 0       | 0          | 0           | 1  | 0       | 0          | 0           |
| 45 | Guillem Rodríguez     | Spanje                | Verdediger   | Winter 2021/22 | 2022   | 2  | 0       | 1          | 0           | 0  | 0       | 0          | 0           | 3  | 0       | 0          | 0           | 5  | 0       | 1          | 0           |
| 53 | Daryl Janmaat         | Nederland             | Verdediger   | Winter 2020/21 | 2023   | 9  | 0       | 1          | 0           | 1  | 0       | 0          | 0           | 2  | 0       | 1          | 0           | 12 | 0       | 2          | 0           |
| 77 | Eljero Elia           | Nederland             | Aanvaller    | Zomer 2021     | 2022   | 9  | 0       | 0          | 0           | 2  | 1       | 1          | 0           | 0  | 0       | 0          | 0           | 11 | 1       | 1          | 0           |

### Tussentijds vertrokken spelers met speelminuten
| # | Naam             | Land      | Positie      | Bij ADO sinds  | Contract tot | C. | Voetbal | Kreeg geel | Kreeg voor de tweede keer geel en dus rood | Weggestuurd | B. | Voetbal | Kreeg geel | Kreeg voor de tweede keer geel en dus rood | Weggestuurd | T. | Voetbal | Kreeg geel | Kreeg voor de tweede keer geel en dus rood | Weggestuurd |
| - | ---------------- | --------- | ------------ | -------------- | ------------ | -- | ------- | ---------- | ------------------------------------------ | ----------- | -- | ------- | ---------- | ------------------------------------------ | ----------- | -- | ------- | ---------- | ------------------------------------------ | ----------- |
| 5 | Aaron Meijers    | Nederland | Verdediger   | Zomer 2012     | Zomer 2022   | 3  | 0       | 0          | 0                                          | 0           | 0  | 0       | 0          | 0                                          | 0           | 3  | 0       | 0          | 0                                          | 0           |
| 8 | John Goossens    | Nederland | Middenvelder | Winter 2017/18 | Zomer 2022   | 1  | 0       | 0          | 0                                          | 0           | 0  | 0       | 0          | 0                                          | 0           | 1  | 0       | 0          | 0                                          | 0           |
| 7 | Vicente Besuijen | Nederland | Aanvaller    | Zomer 2020     | Zomer 2023   | 22 | 6       | 2          | 0                                          | 0           | 3  | 0       | 0          | 0                                          | 0           | 25 | 6       | 2          | 0                                          | 0           |

### Spelers per positie
| Naam                  | Geboortedatum     | Doelman | Verdediging | Verdediging | Verdediging | Middenveld | Middenveld | Aanval | Aanval | Aanval |
| Naam                  | Geboortedatum     | GK      | RA          | CV          | LA          | VM         | AM         | RV     | LV     | SP     |
| --------------------- | ----------------- | ------- | ----------- | ----------- | ----------- | ---------- | ---------- | ------ | ------ | ------ |
| Luuk Koopmans         | 18 november 1993  | x       |             |             |             |            |            |        |        |        |
| Alessandro Damen      | 17 mei 1990       | x       |             |             |             |            |            |        |        |        |
| Robert Zwinkels       | 4 mei 1983        | x       |             |             |             |            |            |        |        |        |
| Youri Schoonderwaldt  | 13 maart 2000     | x       |             |             |             |            |            |        |        |        |
| Hugo Wentges          | 11 februari 2002  | x       |             |             |             |            |            |        |        |        |
| Kilian Nikiema        | 22 juni 2003      | x       |             |             |             |            |            |        |        |        |
| Daryl Janmaat         | 22 juli 1989      |         | x           | x           |             |            |            |        |        |        |
| Cain Seedorf          | 19 januari 2000   |         | x           |             |             |            |            | x      |        |        |
| Guillem Rodríguez     | 13 februari 1998  |         | x           |             |             |            |            |        |        |        |
| Hervé Matthys         | 19 januari 1996   |         |             | x           | x           |            |            |        |        |        |
| Jamal Amofa           | 25 november 1998  |         | x           | x           | x           | x          |            |        |        |        |
| Tyrese Asante         | 9 april 2002      |         |             | x           |             | x          |            |        |        |        |
| Michael Mulder        | 10 januari 2001   |         | x           | x           |             | x          |            |        |        |        |
| Silvinho Esajas       | 8 juli 2002       |         |             | x           |             |            |            |        |        |        |
| Finn van Breemen      | ?                 |         |             | x           |             |            |            |        |        |        |
| Boy Kemper            | 21 juni 1999      |         |             | x           | x           |            |            |        |        |        |
| Jonathan Mulder       | 2 januari 2002    |         |             |             | x           | x          |            |        |        |        |
| Nigel Owusu           | 31 januari 2003   |         |             |             | x           | x          |            |        |        |        |
| Gregor Breinburg      | 16 september 1991 |         |             |             |             | x          | x          |        |        |        |
| Dhoraso Moreo Klas    | 30 januari 2001   |         | x           |             |             | x          | x          |        |        |        |
| David Puclin          | 17 juni 1992      |         |             |             |             | x          | x          |        |        |        |
| Sacha Komljenovic     | 10 mei 2003       |         | x           |             |             | x          |            |        |        |        |
| Finn Dicke            | 14 september 2004 |         |             |             |             | x          | x          |        |        |        |
| Samy Bourard          | 10 juli 1996      |         |             |             |             | x          | x          |        |        |        |
| Sem Steijn            | 12 november 2001  |         |             |             |             | x          | x          |        |        | x      |
| Benjamin Reemst       | 29 maart 2002     |         |             |             |             | x          | x          |        |        |        |
| Amar Ćatić            | 21 januari 1999   |         |             |             |             |            |            | x      | x      | x      |
| Yahya Boussakou       | 4 maart 2000      |         |             |             |             |            |            | x      | x      |        |
| Amine Essabri         | 11 september 2001 |         |             |             |             |            |            | x      | x      |        |
| Ricardo Kishna        | 4 januari 1995    |         |             |             |             |            |            | x      | x      |        |
| Eljero Elia           | 13 februari 1987  |         |             |             |             |            |            | x      | x      |        |
| Felipe Pires          | 18 april 1995     |         |             |             |             |            |            | x      | x      |        |
| Xander Severina       | 12 april 2001     |         |             |             |             |            |            | x      | x      |        |
| Rafael Struick        | 27 maart 2003     |         |             |             |             |            |            | x      | x      | x      |
| Julian Markvoort Beke | 10 augustus 2001  |         |             |             |             |            |            | x      | x      |        |
| Thomas Verheydt       | 24 januari 1992   |         |             |             |             |            |            |        |        | x      |
| Evan Rottier          | 11 februari 2002  |         |             |             |             |            |            |        |        | x      |
| Marius van Mil        | 20 maart 2002     |         |             |             |             |            |            |        |        | x      |
| Fabian Shahaj         | 16 juni 2002      |         |             |             |             |            |            |        |        | x      |

### Transfers
Zomer 2021: aangetrokken:
- Tyrese Asante → H.V. & C.V. Quick
- Samy Bourard → MOL Fehérvár FC
- Gregor Breinburg → clubloos
- Eljero Elia → FC Utrecht (vanaf november)
- Sacha Komljenovic → eigen gelederen
- Hervé Matthys → Excelsior Rotterdam
- Marius van Mil → Excelsior Maassluis
- Dhoraso Moreo Klas → FC Den Bosch
- Michael Mulder → eigen gelederen
- Benjamin Reemst → eigen gelederen
- Evan Rottier → TOP Oss (was verhuurd)
- Thomas Verheydt → Almere City FC
- Hugo Wentges → eigen gelederen

Zomer 2021: vertrokken:
- Bobby Adekanye → SS Lazio (was gehuurd)
- Jonas Arweiler → Almere City FC (was gehuurd van FC Utrecht)
- Danny Bakker → NAC Breda (was verhuurd aan Roda JC Kerkrade)
- Kees de Boer → VVV-Venlo
- Hugo Botermans → Excelsior Rotterdam (was verhuurd aan FC Eindhoven)
- Peet Bijen → FC Emmen
- Dario Del Fabro → Juventus FC (was gehuurd)
- Abdenasser El Khayati → Willem II
- Ilay Elmkies → FC Admira Wacker Mödling (was gehuurd van TSG 1899 Hoffenheim)
- Milan van Ewijk → SC Heerenveen (€600.000)
- Juan Familia-Castillo → Birmingham City FC (was gehuurd van Chelsea FC)
- Lassana Faye → FK Roech Lviv (was gehuurd van Sparta Rotterdam)
- Martin Fraisl → FC Schalke 04
- Tomislav Gomelt → FK Sūduva
- Mike Havekotte → Helmond Sport (was verhuurd aan MVV Maastricht)
- Lorenzo van Kleef → K.v.v. Quick Boys (was verhuurd aan FC Eindhoven)
- Michiel Kramer → RKC Waalwijk
- Aaron Meijers → Sparta Rotterdam (was al verhuurd)
- Youness Mokhtar → Raja Casablanca
- Dehninio Muringen → Roda JC Kerkrade (was verhuurd aan FC Dordrecht)
- Bilal Ould-Chikh → FC Volendam
- José Pascual Alba Seva → FC Dordrecht
- David Philipp → FC Viktoria Köln 1904 (was gehuurd van Werder Bremen)
- Shaquille Pinas → PFK Ludogorets
- Robin Polley → Heracles Almelo (€150.000, was verhuurd aan FC Dordrecht)
- Maarten Rieder → SVV Scheveningen
- Marko Vejinović → Tianjin Jinmen Tiger FC
- Gianni Zuiverloon → gestopt

Winter 2021/22: aangetrokken:
- Finn van Breemen → eigen gelederen
- Alessandro Damen → Heracles Almelo (gehuurd)
- Finn Dicke → eigen gelederen
- Julian Markvoort Beke → eigen gelederen
- Kilian Nikiema → eigen gelederen
- Nigel Owusu → eigen gelederen
- Felipe Pires → SK Dnipro-1 (gehuurd vanaf maart)
- David Puclin → Vorskla Poltava (gehuurd vanaf april)
- Guillem Rodríguez → Moghreb Athletic Tétouan (vanaf maart)
- Fabian Shahaj → eigen gelederen
- Rafael Struick → eigen gelederen

Winter 2021/22: vertrokken:
- Vicente Besuijen → Aberdeen FC (±€400.000)
- John Goossens → gestopt

### Technische staf
| Functie                 | Naam                          | Bij ADO sinds | Contract tot  |
| ----------------------- | ----------------------------- | ------------- | ------------- |
| Hoofdtrainer            | (1) Ruud Brood                | November 2020 | Februari 2022 |
| Hoofdtrainer            | (2) Interim: Giovanni Franken | Zomer 2021    | Zomer 2024    |
| Assistent-trainer       | Giovanni Franken              | Zomer 2021    | Zomer 2024    |
| Assistent-trainer       | Edwin Grünholz                | Zomer 2021    | Zomer 2022    |
| Keeperstrainer          | Raymond Mulder                | Zomer 2016    | Zomer 2022    |
| Spitsentrainer          | Rick Hoogendorp               | Zomer 2009    | Zomer 2022    |
| Loop- en hersteltrainer | John Nieuwenburg              | Zomer 2016    | Zomer 2023    |
| Verzorger               | / Dino Nunes                  | Zomer 2007    | Zomer 2022    |
| Materiaalman            | Rob Ravestein                 |               |               |
| Materiaalman            | Harold Pinas                  |               |               |
| Teammanager             | (1) Dave Sietaram             | November 2020 | Februari 2022 |
| Teammanager             | (2) nnb.                      |               |               |
| Fysiotherapeut          | Edwin Coret                   | Zomer 2003    |               |
| Fysiotherapeut          | Mike Kerklaan                 | Zomer 2020    |               |
| Clubarts                | Bas Bulder                    | Zomer 2015    |               |
| Video-analist           | nnb.                          |               |               |
| Spelersbegeleider       | Philip Nijgh                  | Zomer 2009    |               |
| Perschef                | Tim Oosterheert               | Zomer 2022    |               |

### Directie
| Functie                                                | Naam                            | Bij ADO sinds | Contract tot  |
| ------------------------------------------------------ | ------------------------------- | ------------- | ------------- |
| Eigenaar                                               | David Blitzer                   | Februari 2022 |               |
| Algemeen directeur                                     | Edwin Reijntjes (interim)       | Zomer 2021    |               |
| Technisch manager/directeur                            | Albert van der Dussen (interim) | Zomer 2021    | Januari 2022  |
| Manager Stadion, Veiligheid & Wedstrijdorganisatie     | Robert van Hest                 | December 2021 |               |
| Coördinator Stadion, Veiligheid & Wedstrijdorganisatie | Leo Vellekoop                   | Zomer 2021    | November 2021 |
| Voorzitter Raad van Commissarissen                     | Frans van Steenis               | April 2020    |               |

## Statistieken ADO Den Haag in het seizoen 2021/22

### Clubtopscorers 2021/22
| #   | Naam                        | Doelpunten              | Doelpunten | Doelpunten | Doelpunten | Assists                 | Assists    | Assists   | Assists |
| #   | Naam                        | Keuken Kampioen Divisie | KNVB Beker | Play-offs  | Totaal     | Keuken Kampioen Divisie | KNVB Beker | Play-offs | Totaal  |
| --- | --------------------------- | ----------------------- | ---------- | ---------- | ---------- | ----------------------- | ---------- | --------- | ------- |
| 1.  | Thomas Verheydt             | 30                      | 4          | 3          | 37         | 7                       | 0          | 1         | 8       |
| 2.  | Sem Steijn                  | 15                      | 0          | 3          | 18         | 4                       | 1          | 0         | 5       |
| 3.  | Samy Bourard                | 8                       | 0          | 0          | 8          | 1                       | 0          | 1         | 2       |
| 4.  | Vicente Besuijen            | 6                       | 0          | 0          | 6          | 4                       | 2          | 0         | 6       |
| 5.  | Dhoraso Moreo Klas          | 4                       | 0          | 2          | 6          | 1                       | 0          | 0         | 1       |
| 6.  | Amar Ćatić                  | 5                       | 0          | 0          | 5          | 11                      | 0          | 1         | 12      |
| 7.  | Ricardo Kishna              | 4                       | 0          | 0          | 4          | 6                       | 0          | 1         | 7       |
| 8.  | Sacha Komljenovic           | 0                       | 0          | 2          | 2          | 0                       | 0          | 0         | 0       |
| 9.  | Boy Kemper                  | 1                       | 0          | 0          | 1          | 5                       | 0          | 2         | 7       |
| 10. | Cain Seedorf                | 0                       | 1          | 0          | 1          | 0                       | 1          | 0         | 1       |
| 11. | Eljero Elia                 | 0                       | 1          | 0          | 1          | 0                       | 0          | 0         | 0       |
| 12. | Marius van Mil              | 1                       | 0          | 0          | 1          | 0                       | 0          | 0         | 0       |
| 13. | Felipe Pires                | 0                       | 0          | 1          | 1          | 0                       | 0          | 0         | 0       |
| 14. | Evan Rottier                | 0                       | 1          | 0          | 1          | 0                       | 0          | 0         | 0       |
| 15. | Hervé Matthys               | 0                       | 0          | 0          | 0          | 4                       | 0          | 1         | 5       |
| 16. | Daryl Janmaat               | 0                       | 0          | 0          | 0          | 1                       | 0          | 1         | 2       |
| 17. | Xander Severina             | 0                       | 0          | 0          | 0          | 1                       | 0          | 1         | 2       |
| 18. | Jamal Amofa                 | 0                       | 0          | 0          | 0          | 1                       | 0          | 0         | 1       |
| 19. | Tyrese Asante               | 0                       | 0          | 0          | 0          | 1                       | 0          | 0         | 1       |
| 20. | Gregor Breinburg            | 0                       | 0          | 0          | 0          | 1                       | 0          | 0         | 1       |
| 21. | Benjamin Reemst             | 0                       | 0          | 0          | 0          | 1                       | 0          | 0         | 1       |
| 22. | eigen doelpunt tegenstander | 2                       | 1          | 2          | 5          | /                       | /          | /         | /       |

### Doelmannen 2021/22
| #  | Naam                 | Keuken Kampioen Divisie | Keuken Kampioen Divisie | Keuken Kampioen Divisie | Keuken Kampioen Divisie | KNVB Beker | KNVB Beker  | KNVB Beker | KNVB Beker              | Play-offs | Play-offs   | Play-offs | Play-offs               |
| #  | Naam                 | Duels                   | Goals tegen             | 'De nul'                | Strafschop niet in doel | Duels      | Goals tegen | 'De nul'   | Strafschop niet in doel | Duels     | Goals tegen | 'De nul'  | Strafschop niet in doel |
| -- | -------------------- | ----------------------- | ----------------------- | ----------------------- | ----------------------- | ---------- | ----------- | ---------- | ----------------------- | --------- | ----------- | --------- | ----------------------- |
| 1. | Luuk Koopmans        | 23                      | 29                      | 7x                      | 0/3                     | 3          | 6           | 1×         | 0/0                     | 0         | 0           | 0×        | 0/0                     |
| 2. | Hugo Wentges         | 9                       | 8                       | 4x                      | 0/0                     | 0          | 0           | 0×         | 0/0                     | 5         | 8           | 0×        | 1/1                     |
| 3. | Alessandro Damen     | 8                       | 16                      | 1x                      | 0/2                     | 0          | 0           | 0×         | 0/0                     | 1         | 1           | 0×        | 0/1                     |
| 4. | Robert Zwinkels      | 0                       | 0                       | 0x                      | 0/0                     | 0          | 0           | 0×         | 0/0                     | 0         | 0           | 0×        | 0/0                     |
| 5. | Youri Schoonderwaldt | 0                       | 0                       | 0x                      | 0/0                     | 0          | 0           | 0×         | 0/0                     | 0         | 0           | 0×        | 0/0                     |
| 6. | Kilian Nikiema       | 0                       | 0                       | 0x                      | 0/0                     | 0          | 0           | 0×         | 0/0                     | 0         | 0           | 0×        | 0/0                     |

### Eindstand ADO Den Haag in de Nederlandse Keuken Kampioen Divisie 2021/22
| Stand | Gespeeld | Gewonnen | Gelijk | Verloren | Punten    | Doelpunten voor | Doelpunten tegen | Gele kaarten | 2× Geel > Rood | Rode kaarten |
| ----- | -------- | -------- | ------ | -------- | --------- | --------------- | ---------------- | ------------ | -------------- | ------------ |
| 4e    | 38       | 22       | 7      | 9        | 67 (73-6) | 76              | 53               | 62           | 0              | 0            |

### Stand, punten en doelpunten per speelronde 2021/22
| Speelronde (sp.) | 1          | 2          | 3          | 4          | 5          | 6          | 7          | 8          | 9*         | 10         | 11         | 12         | 13         | 14         | 15         | 16         | 17         | 18         | 19         | 20         | 22¹        | 23¹        | 21¹        | 24         | 25         | 26         | 29²              | 27²              | 31³              | 28³              | 32°              | 33°              | 34°              | 35°              | 30°              | 36               | 37               | 38               |
| ---------------- | ---------- | ---------- | ---------- | ---------- | ---------- | ---------- | ---------- | ---------- | ---------- | ---------- | ---------- | ---------- | ---------- | ---------- | ---------- | ---------- | ---------- | ---------- | ---------- | ---------- | ---------- | ---------- | ---------- | ---------- | ---------- | ---------- | ---------------- | ---------------- | ---------------- | ---------------- | ---------------- | ---------------- | ---------------- | ---------------- | ---------------- | ---------------- | ---------------- | ---------------- |
| Trainer          | Ruud Brood | Ruud Brood | Ruud Brood | Ruud Brood | Ruud Brood | Ruud Brood | Ruud Brood | Ruud Brood | Ruud Brood | Ruud Brood | Ruud Brood | Ruud Brood | Ruud Brood | Ruud Brood | Ruud Brood | Ruud Brood | Ruud Brood | Ruud Brood | Ruud Brood | Ruud Brood | Ruud Brood | Ruud Brood | Ruud Brood | Ruud Brood | Ruud Brood | Ruud Brood | Giovanni Franken | Giovanni Franken | Giovanni Franken | Giovanni Franken | Giovanni Franken | Giovanni Franken | Giovanni Franken | Giovanni Franken | Giovanni Franken | Giovanni Franken | Giovanni Franken | Giovanni Franken |
| Punten per sp.   | 3          | 3          | 0          | 0          | 3          | 1          | 3          | 3          | 3          | 3          | 1          | 0          | 0          | 3          | 3          | 3          | 3          | 3          | 3          | 3          | 3          | 0          | 3          | 1          | 3          | 0          | 0                | 1                | 1                | 3                | 0                | 3                | 3                | 3                | 1                | 1                | 3                | 0                |
| Punten na sp.    | 3          | 6          | 6          | 6          | 9          | 10         | 13         | 16         | 13*        | 16         | 17         | 17         | 17         | 20         | 23         | 26         | 29         | 32         | 35         | 38         | 41         | 41         | 44         | 45         | 48         | 48         | 48               | 49               | 50               | 53               | 53               | 56               | 59               | 62               | 63               | 64               | 67               | 67               |
| Stand na sp.     | 2e         | 1e         | 3e         | 8e         | 4e         | 4e         | 4e         | 2e         | 8e*        | 5e         | 7e         | 9e         | 11e        | 8e         | 7e         | 6e         | 6e         | 6e         | 5e         | 4e         | 5e         | 5e         | 3e         | 4e         | 4e         | 5e         | 6e               | 7e               | 7e               | 7e               | 7e               | 7e               | 6e               | 6e               | 6e               | 5e               | 4e               | 4e               |
| Goals per sp.    | 2          | 3          | 2          | 0          | 4          | 3          | 1          | 2          | 6          | 3          | 0          | 0          | 0          | 3          | 2          | 2          | 5          | 4          | 3          | 4          | 2          | 0          | 3          | 0          | 1          | 2          | 3                | 1                | 1                | 2                | 1                | 5                | 2                | 1                | 2                | 1                | 1                | 0                |
| Goals na sp.     | 2          | 5          | 6          | 6          | 10         | 13         | 14         | 16         | 22         | 25         | 25         | 25         | 25         | 28         | 30         | 32         | 37         | 41         | 44         | 48         | 50         | 50         | 53         | 53         | 54         | 56         | 59               | 60               | 61               | 63               | 64               | 69               | 71               | 72               | 74               | 75               | 76               | 76               |
| Doelsaldo na sp. | +2         | +4         | +3         | 0          | +2         | +2         | +3         | +5         | +9         | +10        | +10        | +8         | +7         | +9         | +11        | +13        | +17        | +20        | +21        | +24        | +26        | +21        | +22        | +22        | +23        | +22        | +19              | +19              | +19              | +20              | +18              | +23              | +24              | +25              | +25              | +25              | +26              | +23              |

(* ADO Den Haag kreeg 6 punten in mindering voorafgaand aan speelronde 9)

(¹ De uitwedstrijd tegen Excelsior Rotterdam werd verplaatst van zondag 9 januari naar dinsdag 25 januari, vanwege coronabesmettingen binnen de Rotterdamse ploeg.)

(² De uitwedstrijd tegen FC Eindhoven werd verplaatst van vrijdag 18 februari naar maandag 14 maart, vanwege coronabesmettingen bij beide ploegen.)

(³ De thuiswedstrijd tegen Telstar werd verplaatst van vrijdag 25 februari naar maandag 21 maart, vanwege stormschade aan het Cars Jeans Stadion.)

(° De thuiswedstrijd tegen Jong PSV op vrijdag 11 maart werd gestaakt wegens een stroomstoring. Het restant van het duel werd uitgespeeld op dinsdag 19 april.)

### Thuis/uit-verhouding 2021/22
| Tegenstander | Almere City FC (14e) | FC Den Bosch (11e) | FC Dordrecht (17e) | FC Eindhoven (3e) | FC Emmen · (1e) | Excelsior Rotterdam (6e) | De Graafschap (9e) | Helmond Sport (20e) | Jong Ajax (7e) | Jong AZ (13e) | Jong PSV (12e) | Jong FC Utrecht (18e) | MVV Maastricht (16e) | NAC Breda (8e) | Roda JC Kerkrade (5e) | Telstar (19e) | TOP Oss (15e) | FC Volendam · (2e) | VVV-Venlo (10e) | Totaal (4e) |
| ------------ | -------------------- | ------------------ | ------------------ | ----------------- | --------------- | ------------------------ | ------------------ | ------------------- | -------------- | ------------- | -------------- | --------------------- | -------------------- | -------------- | --------------------- | ------------- | ------------- | ------------------ | --------------- | ----------- |
| ADO thuis    | 1 - 0                | 3 - 2              | 5 - 1              | 4 - 2             | 1 - 2           | 0 - 2                    | 1 - 1              | 2 - 1               | 2 - 0          | 3 - 2         | 2 - 2          | 1 - 1                 | 2 - 3                | 4 - 1          | 2 - 0                 | 2 - 1         | 2 - 0         | 1 - 1              | 2 - 0           | 40          |
| ADO uit      | 1 - 3                | 0 - 1              | 3 - 1              | 1 - 1             | 3 - 0           | 2 - 3                    | 1 - 0              | 0 - 0               | 6 - 3          | 0 - 1         | 0 - 1          | 1 - 4                 | 2 - 6                | 3 - 0          | 5 - 0                 | 0 - 2         | 3 - 3         | 1 - 3              | 0 - 5           | 33          |
| Punten       | 6                    | 6                  | 3                  | 4                 | 0               | 3                        | 1                  | 4                   | 3              | 6             | 4              | 4                     | 3                    | 3              | 3                     | 6             | 4             | 4                  | 6               | 67*         |

### Toeschouwersaantallen 2021/22
| Tegenstander | Almere City FC | FC Den Bosch | FC Dordrecht | FC Eindhoven | FC Emmen    | Excelsior Rotterdam | De Graafschap | Helmond Sport | Jong Ajax  | Jong AZ   | Jong PSV  | Jong FC Utrecht | MVV Maastricht | NAC Breda    | Roda JC Kerkrade | Telstar    | TOP Oss     | FC Volendam | VVV-Venlo   | Totaal |
| ------------ | -------------- | ------------ | ------------ | ------------ | ----------- | ------------------- | ------------- | ------------- | ---------- | --------- | --------- | --------------- | -------------- | ------------ | ---------------- | ---------- | ----------- | ----------- | ----------- | ------ |
| ADO thuis    | 6.089 (200)    | 5.283 (?)    | 0*           | 3.633 (82)   | 5.453 (207) | 7.018 (200)         | 4.467 (0*)    | 5.743 (124)   | 3.057 (0*) | 0*        | 3.724 (?) | 6.338 (?)       | 4.347 (0*)     | 0*           | 6.015 (?)        | 4.123 (45) | 0*          | 8.156 (416) | 0*          |        |
| ADO uit      | 3.090 (200)    | 1.698 (0*)   | 2.524 (260)  | 3.111 (90)   | 8.205 (?)   | 0*                  | 9.454 (?)     | 2.129 (?)     | 1.014 (0*) | 475 (135) | 631 (130) | 0*              | 3.500 (80)     | 11.871 (400) | 0*               | 0*         | 1.553 (297) | 3.502 (267) | 5.259 (112) | -      |

(*: Bij deze wedstrijden mochten er geen (uit)supporters aanwezig zijn.)

Dikgedrukt betekent dat het (op dat moment geldende) maximale aantal toeschouwers is bereikt.

### Kaarten per speelronde 2021/22
| Sp.     | 1   | 2   | 3   | 4   | 5   | 6   | 7   | 8   | 9   | 10  | 11  | 12  | 13  | 14  | 15  | 16  | 17  | 18  | 19  | 20  | 22¹ | 23¹ | 21¹ | 24  | 25  | 26  | 29² | 27² | 31³ | 28³ | 32° | 33° | 34° | 35° | 30° | 36  | 37  | 38  |
| ------- | --- | --- | --- | --- | --- | --- | --- | --- | --- | --- | --- | --- | --- | --- | --- | --- | --- | --- | --- | --- | --- | --- | --- | --- | --- | --- | --- | --- | --- | --- | --- | --- | --- | --- | --- | --- | --- | --- |
|         | 2   | 1   | 2   | 2   | 5   | 0   | 3   | 0   | 0   | 2   | 1   | 2   | 3   | 4   | 1   | 1   | 0   | 1   | 1   | 3   | 0   | 0   | 1   | 3   | 3   | 2   | 3   | 2   | 1   | 0   | 3   | 2   | 0   | 1   | 1   | 2   | 4   | 0   |
| Totaal  | 2   | 3   | 5   | 7   | 12  | 12  | 15  | 15  | 15  | 17  | 18  | 20  | 23  | 27  | 28  | 29  | 29  | 30  | 31  | 34  | 34  | 34  | 35  | 38  | 41  | 43  | 46  | 48  | 49  | 49  | 52  | 54  | 54  | 55  | 56  | 58  | 62  | 62  |
|         | 0   | 0   | 0   | 0   | 0   | 0   | 0   | 0   | 0   | 0   | 0   | 0   | 0   | 0   | 0   | 0   | 0   | 0   | 0   | 0   | 0   | 0   | 0   | 0   | 0   | 0   | 0   | 0   | 0   | 0   | 0   | 0   | 0   | 0   | 0   | 0   | 0   | 0   |
| Totaal  | 0   | 0   | 0   | 0   | 0   | 0   | 0   | 0   | 0   | 0   | 0   | 0   | 0   | 0   | 0   | 0   | 0   | 0   | 0   | 0   | 0   | 0   | 0   | 0   | 0   | 0   | 0   | 0   | 0   | 0   | 0   | 0   | 0   | 0   | 0   | 0   | 0   | 0   |
| Scheids | Oos | Bos | Mar | Gra | Laa | Koo | Smi | Göz | Nag | Hen | Eij | Koo | Lin | Ker | Mar | Bla | Vos | Rup | Roz | Laa | Pér | Bos | Eij | Nag | Ger | Rup | Gan | Koo | Man | Hen | Vos | Die | Laa | Gan | Rup | Oos | Bos | Eij |

(* 2× geel wordt in dit schema gezien als één rode kaart.)

### Keuken Kampioen Divisie-doelpunten per kwartier 2021/22
| Minuut       | 0-15 | 16-30 | 31-45 | 46-60 | 61-75 | 76-90 Haags Kwartiertje | Totaal |
| ------------ | ---- | ----- | ----- | ----- | ----- | ----------------------- | ------ |
| ADO Den Haag | 12   | 8     | 13    | 18    | 10    | 15                      | 76     |
| Tegenstander | 6    | 4     | 11    | 10    | 9     | 13                      | 53     |
| Totaal       | 18   | 12    | 24    | 28    | 19    | 28                      | 129    |

### Strafschoppen 2021/22
| Penalty's    | Penalty's gescoord | Penalty's gemist | Penalty's totaal | Gescoord door: | Gemist door: (Gepakt door:)                                                       |
| ------------ | ------------------ | ---------------- | ---------------- | --- | --------------------------------------------------------------------------------- |
| ADO Den Haag | 7                  | 2                | 9                | 5: Thomas Verheydt, 2: Sem Steijn | 2: Thomas Verheydt (1x Abdel El Ouazzane (Telstar), uiteindelijk goal in rebound) |
| Tegenstander | 6                  | 1                | 7                | 1: Ralf Seuntjens (NAC Breda), Mart Remans (MVV), Danzell Gravenberch (De Graafschap), Mohammed Kudus, Naci Ünüvar (Jong Ajax), Joey Sleegers (FC Eindhoven PO) | 1: Thijs Dallinga (Hugo Wentges (Excelsior PO))                                   |

### Bekertoernooi 2021/22
| Ronde   | Eerste kwalificatieronde | Tweede kwalificatieronde | Eerste ronde   | Tweede ronde | Achtste finale | Kwartfinale | Halve finale | Finale |
| ------- | ------------------------ | ------------------------ | -------------- | ------------ | -------------- | ----------- | ------------ | ------ |
| Thuis   | nvt.                     | nvt.                     | Sparta Nijkerk | ADO Den Haag | RKC Waalwijk   | x           | x            | x      |
| Uit     | nvt.                     | nvt.                     | ADO Den Haag   | VV Gemert    | ADO Den Haag   | x           | x            | x      |
| Uitslag | nvt.                     | nvt.                     | 0 - 2          | 4 - 2        | 4 - 2          | x           | x            | x      |

### Play-offs promotie/degradatie 2021/22
|  | Kwartfinales                         | Kwartfinales    | Kwartfinales | Kwartfinales |                     |   | Halve finales | Halve finales | Halve finales | Halve finales |  |  | Finale | Finale | Finale | Finale |
|  |                                      |                 |              |              |                     |   |               |               |               |               |  |  |        |        |        |        |
|  | 10 + 14 mei                          |                 |              |              |                     |   |               |               |               |               |  |  |        |        |        |        |
|  |                                      |                 |              |              |                     |   |               |               |               |               |  |  |        |        |        |        |
|  | (KKD 6) Excelsior Rotterdam (w.n.v.) | 2               | 2            | 4            |                     |   |               |               |               |               |  |  |        |        |        |        |
|  | (KKD 6) Excelsior Rotterdam (w.n.v.) | 2               | 2            | 4            | 18 + 21 mei         |   |               |               |               |               |  |  |        |        |        |        |
|  | (KKD 5) Roda JC Kerkrade             | 2               | 0            | 2            |                     |   |               |               |               |               |  |  |        |        |        |        |
|  | (KKD 5) Roda JC Kerkrade             | 2               | 0            | 2            | Excelsior Rotterdam | 3 | 3             | 6             |               |               |  |  |        |        |        |        |
|  |                                      |                 |              |              | Excelsior Rotterdam | 3 | 3             | 6             |               |               |  |  |        |        |        |        |
|  |                                      | Heracles Almelo | 0            | 1            | 1                   |   |               |               |               |               |  |  |        |        |        |        |
|  | (ERE 16) Heracles Almelo             | Heracles Almelo | 0            | 1            | 1                   |   |               |               |               |               |  |  |        |        |        |        |
|  |                                      |                 |              |              | 24 + 29 mei         |   |               |               |               |               |  |  |        |        |        |        |
|  |                                      |                 |              |              |                     |   |               |               |               |               |  |  |        |        |        |        |
|  | Excelsior Rotterdam (w.n.s.)         | 1               | 4            | 5            |                     |   |               |               |               |               |  |  |        |        |        |        |
|  | Excelsior Rotterdam (w.n.s.)         | 1               | 4            | 5            | 10 + 14 mei         |   |               |               |               |               |  |  |        |        |        |        |
|  |                                      | ADO Den Haag    | 1            | 4            | 5                   |   |               |               |               |               |  |  |        |        |        |        |
|  | (KKD 8) NAC Breda                    | ADO Den Haag    | 1            | 4            | 5                   | 1 | 1             | 2             |               |               |  |  |        |        |        |        |
|  | (KKD 8) NAC Breda                    | 17 + 21 mei     |              |              |                     | 1 | 1             | 2             |               |               |  |  |        |        |        |        |
|  | (KKD 4) ADO Den Haag                 | 2               | 2            | 4            |                     |   |               |               |               |               |  |  |        |        |        |        |
|  | (KKD 4) ADO Den Haag                 | 2               | 2            | 4            | ADO Den Haag        | 2 | 2             | 4             |               |               |  |  |        |        |        |        |
|  | 9 + 13 mei                           |                 |              |              | ADO Den Haag        | 2 | 2             | 4             |               |               |  |  |        |        |        |        |
|  |                                      | FC Eindhoven    | 1            | 1            | 2                   |   |               |               |               |               |  |  |        |        |        |        |
|  | (KKD 9) De Graafschap                | FC Eindhoven    | 1            | 1            | 2                   | 1 | 1             | 2             |               |               |  |  |        |        |        |        |
|  | (KKD 9) De Graafschap                |                 |              |              |                     | 1 | 1             | 2             |               |               |  |  |        |        |        |        |
|  | (KKD 3) FC Eindhoven                 | 1               | 3            | 4            |                     |   |               |               |               |               |  |  |        |        |        |        |
|  | (KKD 3) FC Eindhoven                 | 1               | 3            | 4            |                     |   |               |               |               |               |  |  |        |        |        |        |

### Statistieken aller tijden voor ADO (huidige selectie)
| #   | Naam                  | Wedstrijden | Wedstrijden | Wedstrijden | Wedstrijden | Wedstrijden | Doelpunten | Doelpunten | Doelpunten | Doelpunten | Doelpunten |
| #   | Naam                  | Competitie  | Beker       | Play-offs   | Europa      | Totaal      | Competitie | Beker      | Play-offs  | Europa     | Totaal     |
| --- | --------------------- | ----------- | ----------- | ----------- | ----------- | ----------- | ---------- | ---------- | ---------- | ---------- | ---------- |
| 1.  | Robert Zwinkels       | 155         | 14          | 3           | 0           | 172         | 0          | 0          | 0          | 0          | 0          |
| 2.  | / Eljero Elia         | 66          | 7           | 0           | 0           | 73          | 6          | 7          | 0          | 0          | 13         |
| 3.  | Boy Kemper            | 58          | 4           | 6           | 0           | 68          | 2          | 0          | 0          | 0          | 2          |
| 4.  | Luuk Koopmans         | 62          | 6           | 0           | 0           | 68          | 0          | 1          | 0          | 0          | 1          |
| 5.  | / Samy Bourard        | 49          | 5           | 3           | 0           | 57          | 11         | 0          | 0          | 0          | 11         |
| 6.  | / Amar Ćatić          | 48          | 4           | 5           | 0           | 57          | 5          | 1          | 0          | 0          | 6          |
| 7.  | / Jamal Amofa         | 41          | 5           | 6           | 0           | 52          | 0          | 0          | 0          | 0          | 0          |
| 8.  | Daryl Janmaat         | 38          | 2           | 8           | 0           | 48          | 2          | 0          | 1          | 0          | 3          |
| 9.  | / Dhoraso Moreo Klas  | 35          | 3           | 6           | 0           | 44          | 4          | 0          | 2          | 0          | 6          |
| 10. | / Ricardo Kishna      | 39          | 3           | 2           | 0           | 44          | 4          | 0          | 0          | 0          | 4          |
| 11. | Thomas Verheydt       | 36          | 3           | 4           | 0           | 43          | 30         | 4          | 3          | 0          | 37         |
| 12. | Sem Steijn            | 35          | 2           | 6           | 0           | 43          | 15         | 0          | 3          | 0          | 18         |
| 13. | Hervé Matthys         | 32          | 3           | 6           | 0           | 41          | 0          | 0          | 0          | 0          | 0          |
| 14. | / Tyrese Asante       | 24          | 1           | 5           | 0           | 30          | 0          | 0          | 0          | 0          | 0          |
| 15. | / Michael Mulder      | 27          | 2           | 1           | 0           | 30          | 0          | 0          | 0          | 0          | 0          |
| 16. | / Gregor Breinburg    | 22          | 0           | 6           | 0           | 28          | 0          | 0          | 0          | 0          | 0          |
| 17. | / Cain Seedorf        | 23          | 2           | 0           | 0           | 25          | 0          | 1          | 0          | 0          | 1          |
| 18. | / Xander Severina     | 20          | 2           | 2           | 0           | 24          | 0          | 0          | 0          | 0          | 0          |
| 19. | / Sacha Komljenovic   | 18          | 1           | 4           | 0           | 23          | 0          | 0          | 2          | 0          | 2          |
| 20. | Hugo Wentges          | 9           | 0           | 5           | 0           | 14          | 0          | 0          | 0          | 0          | 0          |
| 21. | Evan Rottier          | 10          | 2           | 0           | 0           | 12          | 0          | 1          | 0          | 0          | 1          |
| 22. | Marius van Mil        | 9           | 1           | 0           | 0           | 10          | 1          | 0          | 0          | 0          | 1          |
| 23. | Benjamin Reemst       | 9           | 0           | 1           | 0           | 10          | 0          | 0          | 0          | 0          | 0          |
| 24. | Felipe Pires          | 3           | 0           | 6           | 0           | 9           | 0          | 0          | 1          | 0          | 1          |
| 25. | Alessandro Damen      | 8           | 0           | 1           | 0           | 9           | 0          | 0          | 0          | 0          | 0          |
| 26. | / Jonathan Mulder     | 5           | 3           | 0           | 0           | 8           | 0          | 0          | 0          | 0          | 0          |
| 27. | David Puclin          | 3           | 0           | 5           | 0           | 8           | 0          | 0          | 0          | 0          | 0          |
| 28. | / Yahya Boussakou     | 5           | 0           | 0           | 0           | 5           | 0          | 0          | 0          | 0          | 0          |
| 29. | Guillem Rodríguez     | 2           | 0           | 3           | 0           | 5           | 0          | 0          | 0          | 0          | 0          |
| 30. | / Silvinho Esajas     | 3           | 0           | 1           | 0           | 4           | 0          | 0          | 0          | 0          | 0          |
| 31. | Rafael Struick        | 1           | 0           | 1           | 0           | 2           | 0          | 0          | 0          | 0          | 0          |
| 32. | Finn van Breemen      | 1           | 0           | 0           | 0           | 1           | 0          | 0          | 0          | 0          | 0          |
| 33. | Finn Dicke            | 1           | 0           | 0           | 0           | 1           | 0          | 0          | 0          | 0          | 0          |
| 34. | Julian Markvoort Beke | 1           | 0           | 0           | 0           | 1           | 0          | 0          | 0          | 0          | 0          |
| 35. | / Nigel Owusu         | 1           | 0           | 0           | 0           | 1           | 0          | 0          | 0          | 0          | 0          |
| 36. | / Fabian Shahaj       | 1           | 0           | 0           | 0           | 1           | 0          | 0          | 0          | 0          | 0          |

### Onderscheidingen
Prijzen ADO Den Haag
- Periode 1: Bronzen Kampioensschild voor periodetitel Keuken Kampioen Divisie (19 punten in 9 wedstrijden).
- VVCS Veldencompetitie: Beste voetbalveld van de Keuken Kampioen Divisie (4,58 op schaal van 1-5).

Individuele prijzen
- Periode 2: Sem Steijn - Beste Talent van de Keuken Kampioen Divisie.
- Karel Jansen-trofee voor 'Beste speler': Sem Steijn.
- Karel Jansen-trofee voor 'Topscorer': Thomas Verheydt.
- Karel Jansen-trofee voor 'Beste talent': Hugo Wentges.

Keuken Kampioen Divisie-speler in 'Team van de Week'
- Speelronde 2: Boy Kemper (FC Volendam - ADO Den Haag).
- Speelronde 5: Amar Ćatić (ADO Den Haag - FC Eindhoven).
- Speelronde 9: Jamal Amofa, Samy Bourard & Sem Steijn (MVV Maastricht - ADO Den Haag).
- Speelronde 10: Thomas Verheydt (ADO Den Haag - FC Den Bosch).
- Speelronde 15: Luuk Koopmans & Ricardo Kishna (ADO Den Haag - VVV-Venlo).
- Speelronde 16: Vicente Besuijen (Telstar - ADO Den Haag).
- Speelronde 17: Gregor Breinburg, Ricardo Kishna & Sem Steijn (ADO Den Haag - FC Dordrecht).
- Speelronde 20: Samy Bourard (ADO Den Haag - NAC Breda).
- Speelronde 22: Dhoraso Moreo Klas (ADO Den Haag - TOP Oss).
- Speelronde 21/23: Samy Bourard (Excelsior Rotterdam - ADO Den Haag).
- Speelronde 33: Boy Kemper, Ricardo Kishna & Thomas Verheydt (VVV Venlo - ADO Den Haag).
- Speelronde 30/35: Boy Kemper (Jong AZ - ADO Den Haag & ADO Den Haag - Jong PSV).
- Speelronde 37: Boy Kemper & Thomas Verheydt (ADO Den Haag - Almere City FC).

Keuken Kampioen Divisie 'Doelpunt van de Week'
- Speelronde 5: Amar Ćatić (de 1-1 tijdens ADO Den Haag - FC Eindhoven).
- Speelronde 10: Thomas Verheydt (de 2-1 tijdens ADO Den Haag - FC Den Bosch).
- Speelronde 14: Vicente Besuijen (de 1-3 tijdens Almere City FC - ADO Den Haag).
- Speelronde 17: Sem Steijn (de 5-0 tijdens ADO Den Haag - FC Dordrecht).
- Speelronde 22: Dhoraso Moreo Klas (de 1-0 tijdens ADO Den Haag - TOP Oss).
- Speelronde 33: Thomas Verheydt (de 0-5 tijdens VVV Venlo - ADO Den Haag).

## Uitslagen ADO Den Haag

### Juli 2021
| Oefenwedstrijd | CASA Academy (team met ex-bvo-spelers) | 1 - 2 (1 - 2)     | ADO Den Haag                  | Selectie ADO Den Haag: (Trainer: Ruud Brood) |
| do. 1 juli 2021 Aanvangstijd: 18:00 uur Plaats: Rijswijk Prinses Irene Sportpark Toeschouwers: ? Scheidsrechter: Dick Jol Wedstrijdverslagen: ADO, West, ADOFans | El Idrissi 38'                         | 0 - 1 0 - 2 1 - 2 | 27' Seedorf (Klas) 37' Kemper | OPSTELLING 1e HELFT: Koopmans - Seedorf, Amofa, Kemper, Meijers - Klas, Vejinović , Goossens - Severina, Van Mil, Besuijen OPSTELLING 2e HELFT: Schoonderwaldt - Seedorf, Esajas, M. Mulder, J. Mulder - Van Kleef, Steijn, Reemst - Boussakou, Rottier, Ćatić WISSEL: 61' Amofa Seedorf |
| |                                        |                   |                               | |

Afwezig: De Boer (bezig met transfer), Bijen, Janmaat, Kishna, Polley, Zwinkels (blessure/rust)

Opmerkelijk: Scheidsrechter Dick Jol was de vervanger van Roelof Luinge, die op de dag van de wedstrijd moest afhaken met een blessure.
| Oefenwedstrijd | HVV Laakkwartier (Tweede Klasse) | 0 - 11 (0 - 5)                                                      | ADO Den Haag | Selectie ADO Den Haag: (T: Ruud Brood) |
| za. 3 juli 2021 Aanvangstijd: 15:00 uur Plaats: Den Haag Laakkwartier-terrein Toeschouwers: 1.250 Scheidsrechter: Leo van Dokkum Wedstrijdverslagen: ADO, West, ADOFans |                                  | 0 - 1 0 - 2 0 - 3 0 - 4 0 - 5 0 - 6 0 - 7 0 - 8 0 - 9 0 - 10 0 - 11 | 5' Vejinović (pen.) 6' Kemper (Vejinović, c.) 12' Van Mil 27' Van Kleef (Vejinović) 32' Severina (Vejinović) 55' Severina (Seedorf) 61' Rottier 65' Rottier (Amofa) 75' Steijn (Rottier) 82' Steijn 89' Van Mil (Seedorf) | OPSTELLING 1e HELFT: Koopmans - Polley, Janmaat, Kemper, J. Mulder - Van Kleef, Vejinović , Klas - Ćatić, Van Mil, Severina OPSTELLING 2e HELFT: Wentges - Seedorf, Amofa, Esajas, J. Mulder - Reemst, Steijn, M. Mulder - Boussakou, Rottier, Severina WISSEL: 73' Van Mil Severina |
| |                                  |                                                                     | | |

Afwezig: Besuijen, Bijen, Goossens, Kishna, Meijers, Zwinkels (blessure/rust)
| Oefenwedstrijd | AZ (Eredivisie)                                                    | 3 - 0 (0 - 0)     | ADO Den Haag | Selectie ADO Den Haag: (T: Ruud Brood) | Selectie AZ: (T: Pascal Jansen) |
| wo. 21 juli 2021 Aanvangstijd: 14:00 uur Plaats: Wijdewormer AFAS Trainingscomplex Toeschouwers: 0 (Besloten) Scheidsrechter: Clay Ruperti Wedstrijdverslagen: ADO, West | Gudmundsson 29' Evjen 51' Evjen (Gullit) 58' Aboukhlal (Evjen) 82' | 1 - 0 2 - 0 3 - 0 |              | OPSTELLING 1e HELFT: Koopmans - Seedorf, Asante, Kemper, J. Mulder - Polley, Breinburg, Klas - Besuijen, Ćatić, Severina WISSELS: 46' Yegen Asante 46' Steijn Breinbrug 57' Reemst Klas 69' Komljenovic Seedorf 69' El Karicha Polley 69' Boussakou Ćatić 69' Van Mil Besuijen 69' George Severina 77' Owusu J. Mulder | OPSTELLING 1e HELFT: Reus - Beukema, Hatzidiakos, Letschert, Gullit - Taabouni, P. Koopmeiners, Gudmundsson - Poku, Boadu, Karlsson WISSELS: 46' Berkhout Hatzidiakos 46' De Wit Gudmundsson 46' Pavlidis Boadu 46' Evjen Karlsson 60' Aboukhlal Poku 70' Reijnders De Wit |

Afwezig: Van Kleef, Vejinović (bezig met transfer), Amofa, Bijen, Esajas, Goossens, Janmaat, Kishna, Meijers, M. Mulder, Rottier, Zwinkels (blessure/rust)

Opmerkelijk: Proefspelers Gregor Breinburg en Leroy George maakten dit duel speelminuten. Doelman Luuk Koopmans stopte de strafschop van Albert Gudmundsson.
| Oefenwedstrijden | ADO Den Haag                              | (1:) 2 - 2 (2:) 0 - 2                               | FC Twente (Eredivisie)                                                           | Selectie ADO Den Haag: (T: Ruud Brood) | Selectie FC Twente: (T: Ron Jans) |
| za. 24 juli 2021 Aanvangstijd: 14:00 uur (75 & 45 min.) Plaats: Den Haag Cars Jeans Stadion Toeschouwers: ? Scheidsrechter 1e duel: Martin Pérez Scheidsrechter 2e duel: Thijs Dogterom Wedstrijdverslagen: ADO, West, ADOFans, Haagse Topsport | Steijn (Besuijen) 29' Steijn (Kemper) 63' | 1e duel 1 - 0 1 - 1 1 - 2 2 - 2 2e duel 0 - 1 0 - 2 | 48' Zerrouki (Smal) 57' Zerrouki (vt.) 4' Oosterwolde (Bosch) 36' Markelo (Rots) | OPSTELLING 1e WEDSTRIJD: Koopmans - Seedorf, Asante, Kemper, J. Mulder - Klas, Steijn, Breinburg - Besuijen, Ćatić, Severina OPSTELLING 2e WEDSTRIJD: Schoonderwaldt - Seedorf, Yegen, Amallah, Owusu - Komljenovic, El Karicha, Reemst - George, Van Mil, Lazić WISSELS 2e WEDSTRIJD: 15' Boussakou Seedorf 30' Steijn Lazić | OPSTELLING 1e WEDSTRIJD: Unnerstall - Troupée, Hilgers, Pröpper , Smal - Staring, Zerrouki, Ilić - Van Leeuwen, Van Wolfswinkel, Menig WISSELS 1e WEDSTRIJD: 60' Đumić Hilgers 60' Roemeratoe Staring 60' Cleonise Van Leeuwen OPSTELLING 2e WEDSTRIJD: De Lange - Everink, Đumić , Bruns, Oosterwolde - Bosch, Roemeratoe, Dyulgerov - Rots, Ugalde, Cleonise WISSELS 2e WEDSTRIJD: 30' Hilgers Everink 35' Markelo Ugalde |

Afwezig: Van Kleef, Polley, Vejinović (bezig met transfer), Amofa, Bijen, Esajas, Goossens, Janmaat, Kishna, Meijers, M. Mulder, Rottier, Zwinkels (blessure/rust)

Opmerkelijk: ADO Den Haag en FC Twente speelden twee oefenwedstrijden tegen elkaar: een wedstrijd van 75 minuten en een duel van 45 minuten. Naast Breinburg en George deed deze dag ook proefspeler Boban Lazić mee. Verdediger Daryl Janmaat was lange tijd uitgeschakeld. De verdediger kreeg opnieuw last van een bacterie in zijn knie en stond voor de tweede keer in 2021 maandenlang buitenspel.

### Augustus 2021
| Oefenwedstrijd | Feyenoord (Eredivisie)                 | 1 - 1 (0 - 0) | ADO Den Haag                                       | Selectie ADO Den Haag: (T: Ruud Brood) | Selectie Feyenoord: (T: Arne Slot) |
| zo. 1 augustus 2021 Aanvangstijd: 14:30 uur (4x 30 min.) Plaats: Rotterdam De Kuip Toeschouwers: ±7.500 Scheidsrechter: Sander van der Eijk Wedstrijdverslagen: ADO, West, ADOFans | Boženík (pen.) 82' El Bouchataoui 118' | 1 - 0 1 - 1   | 101' Kemper 108' Boussakou (J. Mulder) 114' Reemst | BASISOPSTELLING: Koopmans - Seedorf, Amofa, Asante, Kemper, Meijers - Klas, Steijn, Breinburg - Besuijen, Ćatić WISSELS: 54' J. Mulder Meijers 76' Komljenovic Amofa 76' Reemst Klas 76' Rottier Besuijen 91' Schoonderwaldt Koopmans 91' Van Mil Seedorf 91' Yegen Asante 91' George Breinburg 91' Lazić Ćatić 93' Boussakou Steijn | BASISOPSTELLING: Marciano - Pedersen, Trauner, Senesi, Malacia - Toornstra, Fer , Kökçü - Jahanbakhsh, Til, Sinisterra WISSELS: 31' Hendriks Pedersen 31' Burger Senesi 31' Haps Malacia 31' El Bouchataoui Toornstra 31' Hartjes Fer 31' Milambo Kökçü 31' Boženík Til 31' Linssen Sinisterra 48' Conteh Jahanbakhsh 57' Antonucci Milambo 61' Skogen Trauner 61' Bannis Linssen 74' Azarkan Conteh 91' Jansen Marciano 91' Vente Boženík 105' Van der Zeeuw Skogen 105' Benita Haps 105' Naujoks Burger |

Afwezig: Van Kleef, Polley (bezig met transfer), Bijen, Esajas, Goossens, Janmaat, Kishna, M. Mulder, Severina, Zwinkels (blessure/rust)

Opmerkelijk: Deze wedstrijd duurde 4x 30 minuten. Ondanks een schwalbe van Marouan Azarkan gaf scheidsrechter Sander van der Eijk een strafschop aan Feyenoord.
| Keuken Kampioen Divisie 1e speelronde | ADO Den Haag                                              | 2 - 0 (0 - 0) | Jong Ajax | Selectie ADO Den Haag: (T: Ruud Brood) | Selectie Jong Ajax: (T: John Heitinga) |
| zo. 8 augustus 2021 Aanvangstijd: 12:15 uur Plaats: Den Haag Cars Jeans Stadion Toeschouwers: 3.057 Scheidsrechter: Ingmar Oostrom Assistenten: Weterings, Bodde, Mulder Wedstrijdverslagen: ADO, West, FCUpdate, ADOFans Balbezit: 45%-55% | Asante 8' Ćatić (Breinburg) 51' Verheydt 86' Kemper 90+4' | 1 - 0 2 - 0   |           | BASISOPSTELLING: Koopmans - Seedorf, Amofa, Asante, Kemper , Meijers - Klas, Steijn, Breinburg - Ćatić, Besuijen RESERVEBANK: Schoonderwaldt, J. Mulder, Komljenovic, Reemst, Boussakou, Verheydt, Rottier, Van Mil WISSELS: 60' Verheydt Asante 70' Komljenovic Seedorf 78' Boussakou Breinburg 78' Rottier Ćatić MOTM in het stadion: Thomas Verheydt | BASISOPSTELLING: Gorter - Regeer , Llansana, Hillen, Baas - Fitz-Jim, Jensen, Hlynsson - Rasmussen, De Waal, Martha RESERVEBANK: Raatsie, Van Gelderen, Musampa, Warmerdam, Yah, Giovanni, Ünüvar, Hansen WISSELS: 46' Ünüvar Martha 70' Van Gelderen Hlynsson 70' Hansen De Waal 82' Yah Hillen |

Afwezig: Bijen, Esajas, Goossens, Janmaat, Kishna, M. Mulder, Severina, Zwinkels (blessure)

Opmerkelijk: Tyrese Asante, Dhoraso Moreo Klas, Sem Steijn, Gregor Breinburg, Thomas Verheydt, Sacha Komljenovic en Evan Rottier maakten hun ADO-debuut. Verheydt maakte bij zijn debuut in het eerste elftal ook meteen zijn eerste Haagse doelpunt.
| Keuken Kampioen Divisie 2e speelronde | FC Volendam                                                    | 1 - 3 (1 - 2)           | ADO Den Haag                                                                 | Selectie ADO Den Haag: (T: Ruud Brood) | Selectie FC Volendam: (T: Wim Jonk) |
| vr. 13 augustus 2021 Aanvangstijd: 20:00 uur Plaats: Volendam Kras Stadion Toeschouwers: 3.502 Scheidsrechter: Alex Bos Assistenten: Osseweijer, Nanninga, Van Dongen Wedstrijdverslagen: ADO, West, FCUpdate, ADOFans Balbezit: 49%-51% | Kasius (Ben Sallam) 4' Stankovic 10' James 41' Eerdhuijzen 45' | 1 - 0 1 - 1 1 - 2 1 - 3 | 19' Verheydt (Ćatić) 41' Kemper (Steijn, vt.) 47' Besuijen 66' Steijn (pen.) | BASISOPSTELLING: Koopmans - Seedorf, Amofa, Kemper , Meijers - Klas, Steijn, Breinburg - Ćatić, Verheydt, Besuijen RESERVEBANK: Schoonderwaldt, J. Mulder, Komljenovic, Reemst, Boussakou, Severina, Rottier, Van Mil WISSELS: 59' Boussakou Verheydt 78' Severina Klas 78' Rottier Ćatić | BASISOPSTELLING: Stankovic - Kasius, Mirani , Eerdhuijzen, James - Antonioli, A. Plat, Ben Sallam - Van Mieghem, Mühren, El Kadiri RESERVEBANK: Lauwers, Vlak, B. Plat, Hilton, Visser, Twigt, Oristanio, Panka, Kaars, Beers WISSELS: 12' Lauwers Antonioli 46' Twigt Ben Sallam 67' B. Plat Eerdhuijzen 67' Oristiano A. Plat 77' El Kadiri Kaars |

Afwezig: Asante, Bijen, Esajas, Goossens, Janmaat, Kishna, M. Mulder, Zwinkels (blessure)

Opmerkelijk: Sem Steijn maakte zijn eerste ADO-goal. Thomas Verheydt maakte zijn tweede goal in zijn tweede ADO-wedstrijd. De laatste ADO-speler die twee keer scoorde in zijn eerste twee wedstrijden was Mike Havenaar in 2015. De tweede overwinning op rij leverde ADO Den Haag de eerste plaats op de ranglijst op. De KNVB kende tijdens deze speelronde, vanwege de achterstallige inlevering en goedkeuring van de begroting, echter drie punten in mindering toe. De Haagse club ging hiertegen in beroep. Aanvaller Vicente Besuijen zat voor het eerst in de voorselectie van Jong Oranje. Jong-ADO-doelman Kilian Nikiema zat in de voorselectie voor Nederland O-19. Tevens was rechtsback Mohamed Betti op proef bij ADO.
| Keuken Kampioen Divisie 3e speelronde | ADO Den Haag                                  | 1 - 2 (0 - 1)     | FC Emmen                                                                  | Selectie ADO Den Haag: (T: Ruud Brood) | Selectie FC Emmen: (T: Dick Lukkien) |
| vr. 20 augustus 2021 Aanvangstijd: 20:00 uur Plaats: Den Haag Cars Jeans Stadion Toeschouwers: 5.453 Scheidsrechter: Richard Martens Assistenten: De Nas, Janssen, Wiersma Wedstrijdverslagen: ADO, West, FCUpdate, ADOFans Balbezit: 47%-53% | Besuijen (Ćatić) 47' Verheydt 70' Amofa 90+7' | 0 - 1 1 - 1 1 - 2 | 10' Hilterman (Van Ooijen) 73' Hilterman (Mendes) 85' Scholte 90+7' Carty | BASISOPSTELLING: Koopmans - Seedorf, Asante, Amofa, Kemper , Meijers - Klas, Steijn, Komljenovic - Ćatić, Besuijen RESERVEBANK: Schoonderwaldt, Ates, J. Mulder, Breinburg, Reemst, Boussakou, Severina, Verheydt, Rottier, Van Mil WISSELS: 32' Severina Komljenovic 46' Verheydt Asante 82' Boussakou Seedorf 82' Rottier Ćatić | BASISOPSTELLING: Brouwer - Apau, Miguel, Veldmate , Burnet - Bernadou, Vlak - Mendes, Van Ooijen, Assehnoun - Hilterman RESERVEBANK: Groothuizen, Van Dorp, Luzayadio, El Azzouzi, Bijleveld, Hoffrogge, Dijk, Scholte, Carty, Toufiqui WISSELS: 72' Luzayadio Burnet 72' Scholte Assehnoun 90+4' El Azzouzi Bernadou 90+4' Toufiqui Mendes 90+4' Carty Hilterman |

Afwezig: Bijen, Esajas, Goossens, Janmaat, Kishna, M. Mulder, Zwinkels (blessure)

Opmerkelijk: Middenvelder Gregor Breinburg haakte in de warming-up geblesseerd af. Verschillende proefspelers werden afgetest bij ADO: Boban Lazić, Dylan George en Mohamed Betti vertrokken uit Den Haag. Daarvoor in de plaats kwamen verdedigers Hervé Matthys en Ian Smeulers op proef.
| Keuken Kampioen Divisie 4e speelronde | NAC Breda                                                                                   | 3 - 0 (2 - 0)     | ADO Den Haag            | Selectie ADO Den Haag: (T: Ruud Brood) | Selectie NAC Breda: (T: Edwin de Graaf) |
| vr. 27 augustus 2021 Aanvangstijd: 20:00 uur Plaats: Breda Rat Verlegh Stadion Toeschouwers: 11.871 Scheidsrechter: Edwin van de Graaf Assistenten: Diks, Koopman, Van Zuilichem Wedstrijdverslagen: ADO, West, FCUpdate, ADOFans Balbezit: 42%-58% | Seuntjens (Kestens) 3' Haye 20' Seuntjens (pen.) 38' Seuntjens (Vanacker) 71' Tavares 90+5' | 1 - 0 2 - 0 3 - 0 | 20' Besuijen 90+5' Klas | BASISOPSTELLING: Koopmans - Seedorf, Asante, Amofa, Kemper , J. Mulder - Ćatić, Klas, Steijn, Besuijen - Verheydt RESERVEBANK: Schoonderwaldt, Goossens, Komljenovic, Boussakou, Severina, Rottier, Van Mil, Shahaj WISSELS: 46' Severina Seedorf 46' Goossens J. Mulder 69' Van Mil Ćatić | BASISOPSTELLING: Olij - Vanacker, Adiléhou, Rösler, Mashart - Haye, Seuntjens, Azzagari - Kestens, Kosiah, Velanas RESERVEBANK: Kortsmit, Marijnissen, Neelen, Siereveld, Bel, Agougil, Van Schuppen, Tavares WISSELS: 68' Van Schuppen Kosiah 87' Agougil Seuntjens 87' Tavares Azzagari |

Afwezig: Meijers (bezig met transfer), Bijen, Breinburg, Esajas, Janmaat, Kishna, M. Mulder, Zwinkels (blessure)

Opmerkelijk: Spits Marius van Mil maakte zijn ADO-debuut.

### September 2021
| Keuken Kampioen Divisie 5e speelronde | ADO Den Haag | 4 - 2 (1 - 1)                       | FC Eindhoven                                                 | Selectie ADO Den Haag: (T: Ruud Brood 90+4') | Selectie FC Eindhoven: (T: Rob Penders) |
| zo. 5 september 2021 Aanvangstijd: 16:45 uur Plaats: Den Haag Cars Jeans Stadion Toeschouwers: 3.633 Scheidsrechter: Jannick van der Laan Assistenten: De Groot, Kempinga, Henshuijs Wedstrijdverslagen: ADO, West, FCUpdate, ADOFans Balbezit: 57%-43% | Klas 4' Steijn 15' Ćatić (Verheydt) 45+1' Verheydt 62' Kemper 63' Ćatić 66' Steijn (pen.) 73' Bourard (Besuijen) 78' Ćatić (Severina) 87' | 0 - 1 1 - 1 1 - 2 2 - 2 3 - 2 4 - 2 | 37' Van der Sande (Rácz) 39' Van der Sande 56' Van der Sande | BASISOPSTELLING: Koopmans - Ca. Seedorf, Amofa, Kemper , J. Mulder - Klas, Steijn, Breinburg - Ćatić, Verheydt, Besuijen RESERVEBANK: Schoonderwaldt, M. Mulder, Goossens, Komljenovic, Bourard, Boussakou, Severina, Rottier, Van Mil, Shahaj WISSELS: 59' Bourard Klas 66' M. Mulder J. Mulder 79' Komljenovic Seedorf 79' Severina Breinburg MOTM in het stadion: Amar Ćatić | BASISOPSTELLING: Bertrams - Vermeulen, Amevor , Peijnenburg, Bogaers - De Keersmaecker, Rácz, Van Son - Dahlhaus, Van der Sande, Sleegers RESERVEBANK: Borgmans, Odunze, Co. Seedorf, Janssen, Faber, Van Rosmalen, Oostenbrink, Huybers, Brym WISSELS: 59' Brym Van der Sande 84' Huybers Dahlhaus 86' Van Rosmalen Van Son |

Afwezig: Esajas, Matthys (niet wedstrijdfit), Asante, Janmaat, Kishna, Zwinkels (blessure)

Opmerkelijk: Verdediger Michael Mulder maakte zijn ADO-debuut, door zijn broer Jonathan Mulder te vervangen. In de rust van de wedstrijd werd de Poolse kickbokser Arkadiusz Wrzosek gehuldigd in het stadion, vanwege de overwinning op Badr Hari en zijn band met ADO. De 1-1 van Amar Ćatić werd verkozen tot Keuken Kampioen Divisie-doelpunt van de week.
| Keuken Kampioen Divisie 6e speelronde | TOP Oss                                                                                  | 3 - 3 (2 - 2)                       | ADO Den Haag                                                  | Selectie ADO Den Haag: (T: Ruud Brood) | Selectie TOP Oss: (T: Bob Peeters) |
| vr. 10 september 2021 Aanvangstijd: 20:00 uur Plaats: Oss Frans Heesenstadion Toeschouwers: 1.553 Scheidsrechter: Joey Kooij Assistenten: Inia, Fikkert, Michielsen Wedstrijdverslagen: ADO, West, FCUpdate, ADOFans Balbezit: 41%-59% | Stuy van den Herik (Mathieu, c.) 7' Tejan 35' Abdat 51' Stuy van den Herik (Sanches) 61' | 0 - 1 1 - 1 1 - 2 2 - 2 3 - 2 3 - 3 | 2' Verheydt (Steijn) 24' Bourard (Matthys) 86' Klas (Matthys) | BASISOPSTELLING: Koopmans - Seedorf, Amofa, Kemper , Matthys - Steijn, Bourard, Breinburg - Ćatić, Verheydt, Besuijen RESERVEBANK: Schoonderwaldt, M. Mulder, J. Mulder, Goossens, Klas, Komljenovic, Boussakou, Severina, Rottier, Van Mil, Shahaj WISSELS: 60' Moreo Klas Verheydt 68' Severina Breinburg 75' Van Mil Bourard 75' Rottier Ćatić | BASISOPSTELLING: Alblas - David, Piqué, Lammers, Abdat - Stuy van den Herik , Sanches, Kaak - Mathieu, Tejan, Margaret RESERVEBANK: Prinssen, Van Meurs, Pata, Fleuren, Damen, Gootjes, Guezen, Büttner, De Smet, Margaritha, Buyl, Leidsman WISSELS: 69' Margarita Margaret 80' Pata Sanches 85' Fleuren Abdat 85' Leidsman Tejan |

Afwezig: Asante, Janmaat, Kishna, Zwinkels (blessure)

Opmerkelijk: De Belgische verdediger Hervé Matthys maakte zijn ADO-debuut en gaf meteen twee assists. Dhoraso Moreo Klas maakte zijn eerste ADO-goal.
| Keuken Kampioen Divisie 7e speelronde | Jong PSV    | 0 - 1 (0 - 1) | ADO Den Haag                                              | Selectie ADO Den Haag: (T: Ruud Brood) | Selectie Jong PSV: (T: Ruud van Nistelrooij) |
| ma. 20 september 2021 Aanvangstijd: 20:00 uur Plaats: Eindhoven De Herdgang Toeschouwers: 631 Scheidsrechter: Nick Smit Assistenten: Nanninga, Koopman, Kuipers Wedstrijdverslagen: ADO, West, FCUpdate, ADOFans Balbezit: 63%-37% | Markelo 65' | 0 - 1         | 22' Breinburg 37' Verheydt 42' Bourard (Klas) 90+7' Amofa | BASISOPSTELLING: Koopmans - Amofa, M. Mulder, Matthys, Kemper - Klas, Bourard, Breinburg - Ćatić, Verheydt, Besuijen RESERVEBANK: Schoonderwaldt, Seedorf, J. Mulder, Goossens, Steijn, Komljenovic, Severina, Rottier, Van Mil, Shahaj WISSELS: 66' Steijn Ćatić 89' Severina Besuijen 90+4' Seedorf Bourard | BASISOPSTELLING: Müller - Markelo, Van de Blaak, Vos , Oppegård - Doudah, Kjølø, Matuta - Bakayoko, Touré, Antonisse RESERVEBANK: Van Lare, Bodak, Bahadir, Comenencia, Luis Felipe, Leysen, Timan, Colyn, Nassoh, Sealy, Romero WISSELS: 46' Bahadir Oppegård 46' Colyn Doudah 69' Romero Touré 70' Sealy Antonisse 84' Luis Felipe Van de Blaak |

Afwezig: Asante, Boussakou, Janmaat, Kishna, Zwinkels (blessure)

Opmerkelijk: Voor de derde wedstrijd op rij scoorde middenvelder Samy Bourard. Voor de vierde wedstrijd op rij speelde ADO Den Haag tegen een Brabantse club.
| Keuken Kampioen Divisie 8e speelronde | ADO Den Haag                      | 2 - 0 (2 - 0) | Roda JC Kerkrade | Selectie ADO Den Haag: (T: Ruud Brood) | Selectie Roda JC Kerkrade: (T: Jurgen Streppel) |
| vr. 24 september 2021 Aanvangstijd: 20:00 uur Plaats: Den Haag Cars Jeans Stadion Toeschouwers: 6.015 Scheidsrechter: Serdar Gözübüyük Assistenten: Van Zuilen, Balder, De Bruijn Wedstrijdverslagen: ADO, West, FCUpdate, ADOFans Balbezit: 44%-56% | Steijn (Verheydt) 7' Besuijen 28' | 1 - 0 2 - 0   |                  | BASISOPSTELLING: Koopmans - Amofa, M. Mulder, Matthys, Kemper - Klas, Bourard, Steijn - Ćatić, Verheydt, Besuijen RESERVEBANK: Schoonderwaldt, Seedorf, Asante, J. Mulder, Komljenovic, Severina, Rottier, Van Mil, Shahaj WISSELS: 63' Seedorf Verheydt 69' Severina Ćatić 89' Komljenovic Steijn MOTM in het stadion: Sem Steijn & Dani Ebben | BASISOPSTELLING: De Boer - Marzo, Joppen, Jensen , Absalem - Vossebelt, Klaasen, Bouchouari - Limbombe, Vente, Pflücke RESERVEBANK: Hamers, Vranken, Werker, Lambrix, Emmers, Schoonbrood, Takidine, Jubitana, Vijgen, Cijntje WISSELS: 46' Werker Jensen 62' Emmers Vossebelt 79' Jubitana Klaasen 79' Cijntje Vente 86' Lambrix Bouchouari |

Afwezig: Boussakou, Breinburg, Goossens, Janmaat, Kishna, Zwinkels (blessure)

Opmerkelijk: Doelman Luuk Koopmans speelde zijn 50ste officiële wedstrijd voor ADO. Deze wedstrijd stond in het teken van ADO-fan Dani Ebben, die geëerd werd en na afloop een ereronde door het stadion kreeg. Een dag na deze wedstrijd overleed hij op 21-jarige leeftijd.

### Oktober 2021
| Keuken Kampioen Divisie 9e speelronde | MVV Maastricht                                                   | 2 - 6 (0 - 3)                                   | ADO Den Haag                                                                                    | Selectie ADO Den Haag: (T: Ruud Brood) | Selectie MVV Maastricht: (T: Klaas Wels) |
| vr. 1 oktober 2021 Aanvangstijd: 20:00 uur Plaats: Maastricht De Geusselt Toeschouwers: 3.500 Scheidsrechter: Marc Nagtegaal Assistenten: Boonman, Dobre, Tissingh Wedstrijdverslagen: ADO, West, FCUpdate, ADOFans Balbezit: 47%-53% | Delferriere 25' Kleinen 55' Džepar (Ntelo) 64' Remans (pen.) 90' | 0 - 1 0 - 2 0 - 3 0 - 4 1 - 4 1 - 5 1 - 6 2 - 6 | 3' Steijn 9' Steijn (Ćatić) 34' Bourard 58' Verheydt (Kemper) 73' Besuijen (Amofa) 80' Besuijen | BASISOPSTELLING: Koopmans - Amofa, H. Matthys, Kemper - Klas, Steijn, Bourard, Breinburg - Ćatić, Verheydt, Besuijen RESERVEBANK: Schoonderwaldt, Seedorf, M. Mulder, J. Mulder, Komljenovic, Severina, Rottier, Van Mil, Shahaj WISSELS: 67' M. Mulder Steijn 90+2' Seedorf Amofa 90+2' Komljenovic Bourard 90+2' Rottier Ćatić 90+2' Van Mil Verheydt | BASISOPSTELLING: Nijhuis - Zeegers, Delferriere, Essers, Labylle - Kleinen, Souren - Blummel, Alberg, Remans - Ntelo RESERVEBANK: R. Matthys, Wehking, Libert, Džepar, Aziz, Bösing, Mami, Delrock, Nijsten WISSELS: 46' Libert Zeegers 46' Džepar Alberg 67' Mami Kleinen 74' Aziz Ntelo |

Afwezig: Boussakou, Goossens, Janmaat, Kishna, Zwinkels (blessure)

Opmerkelijk: ADO Den Haag pakte door de nederlaag van Excelsior Rotterdam de eerste periodetitel van dit Keuken Kampioen Divisie-seizoen. Eigenlijk zou de Haagse ploeg bovenaan de ranglijst staan met 19 punten uit 9 wedstrijden, maar de 6 punten in mindering werden definitief toegekend door de KNVB. ADO diende tot tweemaal toe geen sluitende begroting aan en kreeg tweemaal drie punten aftrek. Een aangespande rechtszaak tegen dit besluit mocht niet baten.
| Keuken Kampioen Divisie 10e speelronde | ADO Den Haag                                                                        | 3 - 2 (1 - 1)                 | FC Den Bosch                                                                                     | Selectie ADO Den Haag: (T: Ruud Brood) | Selectie FC Den Bosch: (T: Jack de Gier ) |
| zo. 10 oktober 2021 Aanvangstijd: 14:30 uur Plaats: Den Haag Cars Jeans Stadion Toeschouwers: 5.283 Scheidsrechter: Robin Hensgens Assistenten: Van Kampen, Westhof, Van Dongen Wedstrijdverslagen: ADO, West, FCUpdate, ADOFans Balbezit: 58%-42% | Verheydt (Ćatić) 21' Kemper 22' Klas 45+2' Verheydt (Ćatić) 55' Verheydt (pen.) 84' | 1 - 0 1 - 1 2 - 1 3 - 1 3 - 2 | 35' Kuijpers (Hornkamp) 45+5' Van der Heijden 65' Van Hedel 83' Van Hedel 90+2' Ahannach (Berte) | BASISOPSTELLING: Koopmans - Amofa, Matthys, Kemper - Klas, Steijn, Bourard, Breinburg - Ćatić, Verheydt, Besuijen RESERVEBANK: Schoonderwaldt, Seedorf, Asante, M. Mulder, J. Mulder, Komljenovic, Severina, Rottier, Van Mil, Shahaj WISSELS: 86' M. Mulder Bourard 86' Seedorf Ćatić 90+1' Komljenovic Steijn 90+1' Van Mil Verheydt MOTM in het stadion: Thomas Verheydt | BASISOPSTELLING: Van der Steen - Van Beijnen, Van den Bogert, Van Grunsven, Salasiwa - Felida, Mulders, Van der Heijden - Kuijpers, Hornkamp, Ahannach RESERVEBANK: Sikking, Vos, Van Hedel, Maas, Zuijderwijk, Berte, Stiers WISSELS: 46' Van Hedel Van der Heijden 73' Stiers Van den Bogert 76' Zuijderwijk Mulders 86' Berte Kuijpers |

Afwezig: Boussakou, Goossens, Janmaat, Kishna, Zwinkels (blessure)

Opmerkelijk: Voor het eerst sinds januari-februari 2011 wist ADO Den Haag 4 competitiewedstrijden op rij te winnen. Middenvelder Samy Bourard en aanvaller Amar Ćatić speelden hun 25ste officiële wedstrijd voor ADO.
| Keuken Kampioen Divisie 11e speelronde | Helmond Sport      | 0 - 0 (0 - 0) | ADO Den Haag | Selectie ADO Den Haag: (T: Ruud Brood) | Selectie Helmond Sport: (T: Wil Boessen) |
| vr. 15 oktober 2021 Aanvangstijd: 20:00 uur Plaats: Helmond SolarUnie Stadion Toeschouwers: 2.129 Scheidsrechter: Sander van der Eijk Assistenten: Van Dongen, De Groot, Puts Wedstrijdverslagen: ADO, West, FCUpdate, ADOFans Balbezit: 40%-60% | Lion 45' Reith 88' |               | 42' Verheydt | BASISOPSTELLING: Koopmans - Amofa, Matthys, Kemper - Klas, Steijn, Bourard, Breinburg - Ćatić, Verheydt, Besuijen RESERVEBANK: Schoonderwaldt, Seedorf, Asante, M. Mulder, J. Mulder, Komljenovic, Boussakou, Severina, Rottier, Van Mil WISSELS: 11' M. Mulder Breinburg 70' Severina Ćatić 86' Boussakou Steijn | BASISOPSTELLING: Havekotte - Reith, De Bie, Van der Meer , Van der Sluys - Vereijken, Bosiers, Lion, Van Landschoot - Van Keilegom, Goselink RESERVEBANK: Mantel, Azmi, Breugelmans, Fosu-Mensah, Bukusu, Dolet, Houttequiet, Lont WISSELS: 62' Dolet Bosiers 74' Houttequiet Goselink 86' Lont Van Keilegom |

Afwezig: Goossens, Janmaat, Kishna, Zwinkels (blessure)

Opmerkelijk: Thomas Verheydt kreeg dit duel zijn vierde gele kaart van het seizoen. Omdat de spits in de laatste wedstrijd van het vorige seizoen (bij Almere City FC) een gele kaart pakte, was Verheydt geschorst voor de volgende wedstrijd.
| Keuken Kampioen Divisie 12e speelronde | ADO Den Haag        | 0 - 2 (0 - 0) | Excelsior Rotterdam                                              | Selectie ADO Den Haag: (T: Ruud Brood) | Selectie Excelsior Rotterdam: (T: Marinus Dijkhuizen) |
| vr. 22 oktober 2021 Aanvangstijd: 20:00 uur Plaats: Den Haag Cars Jeans Stadion Toeschouwers: 7.018 Scheidsrechter: Joey Kooij Assistenten: Honig, Kucukerbir, Shukrula Wedstrijdverslagen: ADO, West, FCUpdate, ADOFans Balbezit: 64%-36% | Klas 30' Kemper 34' | 0 - 1 0 - 2   | 52' Amofa (eigen goal) 82' El Yaakoubi (Eijgenraam) 86' Horemans | BASISOPSTELLING: Koopmans - Seedorf, M. Mulder, Amofa, Matthys, Kemper - Klas, Bourard, Steijn - Ćatić, Besuijen RESERVEBANK: Schoonderwaldt, Asante, J. Mulder, Komljenovic, Kishna, Severina, Rottier, Van Mil WISSELS: 62' Kishna Kemper 77' Van Mil Bourard | BASISOPSTELLING: Van Gassel - Horemans, Nieuwpoort, El Yaakoubi , Aberkane - Baas, Wieffer, Eijgenraam, Azarkan - Niemeijer, Dallinga RESERVEBANK: Geens, Kuiper, Vlasenko, Dundas, Chacón, Duku, Driouech, Botermans WISSELS: 15' Duku Azarkan 46' Chacón Wieffer 75' Driouech Niemeijer 81' Vlasenko Duku |

Afwezig: Verheydt (schorsing), Breinburg, Goossens, Janmaat, Zwinkels (blessure)

Opmerkelijk: Aanvoerder Boy Kemper viel uit met een hamstringblessure. Aanvaller Ricardo Kishna maakte na langdurige gezondheidsklachten weer zijn rentree.
| KNVB Beker Eerste ronde | VV Sparta Nijkerk (Derde Divisie Zaterdag) | 0 - 2 (0 - 0) | ADO Den Haag                                  | Selectie ADO Den Haag: (T: Ruud Brood) | Selectie VV Sparta Nijkerk: (T: Eric Speelziek) |
| di. 26 oktober 2021 Aanvangstijd: 20:00 uur Plaats: Nijkerk Sportpark De Ebbenhorst Toeschouwers: ? Scheidsrechter: Jannick van der Laan Assistenten: Koopman, Steeg, De Bruijn Wedstrijdverslagen: ADO, ADOFans |                                            | 0 - 1 0 - 2   | 76' Verheydt (Seedorf) 83' Rottier (Besuijen) | BASISOPSTELLING: Koopmans - Amofa, M. Mulder, Matthys, J. Mulder - Klas, Besuijen, Bourard - Ćatić, Verheydt , Severina RESERVEBANK: Schoonderwaldt, Wentges, Seedorf, Asante, Komljenovic, Kishna, Rottier, Van Mil, Shahaj WISSELS: 42' Seedorf Amofa 57' Kishna Ćatić 62' Rottier Severina | BASISOPSTELLING: Hoogewoning - Geurtsen, Makizodila, De Laat, Ahrens - Bakkenes, Van der Wal, Buitenhuis - Burgerhout, De Ruiter, Fransberg RESERVEBANK: Beukers, Van 't Land, Van Dijk, Van den Brink, De Korte, Krant, Leeflang, Van Nieuwkerk WISSELS: 80' Van Nieuwkerk Burgerhout 84' Krant Buitenhuis 87' Leeflang Geurtsen |
| |                                            |               |                                               | | |

Afwezig: Breinburg, Goossens, Janmaat, Kemper, Steijn, Zwinkels (blessure)

Opmerkelijk: Spits Evan Rottier maakte zijn eerste ADO-doelpunt. Voor de eerste keer speelden de broers Michael Mulder en Jonathan Mulder samen een wedstrijd in het eerste elftal van ADO Den Haag.
| Keuken Kampioen Divisie 13e speelronde | De Graafschap          | 1 - 0 (0 - 0) | ADO Den Haag                             | Selectie ADO Den Haag: (T: Ruud Brood) | Selectie De Graafschap: (T: Reinier Robbemond) |
| vr. 29 oktober 2021 Aanvangstijd: 20:00 uur Plaats: Doetinchem Stadion De Vijverberg Toeschouwers: 9.454 Scheidsrechter: Allard Lindhout Assistenten: Van de Ven, Janssen, Hardeman Wedstrijdverslagen: ADO, Fans, West, FCU Bal: 60%-40% / Vorig: 1-1 (18/19) | Gravenberch (pen.) 90' | 1 - 0         | 24' M. Mulder 87' Komljenovic 89' Asante | BASISOPSTELLING: Koopmans - Seedorf, M. Mulder, Matthys, J. Mulder - Klas, Bourard, Steijn - Ćatić, Verheydt , Besuijen RESERVEBANK: Schoonderwaldt, Asante, Ates, Komljenovic, Kishna, Severina, Rottier, Van Mil, Shahaj WISSELS: 46' Asante Besuijen 67' Kishna Ćatić 84' Komljenovic Steijn 84' Rottier Verheydt | BASISOPSTELLING: Jurjus - Lelieveld, Fortes , Van Heertum, Baas - Dekker, Lieftink, Schuurman - Acheffay, Haen, Korte RESERVEBANK: Van den Dam, Danquah, Van de Pavert, Hilderink, Wenting, Brittijn, Neghli, Opoku, Vergara Berrio, Konings, Gravenberch WISSELS: 65' Konings Haen 76' Brittijn Dekker 76' Neghli Korte 85' Gravenberch Acheffay |

Afwezig: Amofa, Breinburg, Goossens, Janmaat, Kemper, Zwinkels (blessure)

### November 2021
| Keuken Kampioen Divisie 14e speelronde | Almere City FC                         | 1 - 3 (1 - 2)           | ADO Den Haag                                                                                                  | Selectie ADO Den Haag: (T: Ruud Brood) | Selectie Almere City FC: (T: Gertjan Verbeek) |
| zo. 7 november 2021 Aanvangstijd: 12:15 uur Plaats: Almere Yanmar Stadion Toeschouwers: 3.090 Scheidsrechter: Martin van den Kerkhof Assistenten: Vandeursen, Weterings, Spaan Wedstrijdverslagen: ADO, Fans, West, FCU Bal: 51%-49% / Vorig: 2*-2 (14/15) | Duijvestijn (Arweiler) 12' Leeuwin 21' | 1 - 0 1 - 1 1 - 2 1 - 3 | 36' Steijn (Bourard) 40' Verheydt (Kishna) 43' Kemper 55' Klas 69' Matthys 82' Rottier 90+3' Besuijen (Ćatić) | BASISOPSTELLING: Koopmans - Asante, M. Mulder, Matthys, Kemper - Amofa, Klas - Steijn, Bourard, Kishna - Verheydt RESERVEBANK: Schoonderwaldt, Seedorf, Komljenovic, Ćatić, Besuijen, Boussakou, Severina, Rottier, Van Mil, Shahaj WISSELS: 70' Ćatić Bourard 70' Besuijen Kishna 81' Rottier Steijn 90+2' Komljenovic Klas | BASISOPSTELLING: Etemadi - Hammouti, Leeuwin , Helstrup, Poll - Receveur, Esajas - Alhaft, Duijvestijn, Van Hoeven - Arweiler RESERVEBANK: Keller, Rullens, Lesquoy, Tunga, Ritmeester van de Kamp, Resink, Puriel, Van Leeuwen, Pouwels, Wildeboer WISSELS: 62' Puriel Van Hoeven 65' Pouwels Duijvestijn 76' Wildeboer Arweiler 81' Resink Hammouti |

Afwezig: Breinburg, Goossens, Janmaat, J. Mulder, Zwinkels (blessure)
| Keuken Kampioen Divisie 15e speelronde | ADO Den Haag                                           | 2 - 0 (1 - 0) | VVV-Venlo                     | Selectie ADO Den Haag: (T: Ruud Brood) | Selectie VVV-Venlo: (T: Jos Luhukay) |
| zo. 14 november 2021 Aanvangstijd: 16:45 uur Plaats: Den Haag Cars Jeans Stadion Toeschouwers: 0* Scheidsrechter: Richard Martens Assistenten: Inia, Fikkert, Michielsen Wedstrijdverslagen & statistieken: ADO, Fans, West, FCU Bal: 59%-41% / Vorig: 1-4 (20/21) | Steijn (Verheydt) 4' M. Mulder 16' Verheydt (pen.) 66' | 1 - 0 2 - 0   | 43' Van Rooijen 62' Van Dijck | BASISOPSTELLING: Koopmans - Amofa, M. Mulder, Matthys, J. Mulder - Bourard, Steijn, Breinburg - Besuijen, Verheydt , Kishna RESERVEBANK: Schoonderwaldt, Seedorf, Asante, Komljenovic, Ćatić, Severina, Rottier WISSELS: 77' Ćatić Kishna 89' Rottier Verheydt MOTM in het stadion: Sem Steijn | BASISOPSTELLING: Van Crooy - Dekker, Van Dijck, Koglin, Janssen - Van Rooijen, Post , De Boer - Schroijen, Braken, Roemer RESERVEBANK: Zima, Verbong, Henderikx, Munsters, Leliendal, Theuerzeit, Verheijen, Essanoussi, Smans, Hajdaraj WISSELS: 58' Smans Braken 58' Verheijen Roemer 72' Leliendal Janssen |

Afwezig: Kemper, Klas (schorsing), Goossens, Janmaat, Zwinkels (blessure)

Opmerkelijk: Vanwege aangescherpte corona-regels werden, net als in het voorgaande seizoen, supporters geweerd uit de voetbalstadions.
| Keuken Kampioen Divisie 16e speelronde | Telstar                     | 0 - 2 (0 - 2) | ADO Den Haag                                                    | Selectie ADO Den Haag: (T: Ruud Brood) | Selectie Telstar: (T: Andries Jonker) |
| vr. 19 november 2021 Aanvangstijd: 20:00 uur Plaats: Velsen BUKO Stadion Toeschouwers: 0* Scheidsrechter: Erwin Blank Assistenten: Nanninga, De Koning, Van Dongen Wedstrijdverslagen & statistieken: ADO, Fans, West, FCU Bal: 43%-57% / Vorig: 1-2 (07/08) | Van Wetten 45' Dijkstra 52' | 0 - 1 0 - 2   | 37' Verheydt (Besuijen) 44' Verheydt 44' Besuijen 77' Breinburg | BASISOPSTELLING: Koopmans - Amofa, Klas, Matthys, Kemper - Bourard, Steijn, Breinburg - Besuijen, Verheydt, Kishna RESERVEBANK: Schoonderwaldt, Seedorf, M. Mulder, Asante, J. Mulder, Komljenovic, Elia, Ćatić, Severina, Rottier, Van Mil WISSELS: 75' Elia Bourard 75' Ćatić Kishna 82' M. Mulder Steijn | BASISOPSTELLING: El Ouazzane - Zakir, Tugarinov, Aktas, Blackson - Dijkstra, Van Wetten, Van Doorm - Fernandes, Plet , Van Velzen RESERVEBANK: Eendracht, Vink, Liesdek, Molenaar, Berenstein, Vandermeulen, Vlijter, Kökçü, Smit WISSELS: 63' Liesdek Zakir 76' Berenstein Blackson 76' Smit Dijkstra 90' Molenaar Tugarinov 90' Kökçü Van Velzen |

Afwezig: Goossens, Janmaat, Zwinkels (blessure)

Opmerkelijk: De strafschop van Thomas Verheydt werd tegengehouden door Telstar-doelman Abdel El Ouazzane, maar in de rebound zorgde Vicente Besuijen alsnog voor een treffer. Dit zorgde ervoor dat ADO Den Haag tot dan toe de enige club in de Keuken Kampioen Divisie was met minstens 3 spelers die meer dan vijf goals hadden gemaakt (Verheydt 10, Steijn 7, Besuijen 6). Aanvaller Eljero Elia maakte dit duel zijn rentree bij ADO Den Haag, nadat hij twee maanden meetrainde met de Haagse selectie.
| Keuken Kampioen Divisie 17e speelronde | ADO Den Haag                                                                                 | 5 - 1 (4 - 0)                       | FC Dordrecht          | Selectie ADO Den Haag: (T: Ruud Brood) | Selectie FC Dordrecht: (T: Michele Santoni) |
| vr. 26 november 2021 Aanvangstijd: 20:00 uur Plaats: Den Haag Cars Jeans Stadion Toeschouwers: 0* Scheidsrechter: Martijn Vos Assistenten: Krijt, Van Marrewijk, Sturm Wedstrijdverslagen & statistieken: ADO, Fans[dode link], West, FCU Bal: 63%-37% / Vorig: 2-0 (14/15) | Steijn (Besuijen) 6' Kishna (Verheydt) 12' Verheydt 34' Steijn (Kishna) 39' Steijn (vt.) 74' | 1 - 0 2 - 0 3 - 0 4 - 0 5 - 0 5 - 1 | 80' Hölscher (Meijer) | BASISOPSTELLING: Koopmans - Amofa, Klas, Matthys, Kemper - Bourard, Steijn, Breinburg - Besuijen, Verheydt, Kishna RESERVEBANK: Schoonderwaldt, Seedorf, M. Mulder, Asante, J. Mulder, Komljenovic, Elia, Ćatić, Severina, Rottier, Van Mil WISSELS: 61' Elia Kemper 70' Komljenovic Bourard 70' Seedorf Kishna 78' M. Mulder Klas 78' Van Mil Besuijen MOTM in het stadion: Sem Steijn | BASISOPSTELLING: Bossin - Mannes, Van Huizen , Van der Avert, Savastano - Pascu, El Azzouzi, Vermeulen - Suray, Agrafiotis, Donkor RESERVEBANK: Van Herk, Koorevaar, Baggerman, Hölscher, Biberoğlu, Wielzen, Meijer WISSELS: 46' Biberoğlu Savastano 46' Hölscher Vermeulen 46' Meijer Agrafiotis 70' Baggerman El Azzouzi 75' Wielzen Donkor |

Afwezig: Goossens, Janmaat, Zwinkels (blessure)

Opmerkelijk: Jamal Amofa en Ricardo Kishna speelden hun 25ste officiële wedstrijd voor ADO Den Haag. Kishna scoorde daarnaast zijn eerste ADO-goal.

### December 2021
| Keuken Kampioen Divisie 18e speelronde | Jong FC Utrecht                  | 1 - 4 (0 - 2)                 | ADO Den Haag                                                                                 | Selectie ADO Den Haag: (T: Ruud Brood) | Selectie Jong FC Utrecht: (T: Darije Kalezić) |
| ma. 6 december 2021 Aanvangstijd: 20:00 uur Plaats: Utrecht Stadion Galgenwaard Toeschouwers: 0* Scheidsrechter: Clay Ruperti Assistenten: Been, Steeg, Shukrula Wedstrijdverslagen & statistieken: ADO, Fans, West, FCU Bal: 44%-56% / Vorig: nvt. | Maddy 56' Mallahi (Ikeshita) 79' | 0 - 1 0 - 2 0 - 3 0 - 4 1 - 4 | 7' Çulhacı (eigen goal) 15' Ikeshita (eigen goal) 35' Steijn 51' Verheydt 77' Ćatić (Kemper) | BASISOPSTELLING: Koopmans - Amofa, Klas, Matthys, Kemper - Bourard, Steijn, Breinburg - Besuijen, Verheydt, Kishna RESERVEBANK: Schoonderwaldt, Seedorf, M. Mulder, Asante, J. Mulder, Komljenovic, Elia, Ćatić, Severina, Rottier, Van Mil WISSELS: 46' Elia Bourard 64' Ćatić Kishna 83' M. Mulder Steijn 83' Rottier Verheydt | BASISOPSTELLING: De Keijzer - Huizing, Meissen, Mukeh, Çulhacı - Van den Berg, Boussaid, Ikeshita - Mallahi , Maddy, Sellouf RESERVEBANK: Gadellaa, Eersteling, Kluivert, Timber, Lottin, Bonsu, El Azrak, Venema, Rijks WISSELS: 46' Eersteling Huizing 46' Lottin Van den Berg 46' Rijks Sellouf 62' Kluivert Mukeh 74' El Azrak Boussaid |

Afwezig: Goossens, Janmaat, Zwinkels (blessure)

Opmerkelijk: Vicente Besuijen speelde zijn 50ste officiële ADO-wedstrijd. Spits Thomas Verheydt scoorde voor de vijfde wedstrijd op rij. Mike Havenaar was in april 2017 de laatste ADO-speler die dat voor elkaar kreeg. ADO Den Haag won tevens voor de vijfde keer op rij een wedstrijd, dit was voor het eerst sinds januari-februari 2011. Ondanks dat de scheidsrechter de 0-2 aan Ricardo Kishna gaf, met een assist voor Sem Steijn, werd de goal in de statistieken gezien als een eigen doelpunt.
| Keuken Kampioen Divisie 19e speelronde | ADO Den Haag                                                     | 3 - 2 (1 - 2)                 | Jong AZ                                          | Selectie ADO Den Haag: (T: Ruud Brood) | Selectie Jong AZ: (T: Maarten Martens) |
| vr. 10 december 2021 Aanvangstijd: 20:00 uur Plaats: Den Haag Cars Jeans Stadion Toeschouwers: 0* Scheidsrechter: Jesse Rozendal Assistenten: Waleveld, Miedema, Tissingh Wedstrijdverslagen & statistieken: ADO, Fans[dode link], West, FCU Bal: 48%-52% / Vorig: nvt. | Verheydt (Matthys) 23' Verheydt (pen.) 49' Steijn 51' Steijn 90' | 1 - 0 1 - 1 1 - 2 2 - 2 3 - 2 | 26' Buurmeester (Griffith) 42' Griffith (Dekker) | BASISOPSTELLING: Koopmans - Asante, Klas, Matthys, Kemper - Bourard, Steijn, Amofa - Besuijen, Verheydt, Kishna RESERVEBANK: Schoonderwaldt, Seedorf, M. Mulder, J. Mulder, Breinburg, Komljenovic, Elia, Ćatić, Severina, Rottier, Van Mil WISSELS: 46' Elia Asante 69' M. Mulder Bourard 69' Ćatić Besuijen 84' J. Mulder Kishna MOTM in het stadion: Thomas Verheydt | BASISOPSTELLING: Westerveld - De Jong, Berkhout, Jacobs, Dekker, Velthuis - Buurmeester, Koopmeiners , Griffith - Poku, Barası RESERVEBANK: Owusu-Oduro, Dekkers, Engel, Franken, Kewal, Van Brederode, Meerdink WISSELS: 46' Van Brederode Poku 69' Dekkers De Jong 77' Meerdink Barasi 87' Franken Jacobs |

Afwezig: Boussakou (bezig met transfer), Goossens, Janmaat, Zwinkels (blessure)

Opmerkelijk: Spits Thomas Verheydt scoorde voor de zesde wedstrijd op rij en evenaarde daarmee het clubrecord van Lex Schoenmaker. Middenvelder Gregor Breinburg raakte tijdens de warming-up geblesseerd en nam plaats op de reservebank. Aanvaller Yahya Boussakou was op proef bij FC Den Bosch, voor een mogelijke huurperiode voor de rest van het seizoen. ADO Den Haag eindigde in de tweede periode als vierde, met 22 punten uit 10 wedstrijden. Halverwege de competitie stond ADO op de vijfde plaats met 38 punten uit 19 wedstrijden, ondanks de zes minpunten.
| KNVB Beker Tweede ronde | ADO Den Haag                                                                     | 4 - 2 (1 - 1)                       | VV Gemert (Derde Divisie Zondag)                    | Selectie ADO Den Haag: (T: Giovanni Franken*) | Selectie VV Gemert: (T: Reinald Boeren) |
| di. 14 december 2021 Aanvangstijd: 18:00 uur Plaats: Den Haag Cars Jeans Stadion Toeschouwers: 0* Scheidsrechter: Robin Hensgens Assistenten: Küçükerbir, Overtoom, Nagtegaal Wedstrijdverslagen: ADO, Fans, West, FCU | Elia 23' Elia 44' J. Mulder 53' Seedorf 67' Verheydt 76' Verheydt (Besuijen) 80' | 0 - 1 1 - 1 1 - 2 2 - 2 3 - 2 4 - 2 | 25' Lammers 38' Den Dekker 63' Den Dekker (Daniels) | BASISOPSTELLING: Koopmans - Janmaat, Asante, Matthys, B. Kemper - Klas, Bourard, Amofa - Besuijen, Ćatić, Elia RESERVEBANK: Schoonderwaldt, Seedorf, M. Mulder, J. Mulder, Komljenovic, Steijn, Kishna, Severina, Verheydt, Rottier, Van Mil WISSELS: 40' J. Mulder B. Kemper 46' Seedorf Janmaat 46' Verheydt Bourard 46' Kishna Ćatić 70' Steijn Asante 90+1' Van Mil Kishna | BASISOPSTELLING: Tielemans - Brugmans, Jacobs, Van Loon, Van den Broek - Lammers, Mezziani, Den Dekker - Leyten, Daniels, Habraken RESERVEBANK: S. Goossens, Barten, C. Jansen, Meyssen, J. van Zutphen, M. van Zutphen, S. Jansen, Ben Rouba, Kourouma, Van Diepen, R. Kemper WISSELS: 46' R. Kemper Mezziani 68' Meyssen Daniels 82' Van Diepen Brugmans 82' Kourouma Habraken 85' Ben Rouba Jacobs |
| |                                                                                  |                                     |                                                     | | |

Afwezig: Boussakou (bezig met transfer), Breinburg, J. Goossens, Zwinkels (blessure)

Opmerkelijk: Vanwege een hoofdblessure bij Ricardo Kishna mocht ADO Den Haag voor een zesde keer wisselen. Dit was de eerste keer in de historie dat de Haagse club hiervan gebruik maakte. Daryl Janmaat keerde na lang blessureleed terug in de basis. Cain Seedorf maakte zijn eerste ADO-goal. Eljero Elia maakte zijn eerste ADO-doelpunt sinds zijn terugkeer. De aanvaller werd daarmee de oudste doelpuntenmaker in het bekertoernooi voor de Haagse club. Elia (34 jaar, 10 maanden en 1 dag) nam het record over van Heini Otto (34 jaar, 7 maanden en 19 dagen), dat sinds 1989 stond. Assistent-trainer Giovanni Franken verving hoofdtrainer Ruud Brood, die uit voorzorg voor corona in quarantaine zat.
| Keuken Kampioen Divisie 20e speelronde | ADO Den Haag | 4 - 1 (1 - 1)                 | NAC Breda                                         | Selectie ADO Den Haag: (T: Ruud Brood) | Selectie NAC Breda: (T: Edwin de Graaf) |
| vr. 17 december 2021 Aanvangstijd: 20:00 uur Plaats: Den Haag Cars Jeans Stadion Toeschouwers: 0* Scheidsrechter: Jannick van der Laan Assistenten: Fikkert, Ribbink, Van Kommer Wedstrijdverslagen & statistieken: ADO, Fans, West, FCU Bal: 47%-53% / Vorig: 1-1 (18/19) | Verheydt (Besuijen) 11' Janmaat 30' M. Mulder 47' Matthys 49' Verheydt (pen.) 53' Bourard 59' Bourard (Kishna) 87' | 1 - 0 1 - 1 2 - 1 3 - 1 4 - 1 | 36' Haye (Seuntjens) 52' Rutten 59' Olij 59' Haye | BASISOPSTELLING: Koopmans - Janmaat, M. Mulder, Matthys, Amofa - Klas, Steijn, Breinburg - Besuijen, Verheydt , Kishna RESERVEBANK: Schoonderwaldt, Seedorf, Asante, J. Mulder, Komljenovic, Bourard, Elia, Ćatić, Severina, Rottier, Van Mil WISSELS: 46' Bourard Janmaat 83' Elia Steijn 89' Asante Breinburg 89' Ćatić Kishna MOTM in het stadion: Thomas Verheydt | BASISOPSTELLING: Olij - Rutten, Malone, Rösler, Mashart - Cagro, Seuntjens, Haye - De Rooij, Van Schuppen, Velanas RESERVEBANK: Kortsmit, Ligeon, Maria, Azzagari, Banzuzi, Agougil, Kotzebue, DJ Buffonge, Antonia, Kestens, Kosiah WISSELS: 46' Banzuzi Van Schuppen 67' Kotzebue Velanas 67' Antonia De Rooij 79' Agougil Rösler |

Afwezig: Boussakou (bezig met transfer), Goossens, Kemper, Zwinkels (blessure)

Opmerkelijk: Sem Steijn werd verkozen tot 'Beste Talent' van de tweede periode. Er waren ook nominaties voor Luuk Koopmans ('Beste Doelman') en Thomas Verheydt ('Beste Speler'), maar zij werden niet verkozen. ADO Den Haag won voor de achtste keer op rij, zevenmaal in de competitie. Hiermee won het alle wedstrijden in de maanden november en december. De Haagse club ging met een vierde plaats in de competitie de winterstop in. Kilian Nikiema, doelman van ADO Den Haag Onder 21, werd verkozen om mee te gaan met Burkina Faso naar de Africa Cup.

### Januari 2022
| Keuken Kampioen Divisie 22e speelronde¹ | ADO Den Haag                  | 2 - 0 (0 - 0) | TOP Oss   | Selectie ADO Den Haag: (T: Ruud Brood) | Selectie TOP Oss: (T: Bob Peeters) |
| za. 15 januari 2022 Aanvangstijd: 16:30 uur Plaats: Den Haag Cars Jeans Stadion Toeschouwers: 0* Scheidsrechter: Martin Pérez Assistenten: Van Kampen, De Koning, Michielsen Wedstrijdverslagen & statistieken: ADO, Fans, West, FCU Bal: 60%-40% / Vorig: 5-1 (07/08) | Klas 61' Verheydt (Ćatić) 89' | 1 - 0 2 - 0   | 29' Tejan | BASISOPSTELLING: Koopmans - Janmaat, Matthys, Amofa, Kemper - Bourard, Klas, Steijn - Besuijen, Verheydt , Kishna RESERVEBANK: Wentges, Asante, M. Mulder, J. Mulder, Komljenovic, Elia, Ćatić, Severina, Rottier, Van Mil WISSELS: 58' Elia Bourard 70' M. Mulder Janmaat 83' Asante Steijn 83' Ćatić Besuijen MOTM in het stadion: Hervé Matthys | BASISOPSTELLING: Alblas - Pata, Van Eijma, Lammers, Fleuren - Stuy van den Herik , Sanches, Kaak - Guezen, Tejan, Margaritha RESERVEBANK: Prinssen, Van Meurs, Piqué, Abdat, Damen, Gootjes, Nsingi, Büttner, Margaret WISSELS: 72' Margaret Fleuren 82' Nsingi Pata 87' Abdat Sanches 87' Damen Kaak 87' Büttner Guezen |

Afwezig: Breinburg, Schoonderwaldt, Seedorf, Zwinkels (blessure/corona)

Opmerkelijk: Op zondag 9 januari 2022 ging de wedstrijd tegen Excelsior Rotterdam niet door, vanwege coronabesmettingen binnen de selectie van de Rotterdammers. Inclusief de bekerwedstrijd werd dit seizoen voor de negende keer op rij gewonnen. Dit was een evenaring van het seizoen 2002/03. Alleen in het seizoen 1985/86 werd vaker aaneensluitend gewonnen, toen werd dertienmaal op rij gewonnen. In de 87ste minuut viel bij TOP Oss Grad Damen in, de schoonzoon van ADO-trainer Ruud Brood.
| KNVB Beker Achtste finale | RKC Waalwijk (Eredivisie)                                                                      | 4 - 2 (nv.) (1 - 2, 2 - 2)                      | ADO Den Haag                                                   | Selectie ADO Den Haag: (T: Ruud Brood) | Selectie RKC Waalwijk: (T: Joseph Oosting) |
| di. 18 januari 2021 Aanvangstijd: 18:45 uur Plaats: Waalwijk Mandemakers Stadion Toeschouwers: 0* Scheidsrechter: Martin van den Kerkhof Assistenten: Beijer, Koopman, Vos Wedstrijdverslagen: ADO, Fans, West, FCU Bal: 53%-47% / Vorig: 0-1 (20/21) | Kuijpers (Daneels) 18' Gaari 34' Odgaard 75' Odgaard (Meulensteen) 105' Odgaard (Büttner) 116' | 1 - 0 1 - 1 1 - 2 2 - 2 Verlenging: 3 - 2 4 - 2 | 28' El Maach (eigen goal) 41' Verheydt (Steijn, vt.) 51' Amofa | BASISOPSTELLING: Koopmans - M. Mulder, Matthys, Amofa, Kemper - Bourard, Klas, Steijn - Besuijen, Verheydt , Kishna RESERVEBANK: Wentges, Van de Riet, J. Mulder, Komljenovic, Elia, Ćatić, Severina, Rottier, Van Mil WISSELS: 46' J. Mulder Kemper 46' Elia Steijn 46' Ćatić Besuijen 63' Komljenovic Kishna 66' Rottier Amofa 91' Severina Verheydt | BASISOPSTELLING: El Maach - Adewoye, Meulensteen, Nieuwpoort - Gaari, Oukili, Wouters, Lutonda - Bel Hassani, Kuijpers, Daneels RESERVEBANK: Vaessen, Van den Buijs, Büttner, Anita, Azhil, Van der Venne, Odgaard, Stokkers, Kramer WISSELS: 46' Stokkers Bel Hassani 64' Van der Venne Oukili 64' Odgaard Kuijpers 85' Azhil Lutonda 101' Kramer Daneels 108' Büttner Wouters |
| |                                                                                                |                                                 |                                                                | | |

Afwezig: Breinburg, Janmaat, Schoonderwaldt, Seedorf, Zwinkels (blessure/corona)

Opmerkelijk: Vanwege de verlenging mocht door beide teams een extra keer worden gewisseld. Spits Thomas Verheydt scoorde voor de tiende opeenvolgende wedstrijd.
| Keuken Kampioen Divisie 23e speelronde¹ | Roda JC Kerkrade                                                                                             | 5 - 0 (1 - 0)                 | ADO Den Haag | Selectie ADO Den Haag: (T: Ruud Brood) | Selectie Roda JC Kerkrade: (T: Jurgen Streppel) |
| vr. 21 januari 2022 Aanvangstijd: 20:00 uur Plaats: Kerkrade Parkstad Limburg Stadion Toeschouwers: 0* Scheidsrechter: Alex Bos Assistenten: Ozinga, Van Marrewijk, Puts Wedstrijdverslagen & statistieken: ADO, Fans, West, FCU Bal: 43%-57% / Vorig: 2-3 (17/18) | Bouchouari (Emmers) 6' Emmers (Pflücke) 47' Vente 53' Marzo 66' Pflücke (Emmers) 71' Yayi Mpie (Pflücke) 85' | 1 - 0 2 - 0 3 - 0 4 - 0 5 - 0 |              | BASISOPSTELLING: Koopmans - Seedorf, M. Mulder, Matthys , Amofa - Bourard, Klas, Steijn - Besuijen, Ćatić, Elia RESERVEBANK: Wentges, Van de Riet, Asante, J. Mulder, Komljenovic, Severina, Verheydt, Van Mil WISSELS: 46' Verheydt Bourard 63' Van Mil Seedorf 78' Asante Matthys 78' Komljenovic Besuijen 78' Severina Elia | BASISOPSTELLING: De Boer - Marzo, Joppen, Jensen , Absalem - Bouchouari, Vossebelt - Limbombe, Emmers, Pflücke - Vente RESERVEBANK: Hamers, Vranken, Werker, Muringen, Klaasen, Altman, Vijgen, Yayi Mpie WISSELS: 59' Klaasen Vossebelt 79' Yayi Mpie Vente 84' Muringen Marzo 84' Altman Emmers |

Afwezig: Breinburg, Janmaat, Kemper, Kishna, Rottier, Schoonderwaldt, Zwinkels (blessure/corona)
| Keuken Kampioen Divisie 21e speelronde¹ | Excelsior Rotterdam                                                     | 2 - 3 (1 - 2)                 | ADO Den Haag                                                         | Selectie ADO Den Haag: (T: Ruud Brood) | Selectie Excelsior Rotterdam: (T: Marinus Dijkhuizen) |
| di. 25 januari 2022 Aanvangstijd: 20:00 uur Plaats: Rotterdam Van Donge & De Roo Stadion Toeschouwers: 0* Scheidsrechter: Sander van der Eijk Assistenten: Koopman, Westhof, Henshuijs Wedstrijdverslagen & statistieken: ADO, Fans, West, FCU Bal: 57%-43% / Vorig: 2-4 (18/19) | Niemeijer (Goudmijn) 40' Eijgenraam 45' Driouech (Ormonde-Ottewill) 85' | 0 - 1 0 - 2 1 - 2 1 - 3 2 - 3 | 19' Bourard (Ćatić) 36' Steijn (Verheydt) 54' Breinburg 58' Verheydt | BASISOPSTELLING: Koopmans - M. Mulder, Klas, Matthys, Amofa - Bourard, Breinburg, Steijn - Ćatić, Verheydt , Elia RESERVEBANK: Wentges, Van de Riet, Seedorf, Asante, J. Mulder, Komljenovic, Severina, Van Mil WISSELS: 6' Wentges Koopmans 81' Seedorf Ćatić 85' Asante Steijn | BASISOPSTELLING: Van Gassel - Horemans, Nieuwpoort, El Yaakoubi , Aberkane - Goudmijn, Wieffer, Eijgenraam, Baas - Niemeijer, Dallinga RESERVEBANK: Geens, Vlasenko, Tjoe-A-On, Ormonde-Ottewill, Duku, Driouech, Eyongo WISSELS: 64' Ormonde-Ottewill Nieuwpoort 75' Eyongo Eijgenraam 81' Driouech Goudmijn |

Afwezig: Janmaat, Kemper, Kishna, Rottier, Schoonderwaldt, Zwinkels (blessure/corona)

Opmerkelijk: Doelman Luuk Koopmans viel uit doordat zijn schouder uit de kom schoot bij een redding. Zijn vervanger, de 19-jarige Hugo Wentges, maakte daardoor zijn debuut in het betaalde voetbal. Middenvelders Dhoraso Moreo Klas en Sem Steijn en aanvaller Thomas Verheydt speelden hun 25ste officiële wedstrijd voor ADO Den Haag.
| Keuken Kampioen Divisie 24e speelronde | ADO Den Haag                        | 0 - 0 (0 - 0) | De Graafschap           | Selectie ADO Den Haag: (T: Ruud Brood) | Selectie De Graafschap: (T: Reinier Robbemond) |
| zo. 30 januari 2022 Aanvangstijd: 16:45 uur Plaats: Den Haag Cars Jeans Stadion Toeschouwers: 4.467 Scheidsrechter: Marc Nagtegaal Assistenten: Inia, Overtoom, Mulder Wedstrijdverslagen & statistieken: ADO, Fans, West, FCU Bal: 61%-39% / Vorig: 0-0 (18/19) | Matthys 78' Kishna 87' Severina 90' |               | 60' Lelieveld 87' Korte | BASISOPSTELLING: Wentges - Amofa, Klas, Matthys, Kemper - Bourard, Breinburg, Steijn - Ćatić, Verheydt, Elia RESERVEBANK: Van de Riet, Seedorf, M. Mulder, Asante, J. Mulder, Komljenovic, Kishna, Severina, Rottier, Van Mil WISSELS: 29' Kishna Elia 40' Asante Breinburg 81' M. Mulder Kemper 81' Severina Ćatić MOTM in het stadion: Boy Kemper | BASISOPSTELLING: Jurjus - Lelieveld, Van Heertum, Van de Pavert , Baas - Fortes, Opoku, Schuurman - Acheffay, Hendriks, Korte RESERVEBANK: Van den Dam, Vaags, Hilderink, Dekker, Lieftink, Wenting, Brittijn, Vergara Berrio, Kaandorp, Konings, Haen WISSELS: 46' Konings Acheffay 61' Haen Hendriks 74' Lieftink Opoku 88' Kaandorp Korte |

Afwezig: Janmaat, Koopmans, Schoonderwaldt, Zwinkels (blessure)

Opmerkelijk: ADO Den Haag speelde deze wedstrijd met rouwbanden, vanwege het overlijden van Dojčin Perazić. Vanwege versoepelingen van de coronamaatregelen mocht 1/3e deel van het stadion bezet zijn. Aanvaller Eljero Elia scheurde na een grove tackle van zijn tegenstander zijn enkelbanden en was hiermee maanden uit de roulatie. Ook middenvelder Gregor Breinburg viel uit door een slepende beenblessure.

### Februari 2022
| Keuken Kampioen Divisie 25e speelronde | FC Den Bosch                        | 0 - 1 (0 - 0) | ADO Den Haag                                        | Selectie ADO Den Haag: (T: Ruud Brood) | Selectie FC Den Bosch: (T: Jack de Gier) |
| zo. 6 februari 2022 Aanvangstijd: 12:15 uur Plaats: 's-Hertogenbosch Stadion De Vliert Toeschouwers: 1.698 Scheidsrechter: Laurens Gerrets Assistenten: Westhof, Steeg, Sturm Wedstrijdverslagen & statistieken: ADO, Fans[dode link], West, FCU Bal: 49%-51% / Vorig: 0-2 (07/08) | Maguire 14' Maguire 52' Douglas 65' | 0 - 1         | 30' Klas 56' Verheydt (Kemper) 62' Kemper 76' Amofa | BASISOPSTELLING: Damen - Amofa, M. Mulder, Matthys, Kemper - Klas, Bourard, Asante - Ćatić, Verheydt, Kishna RESERVEBANK: Wentges, Van de Riet, Seedorf, J. Mulder, Komljenovic, Severina, Rottier, Van Mil WISSELS: 67' Severina Bourard 88' Komljenovic Kishna 90' Rottier Ćatić | BASISOPSTELLING: Van der Steen - Mulders, Van Grunsven, Van der Winden, Douglas - Maguire, Ahannach, Van der Heijden - Leijten, Möller, Cijntje RESERVEBANK: Sikking, Schalks, Van Beijnen, Van den Bogert Maas, De Groot, Felida, Halilovic, Berte, Hunte, Van Bakel, Stiers WISSELS: 64' Hunte Möller 72' Van Bakel Leijten 88' Berte Van der Winden 88' Halilovic Van der Heijden |

Afwezig: Breinburg, Elia, Janmaat, Koopmans, Schoonderwaldt, Steijn, Zwinkels (blessure/corona)

Opmerkelijk: Doelman Alessandro Damen maakte zijn ADO-debuut. Hiermee stond bij ADO Den Haag drie wedstrijden op rij een andere keeper onder de lat in de startopstelling. Boy Kemper speelde zijn 50ste officiële wedstrijd voor ADO Den Haag. Net als in de heenwedstrijd kreeg FC Den Bosch een rode kaart, waarna ADO Den Haag nog eenmaal scoorde en de wedstrijd won.
| Keuken Kampioen Divisie 26e speelronde | ADO Den Haag                                                         | 2 - 3 (0 - 2)                 | MVV Maastricht                                                               | Selectie ADO Den Haag: (T: Ruud Brood) | Selectie MVV Maastricht: (T: Klaas Wels) |
| vr. 11 februari 2022 Aanvangstijd: 20:00 uur Plaats: Den Haag Cars Jeans Stadion Toeschouwers: 4.347 Scheidsrechter: Clay Ruperti Assistenten: Polman, Kücükerbir, Lodeweegs Wedstrijdverslagen & statistieken: ADO, Fans, West, FCU Bal: 56%-44% / Vorig: 0-3 (07/08) | Verheydt (Kemper) 46' Kishna 53' Verheydt 73' Van Mil (Verheydt) 77' | 0 - 1 0 - 2 1 - 2 1 - 3 2 - 3 | 26' Souren 28' Remans (Lake) 32' Lake (Blummel) 49' Lake (Remans) 66' Schenk | BASISOPSTELLING: Damen - Amofa, Klas, H. Matthys, Kemper - Kishna, Asante, Bourard - Ćatić, Verheydt, Severina RESERVEBANK: Wentges, Nikiema, Seedorf, M. Mulder, J. Mulder, Komljenovic, Dicke, Rottier, Van Mil WISSELS: 38' Van Mil Amofa 46' M. Mulder Severina | BASISOPSTELLING: R. Matthys - Yegen, Zeegers, Waem, Schenk - Džepar, Souren, Penders - Blummel, Lake, Remans RESERVEBANK: Van Kouwen, Wehking, Malungu, Van Bommel, Kleinen, Mabani, Alberg, Bösing, Kastrati, Ntelo WISSELS: 63' Ntelo Remans 79' Van Bommel Souren 79' Kleinen Penders 86' Malungu Waem 86' Bösing Blummel |

Afwezig: Breinburg, Elia, Janmaat, Koopmans, Schoonderwaldt, Steijn, Zwinkels (blessure/corona)

Opmerkelijk: Doelman Kilian Nikiema zat voor het eerst bij de selectie, nadat hij met Burkina Faso vierde werd op de Africa Cup. Spits Marius van Mil maakte zijn eerste doelpunt voor de Haagse equipe. Elano Yegen, die door ADO verhuurd werd aan MVV, maakte deze wedstrijd zijn debuut in het betaalde voetbal. Deze wedstrijd was de laatste onder leiding van hoofdtrainer Ruud Brood.

### Maart 2022
| Keuken Kampioen Divisie 29e speelronde² | Jong Ajax | 6 - 3 (3 - 1)                                         | ADO Den Haag                                                                                  | Selectie ADO Den Haag: (Interim-trainer: Giovanni Franken) | Selectie Jong Ajax: (T: John Heitinga) |
| ma. 7 maart 2022 Aanvangstijd: 20:00 uur Plaats: Amsterdam Sportpark De Toekomst Toeschouwers: 1.014 Scheidsrechter: Robin Gansner Assistenten: Inia, De Koning, Visser Wedstrijdverslagen & statistieken: ADO, Fans[dode link], West, FCU Bal: 62%-38% / Vorig: nvt. | Kudus (Baas) 18' Danilo (Hansen) 35' Kudus (pen.) 41' Ünüvar 54' Kudus (Ünüvar) 64' Baas 72' Ünüvar (pen.) 83' | 1 - 0 1 - 1 2 - 1 3 - 1 4 - 1 4 - 2 4 - 3 5 - 3 6 - 3 | 23' Kishna (Reemst) 41' Damen 58' Verheydt (Matthys) 59' Steijn (Ćatić) 70' Amofa 76' Bourard | BASISOPSTELLING: Damen - Amofa, Asante, Matthys, Kemper - Reemst, Steijn, Bourard - Ćatić, Verheydt, Kishna RESERVEBANK: Wentges, Nikiema, Seedorf, M. Mulder, J. Mulder, Komljenovic, Dicke, Severina, Van Mil WISSELS: 63' M. Mulder Asante 82' Komljenovic Reemst 82' Seedorf Ćatić | BASISOPSTELLING: Setford - Van Gelderen, Gooijer, Musampa, Baas - Fitz-Jim, Kudus, Ünüvar - Hansen, Danilo, Daramy RESERVEBANK: Roggeveen, Van der Sloot, Salah-Eddine, Warmerdam, Yah, Hlynsson, Rasmussen, Martha WISSELS: 46' Rasmussen Hansen 84' Ünüvar Hlynsson 87' Van der Sloot Gooijer |

Afwezig: Breinburg, Elia, Janmaat, Koopmans, Klas, Rottier, Schoonderwaldt, Zwinkels (blessure/corona)

Opmerkelijk: Benjamin Reemst maakte zijn ADO-debuut. Hervé Matthys speelde zijn 25ste ADO-wedstrijd. Thomas Verheydt maakte zijn 25ste ADO-doelpunt.
| Keuken Kampioen Divisie 30e speelronde° | ADO Den Haag | xxx   | Jong PSV     | Selectie ADO Den Haag: (Interim: Giovanni Franken) | Selectie Jong PSV: (T: Ruud van Nistelrooij) |
| vr. 11 maart 2022 Aanvangstijd: 20:00 uur Plaats: Den Haag Cars Jeans Stadion Scheidsrechter: Erwin Blank Assistenten: Beijer, Ozinga, Boel Wedstrijdverslagen & statistieken: ADO, Fans, West, FCU | Verheydt 5'  | 0 - 1 | 23' Bakayoko | BASISOPSTELLING: Damen - Amofa, Asante, Matthys, Kemper - Reemst, Steijn, Bourard - Ćatić, Verheydt, Kishna RESERVEBANK: Wentges, Nikiema, Seedorf, M. Mulder, J. Mulder, Klas, Komljenovic, Dicke, Severina, Van Mil | BASISOPSTELLING: Müller - Markelo, Seelt, Vos , Oppegård - Kjølø, Nassoh, Tielemans - Bakayoko, Colyn, Saibari RESERVEBANK: Van Lare, Peersman, Bahadir, Comenencia, Luis Felipe, Leysen, Babadi, Touré, Thomas, Sealy, Antonisse, Priske |

Afwezig: Breinburg, Elia, Janmaat, Koopmans, Rottier, Schoonderwaldt, Zwinkels (blessure)

Opmerkelijk: Deze wedstrijd stond gepland om 20:00 uur. Vanwege een stroomstoring in het Cars Jeans Stadion begon de wedstrijd echter pas om 21:10 uur. Na zo'n 25 minuten keerde de stroomstoring terug, waarna de stadionlampen opnieuw uitgingen en de wedstrijd definitief werd gestaakt. Het restant van de wedstrijd werd uitgespeeld op dinsdag 19 april.
| Keuken Kampioen Divisie 27e speelronde² | FC Eindhoven                     | 1 - 1 (0 - 0) | ADO Den Haag                                 | Selectie ADO Den Haag: (Interim: Giovanni Franken) | Selectie FC Eindhoven: (T: Rob Penders) |
| ma. 14 maart 2022 Aanvangstijd: 20:00 uur Plaats: Eindhoven Jan Louwers Stadion Toeschouwers: 3.111 Scheidsrechter: Joey Kooij Assistenten: Ribbink, Van Kampen, Henshuijs Wedstrijdverslagen & statistieken: ADO, Fans[dode link], West, FCU Bal: 58%-42% / Vorig: 0-0 (07/08) | Sleegers (Ogenia) 66' Amevor 74' | 0 - 1 1 - 1   | 21' Steijn (Verheydt) 84' Kemper 86' Bourard | BASISOPSTELLING: Damen - Amofa, Asante, Matthys, Kemper - Reemst, Steijn, Bourard - Ćatić, Verheydt, Kishna RESERVEBANK: Wentges, Nikiema, Ca. Seedorf, M. Mulder, J. Mulder, Klas, Komljenovic, Dicke, Severina, Van Mil WISSELS: 76' Moreo Klas Reemst 80' Severina Kishna 85' M. Mulder Amofa | BASISOPSTELLING: Bertrams - Amevor , Peijnenburg, Bogaers - Vermeulen, Verreth, Rácz, De Keersmaecker, Dahlhaus - Van der Sande, Sleegers RESERVEBANK: Borgmans, Odunze, Ogenia, Co. Seedorf, Van Son, Faber, Van Rosmalen, Oostenbrink, Huybers, De Meij WISSELS: 62' Van Rosmalen Rácz 62' Ogenia Dahlhaus 82' Van Son Verreth 90' De Meij Peijnenburg |

Afwezig: Breinburg, Elia, Janmaat, Koopmans, Rottier, Schoonderwaldt, Zwinkels (blessure)

Opmerkelijk: Deze wedstrijd tegen FC Eindhoven werd verplaatst van vrijdag 18 februari naar maandag 14 maart, vanwege coronabesmettingen bij beide ploegen. Verdediger Michael Mulder speelde zijn 25ste wedstrijd voor ADO Den Haag.
| Keuken Kampioen Divisie 31e speelronde³ | ADO Den Haag                   | 1 - 1 (0 - 0) | FC Volendam                | Selectie ADO Den Haag: (Interim: Giovanni Franken) | Selectie FC Volendam: (T: Wim Jonk) |
| vr. 18 maart 2022 Aanvangstijd: 20:00 uur Plaats: Den Haag Cars Jeans Stadion Toeschouwers: 8.156 Scheidsrechter: Jeroen Manschot Assistenten: Brondijk, Bodde, Michielsen Wedstrijdverslagen & statistieken: ADO, Fans[dode link], West, FCU Bal: 48%-52% / Vorig: 2-0 (07/08) | Reemst 78' Bourard (Ćatić) 80' | 1 - 0 1 - 1   | 90+5' Mirani (Eerdhuijzen) | BASISOPSTELLING: Damen - Amofa, Asante, Matthys, Kemper - Klas, Steijn, Reemst - Ćatić, Verheydt, Bourard RESERVEBANK: Wentges, Nikiema, Janmaat, Seedorf, M. Mulder, J. Mulder, Komljenovic, Dicke, Severina, Van Mil WISSELS: 73' Janmaat Klas 84' Komljenovic Reemst 87' M. Mulder Asante MOTM in het stadion: Samy Bourard | BASISOPSTELLING: Stankovic - James, Mirani , Flint, Vertrouwd - W. Ould-Chikh, Visser, Deul - Van Mieghem, Oristanio, Antonucci RESERVEBANK: Lauwers, Vlak, Eerdhuijzen, Hilton, A. Plat, Ben Sallam, Twigt, B. Ould-Chikh, El Kadiri, Johnson, Mühren, Beers WISSELS: 46' Hilton James 63' B. Ould-Chikh Antonucci 72' Johnson Oristiano 85' Twigt W. Ould-Chikh 85' Eerdhuijzen Visser |

Afwezig: Breinburg, Elia, Kishna, Koopmans, Schoonderwaldt, Zwinkels (blessure)

| Keuken Kampioen Divisie 28e speelronde³ | ADO Den Haag                  | 2 - 1 (0 - 0)     | Telstar                                | Selectie ADO Den Haag: (Interim: Giovanni Franken) | Selectie Telstar: (T: Andries Jonker) |
| ma. 21 maart 2022 Aanvangstijd: 20:00 uur Plaats: Den Haag Cars Jeans Stadion Toeschouwers: 4.123 Scheidsrechter: Robin Hensgens Assistenten: Kleinjan, Ketting, Van Zuilichem Wedstrijdverslagen & statistieken: ADO, Fans[dode link], West, FCU Bal: 52%-48% / Vorig: 2-1 (16/17) | Verheydt (pen.) 53' Ćatić 86' | 1 - 0 1 - 1 2 - 1 | 51' Aktas 51' Plet 82' Plet (Giovanni) | BASISOPSTELLING: Damen - Amofa, Asante, Matthys, Kemper - Klas, Steijn, Reemst - Ćatić, Verheydt, Bourard RESERVEBANK: Wentges, Nikiema, Janmaat, Seedorf, M. Mulder, J. Mulder, Komljenovic, Severina, Van Mil WISSELS: 46' Janmaat Amofa 78' M. Mulder Asante 90' Komljenovic Klas 90' Seedorf Bourard MOTM in het stadion: Amar Ćatić | BASISOPSTELLING: Koeman jr. - Zakir, Aktas, Molenaar, Bensabouh - Overtoom, Kökçü, Van Doorm - Fernandes, Plet , Wolters RESERVEBANK: El Ouazzane, Doornbusch, Kruiver, Gemert, Vandermeulen, Blackson, Dijkstra, Akoy, Van Velzen, Giovanni WISSELS: 64' Vandermeulen Overtoom 64' Dijkstra Kökçü 64' Giovanni Fernandes 71' Blackson Wolters 84' Kruiver Zakir |

Afwezig: Dicke (Nederland O18), Breinburg, Elia, Kishna, Koopmans, Schoonderwaldt, Zwinkels (blessure)

Opmerkelijk: Deze wedstrijd tegen Telstar werd verplaatst van vrijdag 25 februari naar maandag 21 maart, vanwege stormschade aan het Cars Jeans Stadion.
| Keuken Kampioen Divisie 32e speelronde° | FC Dordrecht                                                                           | 3 - 1 (1 - 1)           | ADO Den Haag                                                 | Selectie ADO Den Haag: (Interim: Giovanni Franken) | Selectie FC Dordrecht: (T: Michele Santoni) |
| vr. 25 maart 2022 Aanvangstijd: 21:00 uur Plaats: Dordrecht Riwal Hoogwerkers Stadion Toeschouwers: 2.524 Scheidsrechter: Martijn Vos Assistenten: Overtoom, Weever, De Bruijn Wedstrijdverslagen & statistieken: ADO, Fans[dode link], West, FCU Bal: 40%-60% / Vorig: 0-0 (14/15) | Mannes 22' Klas (eigen goal) 38' Conteh 51' Donkor (Suray) 54' Pascu 57' Koorevaar 77' | 1 - 0 1 - 1 2 - 1 3 - 1 | 26' Klas 43' Klas (Steijn) 58' Verheydt 77' Kemper 81' Amofa | BASISOPSTELLING: Wentges - Amofa, Janmaat, Matthys, Kemper - Klas, Steijn, Reemst - Ćatić, Verheydt, Bourard RESERVEBANK: Damen, Van de Riet, Seedorf, Asante, M. Mulder, J. Mulder, Breinburg, Komljenovic, Severina, Kishna, Van Mil WISSELS: 46' Breinburg Reemst 66' Asante Janmaat 78' Seedorf Bourard 88' Van Mil Steijn | BASISOPSTELLING: Bossin - Mannes, Van Huizen , El Azzouzi, Savastano - Pascu, Zehir, Suray - Conteh, Meijer, Donkor RESERVEBANK: Van Herk, Koorevaar, Van der Avert, Koswal, N'Diaye, Vliet, Miceli, Hölscher, Vermeulen, Wielzen, Tremour, Pinas WISSELS: 65' Pinas Conteh 85' Miceli Donkor 90+2' Koswal Pascu 90+2' Vermeulen Suray |

Afwezig: Dicke (Nederland O18), Nikiema (Burkina Faso), Rodríguez (niet wedstrijdfit), Elia, Koopmans, Schoonderwaldt, Zwinkels (blessure)

### April 2022
| Keuken Kampioen Divisie 33e speelronde° | VVV-Venlo  | 0 - 5 (0 - 1)                 | ADO Den Haag                                                                                                   | Selectie ADO Den Haag: (Interim: Giovanni Franken) | Selectie VVV-Venlo: (T: Jos Luhukay) |
| vr. 1 april 2022 Aanvangstijd: 20:00 uur Plaats: Venlo Covebo Stadion - De Koel - Toeschouwers: 5.259 Scheidsrechter: Rob Dieperink Assistenten: Fikkert, Van Marrewijk, Hardeman Wedstrijdverslagen & statistieken: ADO, Fans[dode link], West, FCU Bal: 43%-57% / Vorig: 1-2 (20/21) | Venema 45' | 0 - 1 0 - 2 0 - 3 0 - 4 0 - 5 | 5' Verheydt 45' Asante 47' Steijn (Kishna) 50' Severina 54' Verheydt 61' Kishna (Steijn) 76' Verheydt (Kishna) | BASISOPSTELLING: Wentges - Asante, Janmaat, Matthys, Kemper - Klas, Steijn, Breinburg - Severina, Verheydt, Kishna RESERVEBANK: Damen, Nikiema, Rodríguez, Seedorf, M. Mulder, J. Mulder, Komljenovic, Reemst, Bourard WISSELS: 72' M. Mulder Janmaat 72' Reemst Breinburg 72' Bourard Severina 77' Seedorf Kishna 83' Komljenovic Klas | BASISOPSTELLING: Van Crooy - Ngobi, Van Dijck, Koglin , Dirks - Van Rooijen, Johansson, De Boer - Roemer, Venema, El Azrak RESERVEBANK: Zima, Craenmehr, Pachonik, J. Munsters, Essanoussi, N. Munsters, Schroijen, Braken WISSELS: 46' J. Munsters Dirks 70' Schroijen De Boer 70' Braken Roemer |

Afwezig: Dicke (Nederland O18), Amofa (schorsing), Pires (niet speelgerechtigd), Ćatić, Elia, Koopmans, Van Mil, Schoonderwaldt, Zwinkels (blessure)

Opmerkelijk: Samy Bourard speelde zijn 50ste officiële wedstrijd voor ADO Den Haag.
| Keuken Kampioen Divisie 34e speelronde° | ADO Den Haag                                | 2 - 1 (1 - 0)     | Helmond Sport                            | Selectie ADO Den Haag: (Interim: Giovanni Franken) | Selectie Helmond Sport: (T: Wil Boessen) |
| vr. 8 april 2022 Aanvangstijd: 20:00 uur Plaats: Den Haag Cars Jeans Stadion Toeschouwers: 5.743 Scheidsrechter: Jannick van der Laan Assistenten: Krijt, Ozinga, Sturm Wedstrijdverslagen & statistieken: ADO, Fans, West, FCU Bal: 58%-42% / Vorig: 2-0 (07/08) | Kishna (Asante) 32' Verheydt (Kishna) 90+4' | 1 - 0 1 - 1 2 - 1 | 35' Van Hove 52' De Bie 90+1' Seys (vt.) | BASISOPSTELLING: Wentges - Asante, Janmaat, Matthys, Kemper - Klas, Steijn, Breinburg - Severina, Verheydt, Kishna RESERVEBANK: Damen, Nikiema, Rodríguez, Seedorf, Amofa, M. Mulder, Owusu, Komljenovic, Reemst, Bourard, Dicke, Pires WISSELS: 72' Amofa Janmaat 81' Reemst Breinburg 81' Pires Severina MOTM in het stadion: Ricardo Kishna | BASISOPSTELLING: Havekotte - Lion, Van der Meer , Van Hove - Reith, De Bie, Bosiers, Van der Sluys - Beekman, Seys, Van Landschoot RESERVEBANK: Mantel, Azmi, Breugelmans, Fosu-Mensah, Van Keilegom, Houttequiet, Hendrikx WISSELS: 75' Fosu-Mensah De Bie 77' Van Keilegom Beekman 84' Houttequiet Van der Sluys |

Afwezig: Puclin (niet wedstrijdfit), Ćatić, Elia, Koopmans, Van Mil, Schoonderwaldt, Zwinkels (blessure)

| Oefenwedstrijd | FC Utrecht (Eredivisie)                       | 3 - 1 (0 - 0)           | ADO Den Haag            | Selectie ADO Den Haag: (T: Levi Schwiebbe*) | Selectie FC Utrecht: (T: Rick Kruys) |
| di. 12 april 2022 Aanvangstijd: 14:00 uur Plaats: Utrecht Sportcomplex Zoudenbalch Toeschouwers: 0 (Besloten) Scheidsrechter: Alex Bos Wedstrijdverslagen: Haaglanden, Omroep West, FC Utrecht | Mahi 49' Almqvist 53' Ter Avest 59' Ter Avest | 1 - 0 2 - 0 3 - 0 3 - 1 | 72' Bourard (vt.) Owusu | BASISOPSTELLING: Nikiema - Rodríguez, Amofa, M. Mulder, Owusu - Puclin, Reemst, Bourard - Seedorf, Noordanus, Pires WISSELS: 46' Van de Riet Nikiema 61' Roethof Amofa 61' Ates M. Mulder 61' Van Breemen Owusu 61' Komljenovic Puclin 61' Dicke Reemst 61' Struick Noordanus 61' El Karicha Pires 73' Noordanus Bourard | BASISOPSTELLING: Oelschlägel - Ter Avest, St. Jago, Meissen, Warmerdam - Van Overeem, Balk, Van de Streek - Sylla, Almqvist, Mahi WISSELS: 46' Shein Van de Streek 61' Kluivert Meissen 61' Zagre Mahi 64' Rijks Sylla 82' Sanches Fernandes Balk 82' Mallahi Almqvist |

Afwezig: Asante, Breinburg, Damen, Kemper, Kishna, Klas, Matthys, Severina, Steijn, Verheydt (rust), Ćatić, Elia, Koopmans, Van Mil, Schoonderwaldt, Zwinkels (blessure)

Opmerkelijk: In dit oefenduel mocht Levi Schwiebbe, assistent-trainer bij Jong ADO Den Haag, de eindverantwoordelijke zijn.
| Keuken Kampioen Divisie 35e speelronde° | Jong AZ    | 0 - 1 (0 - 0) | ADO Den Haag                     | Selectie ADO Den Haag: (Assistent: Edwin Grünholz*) | Selectie Jong AZ: (T: Maarten Martens) |
| vr. 15 april 2022 Aanvangstijd: 20:00 uur Plaats: Wijdewormer Kalverhoek Toeschouwers: 475 Scheidsrechter: Robin Gansner Assistenten: Kucukerbir, Westhof, Henshuijs Wedstrijdverslagen & statistieken: ADO, Fans[dode link], West, FCU Bal: 49%-51% / Vorig: nvt. | Kerkez 79' | 0 - 1         | 37' Asante 67' Verheydt (Kishna) | BASISOPSTELLING: Wentges - Asante, Amofa, Matthys, Kemper - Klas, Steijn, Breinburg - Severina, Verheydt, Kishna RESERVEBANK: Damen, Nikiema, Rodríguez, Seedorf, Owusu, Puclin, Komljenovic, Reemst, Bourard, Dicke, Ćatić, Pires WISSELS: 30' Reemst Matthys 46' Puclin Reemst 64' Ćatić Severina 90+1' Bourard Kishna | BASISOPSTELLING: Westerveld - Lathouwers, Koopmeiners , Goes, Kerkez - Schouten, Buurmeester, De Jong - Addai, Meerdink, Van Brederode RESERVEBANK: Deen, Van Aken, Dekker, Pavlidis, Engel, Christiansson, Franken, Reverson, Allouch, Kewal WISSELS: 58' Allouch Van Brederode 82' Christiansson Addai 82' Kewal Meerdink 90+12' Engel Kerkez 90+12' Franken Schouten |

Afwezig: Elia, Janmaat, Koopmans, Van Mil, Schoonderwaldt, Zwinkels (blessure)

Opmerkelijk: Assistent-trainer Edwin Grünholz verving de zieke Giovanni Franken, waardoor Grünholz voor het eerst de leiding had over ADO Den Haag. Middenvelder David Puclin maakte deze wedstrijd zijn ADO-debuut. Voor de derde wedstrijd op rij scoorde Thomas Verheydt op aangeven van Ricardo Kishna. Na de treffer van Thomas Verheydt vlogen de ADO-supporters in vreugde over de boarding heen. Om het hek te repareren, lag de wedstrijd een kwartier stil.
| Keuken Kampioen Divisie 30e speelronde° (vervolg) | ADO Den Haag                      | 2 - 2 (0 - 1)                 | Jong PSV           | Selectie ADO Den Haag: (Interim: Giovanni Franken) | Selectie Jong PSV: (T: Ruud van Nistelrooij) |
| di. 19 april 2022 Aanvangstijd: 20:00 uur Plaats: Den Haag Cars Jeans Stadion Toeschouwers: 3.724 Scheidsrechter: Clay Ruperti Assistenten: Inia, Waleveld, Shukrula Wedstrijdverslagen & statistieken: ADO, Fans, West, FCU Bal: 57%-43% / Vorig: nvt. | Verheydt 55' Verheydt (Ćatić) 66' | Na 26 min.: 1 - 1 1 - 2 2 - 2 | 60' Thomas (Colyn) | WISSELS: 27' Wentges Damen 27' Klas Reemst BASISOPSTELLING: Wentges - Amofa, Asante, H. Matthys, Kemper - Klas, Steijn, Bourard - Ćatić, Verheydt, Kishna RESERVEBANK: Nikiema, Janmaat, Seedorf, Owusu, Breinburg, Komljenovic, Dicke, Severina WISSELS: 76' Breinburg Bourard 76' Severina Ćatić 88' Seedorf Matthys | WISSELS: 27' Peersman Müller 27' Comenencia Oppegård 27' Thomas Saibari BASISOPSTELLING: Peersman - Markelo, Seelt, Vos , Comenencia - Kjølø, Tielemans, Nassoh - Bakayoko, Colyn, Thomas RESERVEBANK: Van Lare, Bodak, Bahadir, Luis Felipe, Kreekels, Leysen, Timan, Babadi, Touré, Sealy, Priske WISSELS: 59' Luis Felipe Comenencia 59' Priske Nassoh 74' Timan Colyn 89' Kreekels Thomas |

Afwezig: Pires, Puclin, Rodríguez (niet speelgerechtigd), Elia, Koopmans, Van Mil, Schoonderwaldt, Zwinkels (blessure)

Opmerkelijk: Dit is het restant van de wedstrijd die op vrijdag 11 maart werd gestaakt, wegens een stroomstoring. De ploegen moesten spelen met de spelers die op dat moment onder contract stonden bij hun ploegen. Wissels die doorgevoerd moesten worden vanwege blessures telden niet mee in het aantal wissels dat beide ploegen mochten gebruiken. Tactische wissels telden wel mee in het maximale aantal van vijf wissels in een wedstrijd. Spits Thomas Verheydt maakte zijn 28ste en 29ste doelpunt in deze wedstrijd. Hierdoor verschalkte hij Remco Boere als meest scorende ADO-speler in een seizoen. Verdediger Cain Seedorf speelde zijn 25ste officiële wedstrijd voor ADO Den Haag.
| Keuken Kampioen Divisie 36e speelronde | ADO Den Haag                                 | 1 - 1 (1 - 0) | Jong FC Utrecht                                  | Selectie ADO Den Haag: (Interim: Giovanni Franken) | Selectie Jong FC Utrecht: (T: Darije Kalezić) |
| zo. 24 april 2022 Aanvangstijd: 12:15 uur Plaats: Den Haag Cars Jeans Stadion Toeschouwers: 6.338 Scheidsrechter: Ingmar Oostrom Assistenten: Van Kampen, De Koning, Tissingh Wedstrijdverslagen & statistieken: ADO, Fans[dode link], West, FCU Bal: 60%-40% / Vorig: nvt. | Klas (Janmaat) 13' Matthys 47' Rodríguez 89' | 1 - 0 1 - 1   | 49' Ikeshita 90+2' Akharaz (Lottin) 90+8' Lottin | BASISOPSTELLING: Wentges - Janmaat, Amofa, Matthys, Kemper - Klas, Steijn, Breinburg - Ćatić, Verheydt, Kishna RESERVEBANK: Damen, Nikiema, Rodríguez, Asante, Owusu, Komljenovic, Bourard, Dicke, Pires, Severina WISSELS: 63' Bourard Steijn 69' Rodríguez Janmaat 69' Pires Kishna 87' Komljenovic Verheydt MOTM in het stadion: Hervé Matthys | BASISOPSTELLING: Houweling - Mokono, Meissen, Van den Hoek, Çulhacı - Lottin, Timber, Ikeshita - Mallahi , Rijks, Sanches Fernandes RESERVEBANK: Van der Heijden, Eersteling, Huizing, Jenner, Alou, Maddy, Sellouf, Akharaz, Kahfi WISSELS: 66' Maddy Mallahi 66' Akharaz Rijks 81' Alou Timber 86' Kahfi Van den Hoek |

Afwezig: Elia, Koopmans, Van Mil, Puclin, Reemst, Rottier, Schoonderwaldt, Zwinkels (blessure)

Opmerkelijk: Aanvaller Amar Ćatić speelde zijn 50ste officiële wedstrijd voor ADO Den Haag. Verdediger Guillem Rodríguez maakte zijn ADO-debuut.
| Keuken Kampioen Divisie 37e speelronde | ADO Den Haag                                                           | 1 - 0 (0 - 0) | Almere City FC               | Selectie ADO Den Haag: (Interim: Giovanni Franken) | Selectie Almere City FC: (T: Alex Pastoor) |
| vr. 29 april 2022 Aanvangstijd: 20:00 uur Plaats: Den Haag Cars Jeans Stadion Toeschouwers: 6.089 Scheidsrechter: Alex Bos Assistenten: Fikkert, Frijn, Boel Wedstrijdverslagen & statistieken: ADO, Fans[dode link], West, FCU Bal: 62%-38% / Vorig: 1-1 (07/08) | Amofa 18' Steijn 52' Verheydt (Kemper) 70' Matthys 90' Breinburg 90+5' | 1 - 0         | 68' Resink 90+3' Duijvestijn | BASISOPSTELLING: Wentges - Janmaat, Amofa, Matthys, Kemper - Klas, Steijn, Breinburg - Pires, Verheydt, Kishna RESERVEBANK: Damen, Nikiema, Rodríguez, Asante, Owusu, Puclin, Komljenovic, Dicke, Ćatić, Severina, Shahaj, Struick WISSELS: 66' Asante Janmaat 66' Puclin Klas 82' Komljenovic Steijn 88' Ćatić Pires MOTM in het stadion: Felipe Pires | BASISOPSTELLING: Bakker - Van Vlerken, Jacobs, Helstrup, Poll - Receveur , Post, Duijvestijn - Alhaft, Pouwels, Puriel RESERVEBANK: Etemadi, Keller, Hammouti, Leeuwin, Hoogenboom, Rullens, Resink, Esajas, Zimmerman, Van Hoeven, Arweiler WISSELS: 52' Zimmerman Puriel 67' Resink Receveur 67' Van Hoeven Pouwels 82' Arweiler Alhaft |

Afwezig: Essabri (stage bij Telstar), Bourard, Elia, Koopmans, Van Mil, Reemst, Rottier, Schoonderwaldt, Zwinkels (blessure)

Opmerkelijk: Na deze wedstrijd werden de 'Karel Jansen-trofeeën' uitgereikt voor de beste ADO-spelers van dit seizoen. Thomas Verheydt kreeg de trofee voor topscorer van het seizoen, Sem Steijn werd gekroond tot beste speler en doelman Hugo Wentges tot beste talent.

### Mei 2022
| Keuken Kampioen Divisie 38e speelronde | FC Emmen                                                      | 3 - 0 (0 - 0)     | ADO Den Haag | Selectie ADO Den Haag: (Assistent: Edwin Grünholz*) | Selectie FC Emmen: (T: Dick Lukkien) |
| vr. 6 mei 2022 Aanvangstijd: 20:00 uur Plaats: Emmen De Oude Meerdijk Toeschouwers: 8.205 Scheidsrechter: Sander van der Eijk Assistenten: Bluemink, Waleveld, De Bruijn Wedstrijdverslagen & statistieken: ADO, Fans, West, FCU Bal: 68%-32% / Vorig: 1-1 (20/21) | Burnet (Araujo) 55' Mendes (Toufiqui) 66' Güçlü (Scholte) 72' | 1 - 0 2 - 0 3 - 0 |              | BASISOPSTELLING: Damen - Rodríguez, Asante , M. Mulder, Owusu - Puclin, Bourard, Komljenovic - Ćatić, Shahaj, Severina RESERVEBANK: Nikiema, Esajas, Van Breemen, Achemlal, Broekhuizen, Dicke, Struick, Markvoort Beke WISSELS: 46' Esajas M. Mulder 46' Dicke Puclin 46' Struick Shahaj 74' Markvoort Beke Ćatić 84' Van Breemen Owusu | BASISOPSTELLING: Brouwer - Veendorp, Araujo, Veldmate , Burnet - Vlak, El Azzouzi, Mendes - Assehnoun, Toufiqui, Kharchouch RESERVEBANK: Groothuizen, Van Dorp, Apau, Luzayadio, Bijen, Miguel, Hardeveld, Bernadou, Bijleveld, Scholte, Van Ooijen, Güçlü WISSELS: 46' Bernadou Vlak 46' Scholte Assehnoun 46' Güçlü Kharchouch 69' Van Ooijen Toufiqui 74' Bijen Veldmate |

Afwezig: Amofa, Breinburg, Janmaat, Kemper, Kishna, Klas, Matthys, Pires, Steijn, Verheydt, Wentges (rust), Elia, Koopmans, Van Mil, Reemst, Schoonderwaldt, Zwinkels (blessure)

Opmerkelijk: Assistent-trainer Edwin Grünholz mocht deze wedstrijd leiden, in het kader van zijn eindexamen van de trainerscursus UEFA Pro. Verdediger Tyrese Asante speelde zijn 25ste officiële wedstrijd voor ADO Den Haag. Met de naderende play-offs voor promotie kregen de basisspelers van ADO rust. ADO Den Haag Onder 21-spelers Nigel Owusu, Fabian Shahaj, Finn Dicke, Rafael Struick, Julian Markvoort Beke en Finn van Breemen maakten hun ADO-debuut. ADO Den Haag eindigde de reguliere competitie op de vierde plaats met 67 punten, inclusief de zes punten aftrek.
| Play-offs promotie/degradatie Eerste kwartfinale | NAC Breda (KKD 8)                         | 1 - 2 (0 - 1)     | ADO Den Haag (KKD 4)                               | Selectie ADO Den Haag: (Interim: Giovanni Franken) | Selectie NAC Breda: (T: Edwin de Graaf) |
| di. 10 mei 2022 Aanvangstijd: 18:45 uur Plaats: Breda Rat Verlegh Stadion Toeschouwers: 16.728 Scheidsrechter: Edwin van de Graaf Assistenten: Dobre, Kleinjan, Van der Laan Wedstrijdverslagen & statistieken: ADO, Fans, West, FCU Bal: 53%-47% / Vorig: 3-0 (21/22) | Bilate 66' Velanas 70' Maria (Bilate) 74' | 0 - 1 1 - 1 1 - 2 | 34' Steijn 67' Janmaat 90+3' Komljenovic (Janmaat) | BASISOPSTELLING: Wentges - Janmaat, Amofa, Matthys, Kemper - Klas, Kishna, Breinburg - Ćatić, Steijn, Pires RESERVEBANK: Damen, Nikiema, Rodríguez, Asante, M. Mulder, Owusu, Puclin, Komljenovic, Bourard, Severina, Shahaj, Struick WISSELS: 32' Bourard Kishna 77' Puclin Klas 87' Komljenovic Steijn | BASISOPSTELLING: Olij - Adiléhou, Malone, Bakker, Mashart - Cagro, Van Schuppen, Banzuzi - De Rooij, Bilate, Velanas RESERVEBANK: Kortsmit, Van de Merbel, Rutten, Neelen, Siereveld, Maria, Azzagari, Agougil, Kotzebue, DJ Buffonge, Kosiah WISSELS: 64' Maria Banzuzi 80' Kotzebue Bilate |

Afwezig: Elia, Koopmans, Van Mil, Reemst, Schoonderwaldt, Verheydt, Zwinkels (blessure)

Opmerkelijk: De jarige Sacha Komljenovic maakte zijn eerste doelpunt in het betaalde voetbal.
| Play-offs promotie/degradatie Tweede kwartfinale | ADO Den Haag                                | 2 - 1 (0 - 0)     | NAC Breda                | Selectie ADO Den Haag: (Interim: Giovanni Franken) | Selectie NAC Breda: (T: Edwin de Graaf) |
| za. 14 mei 2022 Aanvangstijd: 16:30 uur Plaats: Den Haag Cars Jeans Stadion Toeschouwers: 10.379 Scheidsrechter: Allard Lindhout Assistenten: Brondijk, Ribbink, Blank Wedstrijdverslagen & statistieken: ADO, Fans[dode link], West, FCU Bal: 45%-55% / Vorig: 4-1 (21/22) | Malone (eigen goal) 76' Klas (Severina) 79' | 1 - 0 2 - 0 2 - 1 | 90+3' Banzuzi (De Rooij) | BASISOPSTELLING: Wentges - Janmaat, Amofa, Matthys, Kemper - Klas, Puclin, Breinburg - Ćatić, Steijn, Pires RESERVEBANK: Damen, Nikiema, Rodríguez, Asante, M. Mulder, Owusu, Komljenovic, Bourard, Dicke, Severina, Verheydt, Struick WISSELS: 39' Severina Pires 53' Asante Janmaat 85' Komljenovic Steijn 85' Rodríguez Ćatić 88' M. Mulder Amofa | BASISOPSTELLING: Olij - Adiléhou, Malone, Bakker, Rutten - Cagro, Van Schuppen, Maria - De Rooij, Bilate, Velanas RESERVEBANK: Kortsmit, Ligeon, Neelen, Siereveld, Mashart, Azzagari, Agougil, Banzuzi, Kotzebue, Kosiah WISSELS: 67' Velanas Banzuzi |

Afwezig: Elia, Kishna, Koopmans, Van Mil, Reemst, Schoonderwaldt, Zwinkels (blessure)

Opmerkelijk: ADO Den Haag plaatste zich voor de halve finale van de play-offs. Vanwege de hoofd-/nekblessure van Jamal Amofa mocht ADO Den Haag nogmaals wisselen deze wedstrijd.
| Play-offs promotie/degradatie Eerste halve finale | ADO Den Haag (KKD 4)                                               | 2 - 1 (2 - 0)     | FC Eindhoven (KKD 3)                                   | Selectie ADO Den Haag: (Interim: Giovanni Franken) | Selectie FC Eindhoven: (T: Rob Penders) |
| di. 17 mei 2022 Aanvangstijd: 20:00 uur Plaats: Den Haag Cars Jeans Stadion Toeschouwers: 10.475 Scheidsrechter: Jochem Kamphuis Assistenten / VAR: Van de Ven, Fikkert, Pérez / Gerrets, Ketting Wedstrijdverslagen & statistieken: ADO, Fans[dode link], West, FCU Bal: 52%-48% / Vorig: 4-2 (21/22) | Klas (Verheydt) 15' Verheydt (Kemper) 28' Matthys 40' Verheydt 78' | 1 - 0 2 - 0 2 - 1 | 17' Brym 39' Vermeulen 49' Van Son 74' Sleegers (pen.) | BASISOPSTELLING: Damen - Asante, Amofa, Matthys, Kemper - Klas, Steijn, Breinburg - Ćatić, Verheydt, Pires RESERVEBANK: Nikiema, Van de Riet, Rodríguez, M. Mulder, Esajas, Owusu, Puclin, Reemst, Komljenovic, Bourard, Severina, Struick WISSELS: 74' Puclin Breinburg 80' Severina Ćatić MOTM in het stadion: Alessandro Damen | BASISOPSTELLING: Bertrams - Amevor , Peijnenburg, Co. Seedorf - Vermeulen, Verreth, De Keersmaecker, Dahlhaus - Brym, Van der Sande, Sleegers RESERVEBANK: Borgmans, Odunze, Ogenia, Bogaers, Janssen, Van Son, Faber, Van Rosmalen, Oostenbrink, Rácz, De Meij WISSELS: 16' Van Son Verreth 67' Rácz Van de Sande 70' Ogenia Brym |

Afwezig: Wentges (ziek), Elia, Janmaat, Kishna, Koopmans, Van Mil, Schoonderwaldt, Zwinkels (blessure)

Opmerkelijk: Middenvelder Gregor Breinburg speelde zijn 25ste officiële wedstrijd voor ADO Den Haag. Vanaf deze speelronde was de VAR aanwezig, voor ADO Den Haag was dit de eerste keer dit seizoen.
| Play-offs promotie/degradatie Tweede halve finale | FC Eindhoven        | 1 - 2 (0 - 2)     | ADO Den Haag                                        | Selectie ADO Den Haag: (Interim: Giovanni Franken) | Selectie FC Eindhoven: (T: Rob Penders) |
| za. 21 mei 2022 Aanvangstijd: 16:30 uur Plaats: Eindhoven Jan Louwers Stadion Toeschouwers: 4.200 Scheidsrechter: Bas Nijhuis Assistenten / VAR: Bluemink, Vandeursen, Vos / Oostrom, Polman Wedstrijdverslagen & statistieken: ADO, Fans[dode link], West, FCU Bal: 55%-45% / Vorig: 1-1 (21/22) | Amevor (Ogenia) 89' | 0 - 1 0 - 2 1 - 2 | 16' Verheydt (Bourard) 26' Co. Seedorf (eigen goal) | BASISOPSTELLING: Wentges - Asante, Amofa, Matthys, Kemper - Klas, Steijn, Breinburg - Bourard, Verheydt, Pires RESERVEBANK: Damen, Nikiema, Janmaat, Rodríguez, Esajas, Owusu, Puclin, Reemst, Komljenovic, Ćatić, Severina, Struick WISSELS: 65' Komljenovic Bourard 70' Puclin Breinburg 87' Reemst Steijn 87' Struick Verheydt | BASISOPSTELLING: Bertrams - Amevor , Peijnenburg, Co. Seedorf - Vermeulen, Van Son, De Keersmaecker, Dahlhaus - Brym, Van der Sande, Sleegers RESERVEBANK: Borgmans, Odunze, Ogenia, Bogaers, Janssen, Faber, Van Rosmalen, Oostenbrink, Rácz, De Meij WISSELS: 46' Bogaers Co. Seedorf 46' Rácz Van Son 61' Ogenia Dahlhaus 61' De Meij Van de Sande 87' Van Rosmalen Brym |

Afwezig: Elia, Kishna, Koopmans, Van Mil, Schoonderwaldt, Zwinkels (blessure)

Opmerkelijk: ADO Den Haag plaatste zich voor de finale van de play-offs om promotie. Het won voor de vierde keer op rij deze play-offs met 2-1. Verdediger Jamal Amofa speelde zijn 50ste officiële wedstrijd voor ADO Den Haag.
| Play-offs promotie/degradatie Eerste finale | Excelsior Rotterdam (KKD 6) | 1 - 1 (0 - 0) | ADO Den Haag (KKD 4)    | Selectie ADO Den Haag: (Interim: Giovanni Franken) | Selectie Excelsior Rotterdam: (T: Marinus Dijkhuizen) |
| di. 24 mei 2022 Aanvangstijd: 20:00 uur Plaats: Rotterdam Van Donge & De Roo Stadion Toeschouwers: 4.400 Scheidsrechter: Dennis Higler Assistenten / VAR: Zeinstra, Diks, Van der Laan / Dieperink, Koopman Wedstrijdverslagen & statistieken: ADO, Fans, West, FCU Bal: 44%-56% / Vorig: 2-3 (21/22) | Azarkan (Driouech) 47'      | 1 - 0         | 46' Kemper 90+2' Steijn | BASISOPSTELLING: Wentges - Asante, Amofa, Matthys, Kemper - Klas, Steijn, Breinburg - Rodríguez, Verheydt, Pires RESERVEBANK: Damen, Nikiema, M. Mulder, Esajas, Owusu, Puclin, Reemst, Komljenovic, Ćatić, Kishna, Severina, Struick WISSELS: 83' Ćatić Rodríguez | BASISOPSTELLING: Van Gassel - Horemans, Nieuwpoort, El Yaakoubi , Tjoe-A-On - Azarkan, Wieffer, Eijgenraam, Goudmijn - Niemeijer, Dallinga RESERVEBANK: Geens, Kuiper, Vlasenko, Seymor, Aberkane, Ormonde-Ottewill, Baas, Driouech, Admiraal WISSELS: 46' Driouech Niemeijer 63' Baas Azarkan 75' Ormonde-Ottewill Tjoe-A-On 90' Vlasenko Goudmijn |

Afwezig: Bourard (ziek), Elia, Janmaat, Koopmans, Van Mil, Schoonderwaldt, Zwinkels (blessure/rust)

| Play-offs promotie/degradatie Tweede finale | ADO Den Haag | 4 - 4 (7 - 8*) (2 - 0, 3 - 3) | Excelsior Rotterdam | Selectie ADO Den Haag: (Interim: Giovanni Franken) | Selectie Excelsior Rotterdam: (T: Marinus Dijkhuizen) |
| zo. 29 mei 2022 Aanvangstijd: 18:00 uur Plaats: Den Haag Cars Jeans Stadion Toeschouwers: 15.000 Scheidsrechter: Danny Makkelie Assistenten / VAR: Steegstra, De Vries, Gerrets / Blom, De Groot Wedstrijdverslagen & statistieken: ADO, Fans[dode link], West, FCU Bal: 47%-53% / Vorig: 0-2 (21/22) | Amofa 29' Verheydt (Kemper) 34' Pires (Matthys) 40' Klas 42' Steijn 43' Steijn (Kishna) 47' Asante 65' Asante 69' Pires 96' Komljenovic (Ćatić) 97' Kemper Matthys Klas Komljenovic Pires Puclin Ćatić Esajas Amofa | 1 - 0 2 - 0 3 - 0 3 - 1 3 - 2 3 - 3 Verlenging: 4 - 3 4 - 4 Penalty's: 0 - 1 1 - 1 1 - 2 2 - 2 2 - 3 3 - 3 3 - 4 4 - 4 4 - 5 5 - 5 5 - 6 6 - 6 6 - 7 7 - 7 7 - 8 | 29' Dallinga 30' Wieffer 78' Azarkan (Chacón) 83' Niemeijer 90+2' Chacón 90+3' Dallinga (Azarkan) 118' El Yaakoubi (Baas) El Yaakoubi Baas Eyongo Nieuwpoort Driouech Ormonde-Ottewill Admiraal Wieffer Horemans | BASISOPSTELLING: Wentges - Asante, Amofa, Matthys, Kemper - Klas, Steijn, Breinburg - Pires, Verheydt, Kishna RESERVEBANK: Damen, Nikiema, Janmaat, Rodríguez, Esajas, Owusu, Puclin, Reemst, Komljenovic, Bourard, Ćatić, Severina WISSELS: 66' Bourard Kishna 86' Esajas Steijn 86' Rodríguez Bourard 91' Ćatić Rodríguez 93' Komljenovic Verheydt 106' Puclin Breinburg | BASISOPSTELLING: Van Gassel - Horemans, Nieuwpoort, El Yaakoubi , Tjoe-A-On - Azarkan, Wieffer, Eijgenraam, Goudmijn - Niemeijer, Dallinga RESERVEBANK: Geens, Kuiper, Vlasenko, Seymor, Aberkane, Ormonde-Ottewill, Chacón, Baas, Eyongo, Driouech, Admiraal WISSELS: 63' Ormonde-Ottewill Tjoe-A-On 63' Chacón Eijgenraam 63' Driouech Goudmijn 86' Admiraal Niemeijer 99' Baas Azarkan 113' Eyongo Dallinga |

Afwezig: Elia, Koopmans, Van Mil, Schoonderwaldt, Zwinkels (blessure/rust)

Opmerkelijk: Aanvaller Felipe Pires maakte zijn eerste ADO-doelpunt. Verdediger Tyrese Asante pakte de eerste en enige rode kaart van ADO Den Haag dit seizoen. Doelman Hugo Wentges maakte een week later zijn debuut voor Jong Oranje.

## Jong ADO Den Haag/Jeugd

### Selectie ADO Den Haag Onder 21 2021/22
|                       | Naam                        | Bij ADO sinds | Contract tot | Duels      | Goals      | Assists    | Geel       | Rood       |
| Doelmannen            | Doelmannen                  | Doelmannen    | Doelmannen   | Doelmannen | Doelmannen | Doelmannen | Doelmannen | Doelmannen |
| --------------------- | --------------------------- | ------------- | ------------ | ---------- | ---------- | ---------- | ---------- | ---------- |
| Vlag van Nederland    | Thijmen de Koning (ADO O18) | ?             | Amateurbasis | 1          | 0          | 0          | 0          | 0          |
| Vlag van Burkina Faso | Kilian Nikiema (*)          | Zomer 2016    | Zomer 2025   | 12         | 0          | 0          | 0          | 0          |
| Vlag van Nederland    | David van de Riet           | Zomer 2015    | Amateurbasis | 3          | 0          | 0          | 0          | 0          |
| Vlag van Nederland    | Youri Schoonderwaldt (*)    | Zomer 2018    | Zomer 2022   | 0          | 0          | 0          | 0          | 0          |
| Vlag van Nederland    | Hugo Wentges (*)            | Zomer 2015    | Zomer 2025   | 5          | 0          | 0          | 0          | 0          |
| Verdedigers           |                             |               |              |            |            |            |            |            |
| Vlag van Nederland    | Aiman Achemlal              | Zomer 2020    | Zomer 2022   | 8          | 0          | 0          | 0          | 0          |
| Vlag van Nederland    | Zakaria Amallah             | Zomer 2013    | Zomer 2023   | 1          | 0          | 0          | 0          | 0          |
| Vlag van Nederland    | Tyrese Asante (*)           | Zomer 2021    | Zomer 2023   | 1          | 1          | 0          | 0          | 0          |
| Vlag van Nederland    | Emre Ates                   | Zomer 2016    | Zomer 2022   | 14         | 2          | 0          | 2          | 2          |
| Vlag van Nederland    | Ronny Boakye (ADO O18)      | Zomer 2020    | Zomer 2024   | 1          | 0          | 0          | 0          | 0          |
| Vlag van Nederland    | Finn van Breemen            | Zomer 2012    | Amateurbasis | 14         | 0          | 0          | 2          | 0          |
| Vlag van Nederland    | Silvinho Esajas             | Zomer 2020    | Zomer 2023   | 7          | 1          | 0          | 0          | 0          |
| Vlag van China        | Sam Li                      | Zomer 2015    | Zomer 2024   | 3          | 0          | 0          | 0          | 0          |
| Vlag van Nederland    | Jonathan Mulder (*)         | Zomer 2020    | Zomer 2022   | 8          | 0          | 0          | 0          | 0          |
| Vlag van Nederland    | Michael Mulder (*)          | Zomer 2020    | Zomer 2023   | 2          | 0          | 0          | 0          | 0          |
| Vlag van Nederland    | Nigel Owusu                 | Oktober 2020  | Zomer 2024   | 14         | 0          | 0          | 2          | 0          |
| Vlag van Nederland    | Danté Roethof               | Zomer 2012    | Zomer 2022   | 16         | 0          | 3          | 0          | 0          |
| Vlag van Nederland    | Cain Seedorf (*)            | Zomer 2019    | Zomer 2022   | 2          | 0          | 0          | 0          | 0          |
| Vlag van Nederland    | Elano Yegen                 | Zomer 2021    | Zomer 2023   | 11         | 0          | 0          | 0          | 0          |
| Middenvelders         |                             |               |              |            |            |            |            |            |
| Vlag van Nederland    | Azeddine Annamousi          | Zomer 2020    | Zomer 2023   | 6          | 0          | 0          | 0          | 0          |
| Vlag van Nederland    | Nick Broekhuizen            | Zomer 2019    | Zomer 2023   | 21         | 4          | 3          | 3          | 0          |
| Vlag van Nederland    | Finn Dicke (*)              | Zomer 2014    | Zomer 2024   | 13         | 0          | 1          | 0          | 1          |
| Vlag van Nederland    | Jaydavon Haas (ADO O18)     | ?             | Amateurbasis | 1          | 0          | 0          | 0          | 0          |
| Vlag van Nederland    | Dhoraso Moreo Klas (*)      | Zomer 2021    | Zomer 2024   | 0          | 0          | 0          | 0          | 0          |
| Vlag van Nederland    | Sacha Komljenovic (*)       | Zomer 2018    | Zomer 2023   | 6          | 1          | 0          | 1          | 0          |
| Vlag van Nederland    | Nuno Laguna (ADO O18)       | Zomer 2019    | Amateurbasis | 1          | 0          | 0          | 0          | 0          |
| Vlag van Nederland    | Benjamin Reemst (*)         | Zomer 2018    | Zomer 2022   | 7          | 0          | 0          | 4          | 0          |
| Vlag van Nederland    | Jesse Reinders              | Zomer 2015    | Zomer 2023   | 21         | 0          | 3          | 4          | 0          |
| Vlag van Nederland    | Sem Steijn (*)              | Zomer 2010    | Zomer 2022   | 0          | 0          | 0          | 0          | 0          |
| Vlag van Nederland    | Faissal Zefri               | Zomer 2016    | Amateurbasis | 3          | 1          | 0          | 1          | 0          |
| Aanvallers            |                             |               |              |            |            |            |            |            |
| Vlag van Nederland    | Yahya Boussakou (*)         | Zomer 2016    | Zomer 2022   | 6          | 4          | 0          | 0          | 0          |
| Vlag van Nederland    | Onur Demir                  | Zomer 2021    | Zomer 2024   | 10         | 0          | 0          | 0          | 0          |
| Vlag van Nederland    | Aimane El Karicha           | Zomer 2020    | Zomer 2022   | 15         | 2          | 0          | 0          | 1          |
| Vlag van België       | Amine Essabri               | Zomer 2012    | Zomer 2022   | 3          | 0          | 0          | 0          | 0          |
| Vlag van Nederland    | Julian Markvoort Beke       | Zomer 2021    | Amateurbasis | 11         | 0          | 1          | 3          | 0          |
| Vlag van Nederland    | Marius van Mil (*)          | Zomer 2021    | Zomer 2023   | 2          | 4          | 0          | 0          | 0          |
| Vlag van Nederland    | Nino Noordanus              | Zomer 2020    | Amateurbasis | 10         | 4          | 0          | 1          | 0          |
| Vlag van Nederland    | Evan Rottier (*)            | Zomer 2015    | Zomer 2022   | 7          | 2          | 1          | 1          | 0          |
| Vlag van Nederland    | Abdulrahman Sango           | ?             | Amateurbasis | 3          | 0          | 0          | 0          | 0          |
| Vlag van Nederland    | Xander Severina (*)         | Zomer 2020    | Zomer 2023   | 2          | 1          | 1          | 0          | 0          |
| Vlag van Albanië      | Fabian Shahaj               | Zomer 2020    | Zomer 2023   | 12         | 4          | 0          | 1          | 0          |
| Vlag van Nederland    | Rafael Struick              | Zomer 2020    | Amateurbasis | 15         | 3          | 1          | 3          | 0          |

Transfers:

Nieuw: Aiman Achemlal, Azeddine Annamousi, Emre Ates, Sacha Komljenovic, Kilian Nikiema, Nigel Owusu, Abdulrahman Sango, Fabian Shahaj, Rafael Struick, Faissal Zefri (allen eigen gelederen), Tyrese Asante, Elano Yegen (beiden H.V. & C.V. Quick), Onur Demir (FC Dordrecht), Julian Markvoort Beke (Alphense Boys), Marius van Mil (Excelsior Maassluis), Evan Rottier (was verhuurd aan TOP Oss).
* In winterstop: Sam Li (eigen gelederen)
Vertrokken: Atilla Agirman (NAC Breda), Hugo Botermans (Excelsior Rotterdam, was verhuurd aan FC Eindhoven), Abdullah Bozkurt (nnb.), Zihao Feng (Chengdu Rongcheng F.C.), Lorenzo van Kleef (K.v.v. Quick Boys, was verhuurd aan FC Eindhoven), José Pascual Alba Seva (FC Dordrecht), Maarten Rieder (SVV Scheveningen), Brayley Tweeboom (SV Nootdorp).
* In winterstop: Elano Yegen (verhuurd aan MVV Maastricht)

### Technische staf
|                    | Naam                  | Functie                                  | Bij ADO sinds  | Contract tot |
| ------------------ | --------------------- | ---------------------------------------- | -------------- | ------------ |
| Vlag van Nederland | Gerard van Ruitenburg | Trainer ADO Den Haag Onder 21            | Zomer 2020     | Zomer 2022   |
| Vlag van Nederland | Levi Schwiebbe        | Assistent-trainer ADO Den Haag Onder 21  | Zomer 2021     | Zomer 2022   |
| Vlag van Nederland | Henk de Zeeuw         | Assistent-trainer ADO Den Haag Onder 21  | Zomer 2021     | Zomer 2022   |
| Vlag van Nederland | Rick Hoogendorp       | Assistent-trainer / Spitsentrainer       | Zomer 2009     | Zomer 2022   |
| Vlag van Nederland | Raymond Mulder        | Keeperstrainer ADO Den Haag Onder 21     | Zomer 2016     | Zomer 2022   |
| Vlag van Nederland | Dansco van den Burg   | Teammanager ADO Den Haag Onder 21        |                |              |
| Vlag van Nederland | Angelo van Loenen     | Materiaalverzorger ADO Den Haag Onder 21 | Zomer 2021     |              |
| Vlag van Nederland | Chris Nieuwpoort      | Fysiotherapeut ADO Den Haag Onder 21     | Zomer 2021     |              |
| Vlag van Nederland | Thom van der Spek     | Fysiotherapeut jeugd                     | Zomer 2021     |              |
| Vlag van Nederland | Dominique Ebben       | Inspanningsfysioloog jeugd               | Zomer 2019     |              |
| Vlag van Nederland | Michiel ten Haken     | Inspanningsfysioloog jeugd               | Winter 2020/21 |              |
| Vlag van Nederland | Jack Morauw           | Keeperstrainer jeugd                     | Zomer 2021     |              |
| Vlag van Nederland | Frans Danen           | Coördinator jeugdscouting                | Zomer 2017     | Zomer 2022   |
| Vlag van Nederland | Albert van der Dussen | Performance & Operational Director Youth | April 2020     |              |

### Thuis/uit-verhouding najaarscompetitie ADO Den Haag Onder 21 in het seizoen 2021/22
| Tegenstander  | Almere City O21 · (1e) | Feyenoord O21 (3e) | FC Groningen O21 (2e) | SC Heerenveen O21 · (8e) | NAC Breda O21 (5e) | N.E.C. Nijmegen O21 (6e) | FC Twente/Heracles O21 · (7e) | Totaal (4e) |
| ------------- | ---------------------- | ------------------ | --------------------- | ------------------------ | ------------------ | ------------------------ | ----------------------------- | ----------- |
| ADO O21 thuis | 0 - 2                  | 2 - 2              | 4 - 2                 | 2 - 1                    | 1 - 3              | 3 - 1                    | 3 - 1                         | 13          |
| ADO O21 uit   | 2 - 0                  | 1 - 2              | 2 - 1                 | 1 - 1                    | 0 - 2              | 2 - 1                    | 0 - 0                         | 8           |
| Punten        | 0                      | 4                  | 3                     | 4                        | 3                  | 3                        | 4                             | 21          |

### Thuis/uit-verhouding voorjaarscompetitie ADO Den Haag Onder 21 in het seizoen 2021/22
| Tegenstander  | Almere City O21 (3e) | Feyenoord O21 · (1e) | FC Groningen O21 (5e) | NAC Breda O21 · (8e) | N.E.C. Nijmegen O21 · (7e) | PEC Zwolle O21 (2e) | Willem II O21 (6e) | Totaal (4e) |
| ------------- | -------------------- | -------------------- | --------------------- | -------------------- | -------------------------- | ------------------- | ------------------ | ----------- |
| ADO O21 thuis | x                    | 1 - 1                | x                     | 3 - 1                | x                          | 2 - 3               | x                  | 4           |
| ADO O21 uit   | 1 - 2                | x                    | 1 - 0                 | x                    | 0 - 3                      | x                   | 2 - 2              | 7           |
| Punten        | 3                    | 1                    | 0                     | 3                    | 3                          | 0                   | 1                  | 11          |

### Uitslagen ADO Den Haag Onder 21
| Comp.        | Wedstrijd | Wedstrijd | Opstelling | Scoreverloop |
| ------------ | --- | --- | --- | --- |
| Oefen        | SV DSO - ADO Den Haag O21 | SV DSO - ADO Den Haag O21 | ? | Goals: 0-1 Noordanus (6'), 0-2 Noordanus (12'), 1-2 Van Bochoven (45+1') |
| Oefen        | 1 - 2 | Za. 10 juli 2021, 14:30 uur | ? | Goals: 0-1 Noordanus (6'), 0-2 Noordanus (12'), 1-2 Van Bochoven (45+1') |
| Oefen        | Sportpark Bentwoud (Zoetermeer), verslag | | ? | Goals: 0-1 Noordanus (6'), 0-2 Noordanus (12'), 1-2 Van Bochoven (45+1') |
| Oefen        | TAC '90 - ADO Den Haag O21 | TAC '90 - ADO Den Haag O21 | ? | Goals: 0-1 Shahaj (Sango), 0-2 Broekhuizen (Sango), 0-3 Sango (Broekhuizen) |
| Oefen        | 0 - 3 | Di. 13 juli 2021, 19:00 uur | ? | Goals: 0-1 Shahaj (Sango), 0-2 Broekhuizen (Sango), 0-3 Sango (Broekhuizen) |
| Oefen        | Sportpark De Verlichting (Den Haag), verslag | | ? | Goals: 0-1 Shahaj (Sango), 0-2 Broekhuizen (Sango), 0-3 Sango (Broekhuizen) |
| Oefen        | RKSV Halsteren - ADO Den Haag O21 | RKSV Halsteren - ADO Den Haag O21 | ? | Goals: 0-1 Markvoort Beke (13'), 0-2 El Karicha (pen. 21'), 0-3 Markvoort Beke (48'), 1-3 Waalkens (vt. 66'), 2-3 Zimmerman (70'), 2-4 Hendriks (Komljenovic 72') |
| Oefen        | 2 - 4 | Za. 17 juli 2021, 14:30 uur | ? | Goals: 0-1 Markvoort Beke (13'), 0-2 El Karicha (pen. 21'), 0-3 Markvoort Beke (48'), 1-3 Waalkens (vt. 66'), 2-3 Zimmerman (70'), 2-4 Hendriks (Komljenovic 72') |
| Oefen        | Sportpark De Beek (Halsteren), verslag | | ? | Goals: 0-1 Markvoort Beke (13'), 0-2 El Karicha (pen. 21'), 0-3 Markvoort Beke (48'), 1-3 Waalkens (vt. 66'), 2-3 Zimmerman (70'), 2-4 Hendriks (Komljenovic 72') |
| Oefen        | ADO Den Haag O21 - Excelsior Rotterdam O21 | ADO Den Haag O21 - Excelsior Rotterdam O21 | ? | Goals: 1-0 Noordanus (Broekhuizen), 1-1 Gouda, 1-2 Vught |
| Oefen        | 1 - 2 | Za. 7 augustus 2021, 15:00 uur (3x 30 min.) | ? | Goals: 1-0 Noordanus (Broekhuizen), 1-1 Gouda, 1-2 Vught |
| Oefen        | De Aftrap (Den Haag), verslag. S: Sebastiaan Janssens | | ? | Goals: 1-0 Noordanus (Broekhuizen), 1-1 Gouda, 1-2 Vught |
| Oefen        | Excelsior Maassluis - ADO Den Haag O21 | Excelsior Maassluis - ADO Den Haag O21 | ? | Goals: 0-1 Broekhuizen (4'), 1-1 Blij (10'), 2-1 Robinson (89') |
| Oefen        | 2 - 1 | Di. 10 augustus 2021, 20:00 uur | ? | Goals: 0-1 Broekhuizen (4'), 1-1 Blij (10'), 2-1 Robinson (89') |
| Oefen        | Sportpark Dijkpolder (Maassluis), verslag | | ? | Goals: 0-1 Broekhuizen (4'), 1-1 Blij (10'), 2-1 Robinson (89') |
| Oefen        | NAC Breda O21 - ADO Den Haag O21 | NAC Breda O21 - ADO Den Haag O21 | ? | Goals: 0-1 Shahaj (Broekhuizen), 0-2 Markvoort Beke (Broekhuizen), 1-2 ?, 1-3 Struick |
| Oefen        | 1 - 3 | Za. 14 augustus 2021, 14:30 uur | ? | Goals: 0-1 Shahaj (Broekhuizen), 0-2 Markvoort Beke (Broekhuizen), 1-2 ?, 1-3 Struick |
| Oefen        | (Breda) | | ? | Goals: 0-1 Shahaj (Broekhuizen), 0-2 Markvoort Beke (Broekhuizen), 1-2 ?, 1-3 Struick |
| Oefen        | Willem II O21 - ADO Den Haag O21 | Willem II O21 - ADO Den Haag O21 | ? | Goals: 1-0 ?, 1-1 Reinders (El Karicha), 1-2 El Karicha, 1-3 Dicke, 1-4 Shahaj, 1-5 Markvoort Beke |
| Oefen        | 1 - 5 | Za. 21 augustus 2021, 14:30 uur | ? | Goals: 1-0 ?, 1-1 Reinders (El Karicha), 1-2 El Karicha, 1-3 Dicke, 1-4 Shahaj, 1-5 Markvoort Beke |
| Oefen        | (Tilburg), verslag | | ? | Goals: 1-0 ?, 1-1 Reinders (El Karicha), 1-2 El Karicha, 1-3 Dicke, 1-4 Shahaj, 1-5 Markvoort Beke |
| Oefen        | HBS-Craeyenhout - ADO Den Haag O21 | HBS-Craeyenhout - ADO Den Haag O21 | ? | Goals: 0-1 Yegen, 0-2 Rottier, 1-2 Vermeer (Van Pelt) |
| Oefen        | 1 - 2 | Di. 24 augustus 2021, 20:00 uur | ? | Goals: 0-1 Yegen, 0-2 Rottier, 1-2 Vermeer (Van Pelt) |
| Oefen        | (Den Haag), verslag | | ? | Goals: 0-1 Yegen, 0-2 Rottier, 1-2 Vermeer (Van Pelt) |
| Comp. 1 (NJ) | ADO Den Haag O21 - SC Heerenveen O21 | ADO Den Haag O21 - SC Heerenveen O21 | Nikiema - Yegen, Ates, Van Breemen, Owusu - Broekhuizen , Dicke, Reinders (76' Annamousi) - El Karicha (55' M. Mulder), Shahaj (62' Markvoort Beke), Boussakou (76' Noordanus) | Goals: 0-1 Driouech (pen. 7'), 1-1 Boussakou (9'), 2-1 Ates (Broekhuizen 26') Kaarten: Ates ( 52'), Markvoort Beke () |
| Comp. 1 (NJ) | 2 - 1 | Za. 28 augustus 2021, 14:30 uur. Stand: 2e. | Nikiema - Yegen, Ates, Van Breemen, Owusu - Broekhuizen , Dicke, Reinders (76' Annamousi) - El Karicha (55' M. Mulder), Shahaj (62' Markvoort Beke), Boussakou (76' Noordanus) | Goals: 0-1 Driouech (pen. 7'), 1-1 Boussakou (9'), 2-1 Ates (Broekhuizen 26') Kaarten: Ates ( 52'), Markvoort Beke () |
| Comp. 1 (NJ) | De Aftrap (Den Haag), verslag. S: Sven Spaan | | Nikiema - Yegen, Ates, Van Breemen, Owusu - Broekhuizen , Dicke, Reinders (76' Annamousi) - El Karicha (55' M. Mulder), Shahaj (62' Markvoort Beke), Boussakou (76' Noordanus) | Goals: 0-1 Driouech (pen. 7'), 1-1 Boussakou (9'), 2-1 Ates (Broekhuizen 26') Kaarten: Ates ( 52'), Markvoort Beke () |
| Oefen        | VV Katwijk - ADO Den Haag O21 | VV Katwijk - ADO Den Haag O21 | Basis: Van de Riet - Yegen, Esajas, M. Mulder, Amallah - Annamousi, Noordanus, Struick - Demir, Rottier, Markvoort Beke Ingevallen: Owusu, Shahaj, Reinders, Sango, Ates, Van Breemen, Dicke, El Karicha, Wassenaar, Zefri | Goals: 1-0 Suleiman (Van Breukelen), 2-0 Van Haaren (Suleiman) |
| Oefen        | 2 - 0 | Di. 31 augustus 2021, 20:00 uur | Basis: Van de Riet - Yegen, Esajas, M. Mulder, Amallah - Annamousi, Noordanus, Struick - Demir, Rottier, Markvoort Beke Ingevallen: Owusu, Shahaj, Reinders, Sango, Ates, Van Breemen, Dicke, El Karicha, Wassenaar, Zefri | Goals: 1-0 Suleiman (Van Breukelen), 2-0 Van Haaren (Suleiman) |
| Oefen        | Sportpark De Krom (Katwijk), verslag | | Basis: Van de Riet - Yegen, Esajas, M. Mulder, Amallah - Annamousi, Noordanus, Struick - Demir, Rottier, Markvoort Beke Ingevallen: Owusu, Shahaj, Reinders, Sango, Ates, Van Breemen, Dicke, El Karicha, Wassenaar, Zefri | Goals: 1-0 Suleiman (Van Breukelen), 2-0 Van Haaren (Suleiman) |
| Oefen        | VV SJC - ADO Den Haag O21 | VV SJC - ADO Den Haag O21 | ? | Goals: 0-1 El Karicha (Esajas), 1-1 ?, 2-1 ?, 2-2 Demir (Broekhuizen), 2-3 Markvoort Beke, 3-3 ? (vt.) |
| Oefen        | 3 - 3 | Zo. 5 september 2021, 14:00 uur. T: ±300 | ? | Goals: 0-1 El Karicha (Esajas), 1-1 ?, 2-1 ?, 2-2 Demir (Broekhuizen), 2-3 Markvoort Beke, 3-3 ? (vt.) |
| Oefen        | Lageweg (Noordwijk), verslag | | ? | Goals: 0-1 El Karicha (Esajas), 1-1 ?, 2-1 ?, 2-2 Demir (Broekhuizen), 2-3 Markvoort Beke, 3-3 ? (vt.) |
| Comp. 2      | Feyenoord O21 - ADO Den Haag O21 | Feyenoord O21 - ADO Den Haag O21 | Wentges - Roethof, Yegen, Esajas, Owusu - Broekhuizen , Dicke, Reinders - El Karicha (66' Struick), Shahaj, Markvoort Beke (80' Sango) | Goals: 1-0 Johnsen (Naujoks 32'), 1-1 Shahaj (Roethof 54'), 1-2 Shahaj (Struick 72') Kaarten: Reinders ( 57'), Markvoort Beke ( 78') |
| Comp. 2      | 1 - 2 | Za. 11 september 2021, 12:00 uur. Stand: 2e. | Wentges - Roethof, Yegen, Esajas, Owusu - Broekhuizen , Dicke, Reinders - El Karicha (66' Struick), Shahaj, Markvoort Beke (80' Sango) | Goals: 1-0 Johnsen (Naujoks 32'), 1-1 Shahaj (Roethof 54'), 1-2 Shahaj (Struick 72') Kaarten: Reinders ( 57'), Markvoort Beke ( 78') |
| Comp. 2      | Sportcomplex Varkenoord (Rotterdam), verslag. S: Gerbert Stegeman | | Wentges - Roethof, Yegen, Esajas, Owusu - Broekhuizen , Dicke, Reinders - El Karicha (66' Struick), Shahaj, Markvoort Beke (80' Sango) | Goals: 1-0 Johnsen (Naujoks 32'), 1-1 Shahaj (Roethof 54'), 1-2 Shahaj (Struick 72') Kaarten: Reinders ( 57'), Markvoort Beke ( 78') |
| Oefen        | BVCB - ADO Den Haag O21 | BVCB - ADO Den Haag O21 | ? | Goals: 0-1 Sango (Demir), 0-2 Annamousi, 0-3 Struijk, 1-3 Hollenberg, 2-3 Rutten, 2-4 El Karachi, 3-4 De Kock, 3-5 Annamousi (vt.), 3-6 Markvoort Beke |
| Oefen        | 3 - 6 | Di. 14 september 2021, 20:00 uur. | ? | Goals: 0-1 Sango (Demir), 0-2 Annamousi, 0-3 Struijk, 1-3 Hollenberg, 2-3 Rutten, 2-4 El Karachi, 3-4 De Kock, 3-5 Annamousi (vt.), 3-6 Markvoort Beke |
| Oefen        | Sportpark De Sporthoek (Bergschenhoek), verslag | | ? | Goals: 0-1 Sango (Demir), 0-2 Annamousi, 0-3 Struijk, 1-3 Hollenberg, 2-3 Rutten, 2-4 El Karachi, 3-4 De Kock, 3-5 Annamousi (vt.), 3-6 Markvoort Beke |
| Comp. 3      | ADO Den Haag O21 - N.E.C. Nijmegen O21 | ADO Den Haag O21 - N.E.C. Nijmegen O21 | Nikiema - Roethof (57' Reinders), Esajas, J. Mulder, Owusu (46' Ates) - Yegen, Dicke , Komljenovic (57' Broekhuizen) - Markvoort Beke, Van Mil (80' El Karicha), Boussakou (76' ?) | Goals: 0-1 Zwikstra (1'), 1-1 Anyasi (ed. 54'), 2-1 Van Mil (57'), 3-1 Boussakou (Broekhuizen 70'), Ruizendaal (84') |
| Comp. 3      | 3 - 1 | Za. 18 september 2021, 15:00 uur. Stand: 1e. | Nikiema - Roethof (57' Reinders), Esajas, J. Mulder, Owusu (46' Ates) - Yegen, Dicke , Komljenovic (57' Broekhuizen) - Markvoort Beke, Van Mil (80' El Karicha), Boussakou (76' ?) | Goals: 0-1 Zwikstra (1'), 1-1 Anyasi (ed. 54'), 2-1 Van Mil (57'), 3-1 Boussakou (Broekhuizen 70'), Ruizendaal (84') |
| Comp. 3      | De Aftrap (Den Haag), verslag. S: Ron Karremans | | Nikiema - Roethof (57' Reinders), Esajas, J. Mulder, Owusu (46' Ates) - Yegen, Dicke , Komljenovic (57' Broekhuizen) - Markvoort Beke, Van Mil (80' El Karicha), Boussakou (76' ?) | Goals: 0-1 Zwikstra (1'), 1-1 Anyasi (ed. 54'), 2-1 Van Mil (57'), 3-1 Boussakou (Broekhuizen 70'), Ruizendaal (84') |
| Comp. 4      | NAC Breda O21 - ADO Den Haag O21 | NAC Breda O21 - ADO Den Haag O21 | Wentges - Roethof (86' Laguna), Yegen, Ates, Amallah (68' Owusu) - Broekhuizen , Dicke, Reinders - Markvoort Beke, Struick (86' Haas), Demir (52' Annamousi) | Goals: 0-1 Struick (52'), 0-2 Struick (65') |
| Comp. 4      | 0 - 2 | Za. 25 september 2021, 14:45 uur. Stand: 1e. | Wentges - Roethof (86' Laguna), Yegen, Ates, Amallah (68' Owusu) - Broekhuizen , Dicke, Reinders - Markvoort Beke, Struick (86' Haas), Demir (52' Annamousi) | Goals: 0-1 Struick (52'), 0-2 Struick (65') |
| Comp. 4      | Sportpark Heksenwiel (Breda), verslag. S: Luc Tissingh | | Wentges - Roethof (86' Laguna), Yegen, Ates, Amallah (68' Owusu) - Broekhuizen , Dicke, Reinders - Markvoort Beke, Struick (86' Haas), Demir (52' Annamousi) | Goals: 0-1 Struick (52'), 0-2 Struick (65') |
| Res. Comp. 1 | Reserves VVV-Venlo - Reserves ADO Den Haag | Reserves VVV-Venlo - Reserves ADO Den Haag | ? | Goals: 1-0 Post (14'), 2-0 Verheijen (33') |
| Res. Comp. 1 | 2 - 0 | Ma. 27 september 2021, 15:00 uur. | ? | Goals: 1-0 Post (14'), 2-0 Verheijen (33') |
| Res. Comp. 1 | (Venlo), verslag. S: Sander Huijs | | ? | Goals: 1-0 Post (14'), 2-0 Verheijen (33') |
| Comp. 5      | FC Twente/Heracles O21 - ADO Den Haag O21 | FC Twente/Heracles O21 - ADO Den Haag O21 | Nikiema - Roethof (75' ?), Yegen, Ates (46' ?), Owusu - Broekhuizen , Dicke, Reinders - Markvoort Beke (58' El Karicha), Struick (81' ?), Demir (58' Noordanus) | Kaarten: Ates ( 5'), Broekhuizen ( 36'), ? ( 53') |
| Comp. 5      | 0 - 0 | Za. 2 oktober 2021, 15:15 uur. Stand: 1e. | Nikiema - Roethof (75' ?), Yegen, Ates (46' ?), Owusu - Broekhuizen , Dicke, Reinders - Markvoort Beke (58' El Karicha), Struick (81' ?), Demir (58' Noordanus) | Kaarten: Ates ( 5'), Broekhuizen ( 36'), ? ( 53') |
| Comp. 5      | (Hengelo), verslag. S: Luuk Timmer | | Nikiema - Roethof (75' ?), Yegen, Ates (46' ?), Owusu - Broekhuizen , Dicke, Reinders - Markvoort Beke (58' El Karicha), Struick (81' ?), Demir (58' Noordanus) | Kaarten: Ates ( 5'), Broekhuizen ( 36'), ? ( 53') |
| Comp. 6      | ADO Den Haag O21 - Almere City O21 | ADO Den Haag O21 - Almere City O21 | Wentges - Roethof (80' ?), Yegen, Ates, Owusu (46' ?) - Broekhuizen , Dicke, Reinders - El Karicha (62' Struick), Shahaj, Noordanus (69' Sango) | Goals: 0-1 Zimmerman (80'), 0-2 Wildeboer (90') Kaarten: Shahaj ( 50'), Broekhuizen ( 56'), Reinders ( 70'), Dicke ( 90+2') |
| Comp. 6      | 0 - 2 | Za. 16 oktober 2021, 15:00 uur. Stand: 2e. | Wentges - Roethof (80' ?), Yegen, Ates, Owusu (46' ?) - Broekhuizen , Dicke, Reinders - El Karicha (62' Struick), Shahaj, Noordanus (69' Sango) | Goals: 0-1 Zimmerman (80'), 0-2 Wildeboer (90') Kaarten: Shahaj ( 50'), Broekhuizen ( 56'), Reinders ( 70'), Dicke ( 90+2') |
| Comp. 6      | De Aftrap (Den Haag), verslag. S: Niels Boel | | Wentges - Roethof (80' ?), Yegen, Ates, Owusu (46' ?) - Broekhuizen , Dicke, Reinders - El Karicha (62' Struick), Shahaj, Noordanus (69' Sango) | Goals: 0-1 Zimmerman (80'), 0-2 Wildeboer (90') Kaarten: Shahaj ( 50'), Broekhuizen ( 56'), Reinders ( 70'), Dicke ( 90+2') |
| Res. Comp. 2 | Reserves ADO Den Haag - Reserves Fortuna Sittard | Reserves ADO Den Haag - Reserves Fortuna Sittard | Schoonderwaldt - Seedorf, Asante, Van Breemen (73' Ates), J. Mulder - Annamousi (73' Broekhuizen), Rottier, Komljenovic - Boussakou (46' Yegen), Van Mil, Severina | Goals: 1-0 Van Mil (Severina 16'), 2-0 Van Mil (Severina), 2-1 Hircin (Tasci), 3-1 Van Mil (Severina 56'), 4-1 Seedorf (Komljenovic), 4-2 Güler |
| Res. Comp. 2 | 4 - 2 | Ma. 18 oktober 2021, 20:00 uur. | Schoonderwaldt - Seedorf, Asante, Van Breemen (73' Ates), J. Mulder - Annamousi (73' Broekhuizen), Rottier, Komljenovic - Boussakou (46' Yegen), Van Mil, Severina | Goals: 1-0 Van Mil (Severina 16'), 2-0 Van Mil (Severina), 2-1 Hircin (Tasci), 3-1 Van Mil (Severina 56'), 4-1 Seedorf (Komljenovic), 4-2 Güler |
| Res. Comp. 2 | Terrein VELO (Wateringen), verslag. S: Marc Nagtegaal | | Schoonderwaldt - Seedorf, Asante, Van Breemen (73' Ates), J. Mulder - Annamousi (73' Broekhuizen), Rottier, Komljenovic - Boussakou (46' Yegen), Van Mil, Severina | Goals: 1-0 Van Mil (Severina 16'), 2-0 Van Mil (Severina), 2-1 Hircin (Tasci), 3-1 Van Mil (Severina 56'), 4-1 Seedorf (Komljenovic), 4-2 Güler |
| Comp. 7      | FC Groningen O21 - ADO Den Haag O21 | FC Groningen O21 - ADO Den Haag O21 | Nikiema - Roethof, Yegen, Ates, Boakye - Annamousi (86' Demir), Broekhuizen , Reinders - El Karicha (46' Struick), Markvoort Beke, Sango (70' Zefri) | Goals: 0-1 Broekhuizen (14'), 1-1 Holder (74'), 2-1 Olsson (De Jonge 84') Kaarten: Reinders ( 82') |
| Comp. 7      | 2 - 1 | Za. 23 oktober 2021, 15:00 uur. Stand: 3e. | Nikiema - Roethof, Yegen, Ates, Boakye - Annamousi (86' Demir), Broekhuizen , Reinders - El Karicha (46' Struick), Markvoort Beke, Sango (70' Zefri) | Goals: 0-1 Broekhuizen (14'), 1-1 Holder (74'), 2-1 Olsson (De Jonge 84') Kaarten: Reinders ( 82') |
| Comp. 7      | Sportpark Corpus den Hoorn (Groningen), verslag. S: Mike de Bruijn | | Nikiema - Roethof, Yegen, Ates, Boakye - Annamousi (86' Demir), Broekhuizen , Reinders - El Karicha (46' Struick), Markvoort Beke, Sango (70' Zefri) | Goals: 0-1 Broekhuizen (14'), 1-1 Holder (74'), 2-1 Olsson (De Jonge 84') Kaarten: Reinders ( 82') |
| Comp. 8      | ADO Den Haag O21 - FC Twente/Heracles O21 | ADO Den Haag O21 - FC Twente/Heracles O21 | Wentges - Roethof (85' Annamousi), Van Breemen, Ates, Owusu - Yegen, Broekhuizen , Reinders - Demir (61' El Karicha), Van Mil, Markvoort Beke (55' Struick) | Goals: 1-0 Van Mil (Markvoort Beke 5'), 2-0 Van Mil (18'), 2-1 Markelo (61'), 3-1 Van Mil (Broekhuizen 71') Kaarten: Broekhuizen ( 76') |
| Comp. 8      | 3 - 1 | Za. 30 oktober 2021, 15:00 uur. Stand: 3e. | Wentges - Roethof (85' Annamousi), Van Breemen, Ates, Owusu - Yegen, Broekhuizen , Reinders - Demir (61' El Karicha), Van Mil, Markvoort Beke (55' Struick) | Goals: 1-0 Van Mil (Markvoort Beke 5'), 2-0 Van Mil (18'), 2-1 Markelo (61'), 3-1 Van Mil (Broekhuizen 71') Kaarten: Broekhuizen ( 76') |
| Comp. 8      | De Aftrap (Den Haag), verslag. S: Haico Michielsen | | Wentges - Roethof (85' Annamousi), Van Breemen, Ates, Owusu - Yegen, Broekhuizen , Reinders - Demir (61' El Karicha), Van Mil, Markvoort Beke (55' Struick) | Goals: 1-0 Van Mil (Markvoort Beke 5'), 2-0 Van Mil (18'), 2-1 Markelo (61'), 3-1 Van Mil (Broekhuizen 71') Kaarten: Broekhuizen ( 76') |
| Oefen        | CVV De Jodan Boys - ADO Den Haag O21 | CVV De Jodan Boys - ADO Den Haag O21 | Basis: Van de Riet - Noordhoek, Janmaat , Esajas, Van Breemen - Reemst, Dicke, Komljenovic - El Karicha, Noordanus, Elia Ingevallen: Ates, Owusu, Annamousi, Zefri, Demir, Sango, Markvoort Beke | Goals: 0-1 Noordanus (Janmaat 5'), 1-1 Mussaoui (8'), 2-1 De Vries (pen.), 2-2 Markvoort Beke, 3-2 De Hoorder, 4-2 De Hoorder, 4-3 Markvoort Beke |
| Oefen        | 4 - 3 | Di. 2 november 2021, 20:00 uur. | Basis: Van de Riet - Noordhoek, Janmaat , Esajas, Van Breemen - Reemst, Dicke, Komljenovic - El Karicha, Noordanus, Elia Ingevallen: Ates, Owusu, Annamousi, Zefri, Demir, Sango, Markvoort Beke | Goals: 0-1 Noordanus (Janmaat 5'), 1-1 Mussaoui (8'), 2-1 De Vries (pen.), 2-2 Markvoort Beke, 3-2 De Hoorder, 4-2 De Hoorder, 4-3 Markvoort Beke |
| Oefen        | Sportpark de Oosterwei (Gouda), verslag | | Basis: Van de Riet - Noordhoek, Janmaat , Esajas, Van Breemen - Reemst, Dicke, Komljenovic - El Karicha, Noordanus, Elia Ingevallen: Ates, Owusu, Annamousi, Zefri, Demir, Sango, Markvoort Beke | Goals: 0-1 Noordanus (Janmaat 5'), 1-1 Mussaoui (8'), 2-1 De Vries (pen.), 2-2 Markvoort Beke, 3-2 De Hoorder, 4-2 De Hoorder, 4-3 Markvoort Beke |
| Comp. 9      | Almere City O21 - ADO Den Haag O21 | Almere City O21 - ADO Den Haag O21 | Nikiema - Yegen, Van Breemen (80' ?), Ates, Owusu - Reemst (63' Noordanus), Broekhuizen , Dicke, Reinders (71' Zefri) - Demir (63' El Karicha), Markvoort Beke (71' Struick) | Goals: 1-0 Reemnet (vt. 19'), 2-0 Oehlers (66') Kaarten: Ates ( 17', 61'), Reemst ( 33'), El Karicha ( 90+2') |
| Comp. 9      | 2 - 0 | Za. 6 november 2021, 16:00 uur. Stand: 3e. | Nikiema - Yegen, Van Breemen (80' ?), Ates, Owusu - Reemst (63' Noordanus), Broekhuizen , Dicke, Reinders (71' Zefri) - Demir (63' El Karicha), Markvoort Beke (71' Struick) | Goals: 1-0 Reemnet (vt. 19'), 2-0 Oehlers (66') Kaarten: Ates ( 17', 61'), Reemst ( 33'), El Karicha ( 90+2') |
| Comp. 9      | Sportpark Fanny Blankers-Koen (Almere), verslag. S: Rick Sturm | | Nikiema - Yegen, Van Breemen (80' ?), Ates, Owusu - Reemst (63' Noordanus), Broekhuizen , Dicke, Reinders (71' Zefri) - Demir (63' El Karicha), Markvoort Beke (71' Struick) | Goals: 1-0 Reemnet (vt. 19'), 2-0 Oehlers (66') Kaarten: Ates ( 17', 61'), Reemst ( 33'), El Karicha ( 90+2') |
| Oefen        | SBV Vitesse O21 - ADO Den Haag O21 | SBV Vitesse O21 - ADO Den Haag O21 | ? | Goals: 1-0 Gong (Tannane), 2-0 Smits, 3-0 De Beer, 4-0 Van Duivenbooden (vt.), 5-0 Jonathans, 6-0 Sürül, 7-0 Sürül |
| Oefen        | 7 - 0 | Vr. 12 november 2021. | ? | Goals: 1-0 Gong (Tannane), 2-0 Smits, 3-0 De Beer, 4-0 Van Duivenbooden (vt.), 5-0 Jonathans, 6-0 Sürül, 7-0 Sürül |
| Oefen        | Sportcentrum Papendal (Arnhem), verslag | | ? | Goals: 1-0 Gong (Tannane), 2-0 Smits, 3-0 De Beer, 4-0 Van Duivenbooden (vt.), 5-0 Jonathans, 6-0 Sürül, 7-0 Sürül |
| Oefen        | Jong Sparta Rotterdam - ADO Den Haag O21 | Jong Sparta Rotterdam - ADO Den Haag O21 | Schoonderwaldt - Yegen (62' Achemlal), Asante, Van Breemen (62' Ates), Klaris (55' Owusu) - Broekhuizen (62' Reinders), Reemst, Komljenovic - Severina, Van Mil (46' Shahaj), Boussakou | Goals: 1-0 Doesburg (De Nooijer), 2-0 Scholten |
| Oefen        | 2 - 0 | Di. 16 november 2021. | Schoonderwaldt - Yegen (62' Achemlal), Asante, Van Breemen (62' Ates), Klaris (55' Owusu) - Broekhuizen (62' Reinders), Reemst, Komljenovic - Severina, Van Mil (46' Shahaj), Boussakou | Goals: 1-0 Doesburg (De Nooijer), 2-0 Scholten |
| Oefen        | Spartastadion Het Kasteel (Rotterdam), verslag | | Schoonderwaldt - Yegen (62' Achemlal), Asante, Van Breemen (62' Ates), Klaris (55' Owusu) - Broekhuizen (62' Reinders), Reemst, Komljenovic - Severina, Van Mil (46' Shahaj), Boussakou | Goals: 1-0 Doesburg (De Nooijer), 2-0 Scholten |
| Comp. 10     | ADO Den Haag O21 - FC Groningen O21 | ADO Den Haag O21 - FC Groningen O21 | Wentges - Li (60' Achemlal), Yegen, Esajas (85' Struick), Owusu (63' Van Breemen) - Reemst, Broekhuizen , Dicke, Reinders - Shahaj, Boussakou | Goals: 1-0 Boussakou (3'), 2-0 Boussakou (Dicke 9'), 3-0 Shahaj (pen. 25'), 3-1 Schraven (31'), 3-2 Schraven (75'), 4-2 Struick (90+3') Kaarten: Owusu ( 40'), Reemst ( 58'), Van Breemen ( 65'), Shahaj ( 85') |
| Comp. 10     | 4 - 2 | Za. 20 november 2021, 14:00 uur. Stand: 2e. | Wentges - Li (60' Achemlal), Yegen, Esajas (85' Struick), Owusu (63' Van Breemen) - Reemst, Broekhuizen , Dicke, Reinders - Shahaj, Boussakou | Goals: 1-0 Boussakou (3'), 2-0 Boussakou (Dicke 9'), 3-0 Shahaj (pen. 25'), 3-1 Schraven (31'), 3-2 Schraven (75'), 4-2 Struick (90+3') Kaarten: Owusu ( 40'), Reemst ( 58'), Van Breemen ( 65'), Shahaj ( 85') |
| Comp. 10     | De Aftrap (Den Haag), verslag. S: Thomas Hardeman | | Wentges - Li (60' Achemlal), Yegen, Esajas (85' Struick), Owusu (63' Van Breemen) - Reemst, Broekhuizen , Dicke, Reinders - Shahaj, Boussakou | Goals: 1-0 Boussakou (3'), 2-0 Boussakou (Dicke 9'), 3-0 Shahaj (pen. 25'), 3-1 Schraven (31'), 3-2 Schraven (75'), 4-2 Struick (90+3') Kaarten: Owusu ( 40'), Reemst ( 58'), Van Breemen ( 65'), Shahaj ( 85') |
| Res. Comp. 3 | Reserves ADO Den Haag - Reserves MVV Maastricht | Reserves ADO Den Haag - Reserves MVV Maastricht | Schoonderwaldt - Seedorf, Yegen (60' Owusu), M. Mulder, J. Mulder - Komljenovic, Dicke (46' Asante), Reemst - Rottier, Van Mil, Severina (60' Boussakou) | Goals: 1-0 Van Mil (Severina 5'), 2-0 Komljenovic (Rottier 20'), 3-0 Rottier (Severina 26'), 4-0 Seedorf (34'), 5-0 Rottier (42'), 6-0 Rottier (63'), 7-0 J. Mulder (80') |
| Res. Comp. 3 | 7 - 0 | Ma. 22 november 2021, 14:30 uur. | Schoonderwaldt - Seedorf, Yegen (60' Owusu), M. Mulder, J. Mulder - Komljenovic, Dicke (46' Asante), Reemst - Rottier, Van Mil, Severina (60' Boussakou) | Goals: 1-0 Van Mil (Severina 5'), 2-0 Komljenovic (Rottier 20'), 3-0 Rottier (Severina 26'), 4-0 Seedorf (34'), 5-0 Rottier (42'), 6-0 Rottier (63'), 7-0 J. Mulder (80') |
| Res. Comp. 3 | De Aftrap (Den Haag), verslag. S: Richard Martens | | Schoonderwaldt - Seedorf, Yegen (60' Owusu), M. Mulder, J. Mulder - Komljenovic, Dicke (46' Asante), Reemst - Rottier, Van Mil, Severina (60' Boussakou) | Goals: 1-0 Van Mil (Severina 5'), 2-0 Komljenovic (Rottier 20'), 3-0 Rottier (Severina 26'), 4-0 Seedorf (34'), 5-0 Rottier (42'), 6-0 Rottier (63'), 7-0 J. Mulder (80') |
| Comp. 11     | ADO Den Haag O21 - Feyenoord O21 | ADO Den Haag O21 - Feyenoord O21 | Nikiema - Yegen, Ates (51' Komljenovic), Asante, J. Mulder - Broekhuizen , Dicke, Reemst ( 38' Reinders) - Demir (51' Noordanus), Shahaj, Severina ( 46' Boussakou) | Goals: 0-1 Antonucci (33'), 0-2 Milambo (Naujoks 43'), 1-2 Asante (Broekhuizen 69'), 2-2 Broekhuizen (Reinders 74') |
| Comp. 11     | 2 - 2 | Za. 27 november 2021, 15:00 uur. Stand: 3e. | Nikiema - Yegen, Ates (51' Komljenovic), Asante, J. Mulder - Broekhuizen , Dicke, Reemst ( 38' Reinders) - Demir (51' Noordanus), Shahaj, Severina ( 46' Boussakou) | Goals: 0-1 Antonucci (33'), 0-2 Milambo (Naujoks 43'), 1-2 Asante (Broekhuizen 69'), 2-2 Broekhuizen (Reinders 74') |
| Comp. 11     | De Aftrap (Den Haag), verslag. S: Boyd van Kommer | | Nikiema - Yegen, Ates (51' Komljenovic), Asante, J. Mulder - Broekhuizen , Dicke, Reemst ( 38' Reinders) - Demir (51' Noordanus), Shahaj, Severina ( 46' Boussakou) | Goals: 0-1 Antonucci (33'), 0-2 Milambo (Naujoks 43'), 1-2 Asante (Broekhuizen 69'), 2-2 Broekhuizen (Reinders 74') |
| Comp. 12-14  | Vanwege strengere coronamaatregelen werd amateurvoetbal en jeugdvoetbal in de hogere divisies afgelast. Zo ook de laatste drie competitiewedstrijden van de najaarscompetitie van ADO Den Haag O21. Begin februari 2022 werd de najaarscompetitie weer opgestart. | Vanwege strengere coronamaatregelen werd amateurvoetbal en jeugdvoetbal in de hogere divisies afgelast. Zo ook de laatste drie competitiewedstrijden van de najaarscompetitie van ADO Den Haag O21. Begin februari 2022 werd de najaarscompetitie weer opgestart. | Vanwege strengere coronamaatregelen werd amateurvoetbal en jeugdvoetbal in de hogere divisies afgelast. Zo ook de laatste drie competitiewedstrijden van de najaarscompetitie van ADO Den Haag O21. Begin februari 2022 werd de najaarscompetitie weer opgestart. | Vanwege strengere coronamaatregelen werd amateurvoetbal en jeugdvoetbal in de hogere divisies afgelast. Zo ook de laatste drie competitiewedstrijden van de najaarscompetitie van ADO Den Haag O21. Begin februari 2022 werd de najaarscompetitie weer opgestart. |
| Oefen        | ADO Den Haag O21 - FC Lisse | ADO Den Haag O21 - FC Lisse | Nikiema - Achemlal, Yegen, Van Breemen, Owusu - Broekhuizen , Annamousi, Reinders (46' Zefri) - El Karicha, Noordanus, Struick (46' Sango) | Goals: 1-0 Noordanus (El Karicha 11'), 2-0 Owusu (Struick), 3-0 Noordanus (Annamousi), 3-1 Klijbroek, 3-2 Van Ekeris (pen.), 4-2 El Karicha (86') |
| Oefen        | 4 - 2 | Za. 4 december 2021, 09:45 uur. | Nikiema - Achemlal, Yegen, Van Breemen, Owusu - Broekhuizen , Annamousi, Reinders (46' Zefri) - El Karicha, Noordanus, Struick (46' Sango) | Goals: 1-0 Noordanus (El Karicha 11'), 2-0 Owusu (Struick), 3-0 Noordanus (Annamousi), 3-1 Klijbroek, 3-2 Van Ekeris (pen.), 4-2 El Karicha (86') |
| Oefen        | De Aftrap (Den Haag), verslag | | Nikiema - Achemlal, Yegen, Van Breemen, Owusu - Broekhuizen , Annamousi, Reinders (46' Zefri) - El Karicha, Noordanus, Struick (46' Sango) | Goals: 1-0 Noordanus (El Karicha 11'), 2-0 Owusu (Struick), 3-0 Noordanus (Annamousi), 3-1 Klijbroek, 3-2 Van Ekeris (pen.), 4-2 El Karicha (86') |
| Oefen        | FC Dordrecht O21 - ADO Den Haag O21 | FC Dordrecht O21 - ADO Den Haag O21 | ? | Goals: 2x Noordanus, 2x Markvoort Beke, Broekhuizen, Struick |
| Oefen        | 3 - 6 | Di. 7 december 2021, 13:30 uur. | ? | Goals: 2x Noordanus, 2x Markvoort Beke, Broekhuizen, Struick |
| Oefen        | Riwal Hoogwerkers Stadion (Dordrecht), verslag | | ? | Goals: 2x Noordanus, 2x Markvoort Beke, Broekhuizen, Struick |
| Oefen        | ADO Den Haag O21 - SC Cambuur O21 | ADO Den Haag O21 - SC Cambuur O21 | ? | Goals: 0-1 Smit (18'), 0-2 Smit (26'), 0-3 Nsingi (Smit 61') Kaarten: Gomes ( 90') |
| Oefen        | 0 - 3 | Za. 11 december 2021, 12:00 uur. | ? | Goals: 0-1 Smit (18'), 0-2 Smit (26'), 0-3 Nsingi (Smit 61') Kaarten: Gomes ( 90') |
| Oefen        | De Aftrap (Den Haag), verslag. S: Haico Michielsen | | ? | Goals: 0-1 Smit (18'), 0-2 Smit (26'), 0-3 Nsingi (Smit 61') Kaarten: Gomes ( 90') |
| Oefen        | ADO Den Haag O21 - FC Den Bosch O21 | ADO Den Haag O21 - FC Den Bosch O21 | Nikiema (46' Van de Riet) - Achemlal, Yegen (46' Markvoort Beke), Van Breemen, Owusu (46' Gomes) - Broekhuizen (46' Zefri), Annamousi, Reinders - El Karicha, Noordanus, Struick | Goals: 1-0 Noordanus (El Karicha 9'), 2-0 Broekhuizen (Struick 23'), 3-0 El Karicha (Nikiema 33'), 4-0 Zefri (62'), 5-0 El Karicha (Markvoort Beke 65') |
| Oefen        | 5 - 0 | Za. 18 december 2021. | Nikiema (46' Van de Riet) - Achemlal, Yegen (46' Markvoort Beke), Van Breemen, Owusu (46' Gomes) - Broekhuizen (46' Zefri), Annamousi, Reinders - El Karicha, Noordanus, Struick | Goals: 1-0 Noordanus (El Karicha 9'), 2-0 Broekhuizen (Struick 23'), 3-0 El Karicha (Nikiema 33'), 4-0 Zefri (62'), 5-0 El Karicha (Markvoort Beke 65') |
| Oefen        | De Aftrap (Den Haag), verslag. | | Nikiema (46' Van de Riet) - Achemlal, Yegen (46' Markvoort Beke), Van Breemen, Owusu (46' Gomes) - Broekhuizen (46' Zefri), Annamousi, Reinders - El Karicha, Noordanus, Struick | Goals: 1-0 Noordanus (El Karicha 9'), 2-0 Broekhuizen (Struick 23'), 3-0 El Karicha (Nikiema 33'), 4-0 Zefri (62'), 5-0 El Karicha (Markvoort Beke 65') |
| Comp. 12     | N.E.C. Nijmegen O21 - ADO Den Haag O21 | N.E.C. Nijmegen O21 - ADO Den Haag O21 | De Koning - Roethof, Li (46' Achemlal), Van Breemen, Owusu - Reemst, Broekhuizen , Reinders (74' ?) - El Karicha (60' Essabri), Noordanus (60' Shahaj), Struick (46' ?) | Goals: 1-0 Cissoko (pen. 25'), 1-1 Noordanus (33'), 2-1 Cissoko (52') Kaarten: Struick ( 37'), Reinders ( 50') |
| Comp. 12     | 2 - 1 | Za. 5 februari 2022, 14:45 uur. Stand: 3e. | De Koning - Roethof, Li (46' Achemlal), Van Breemen, Owusu - Reemst, Broekhuizen , Reinders (74' ?) - El Karicha (60' Essabri), Noordanus (60' Shahaj), Struick (46' ?) | Goals: 1-0 Cissoko (pen. 25'), 1-1 Noordanus (33'), 2-1 Cissoko (52') Kaarten: Struick ( 37'), Reinders ( 50') |
| Comp. 12     | MSC De Eendracht (Nijmegen), verslag. S: Kevin Puts | | De Koning - Roethof, Li (46' Achemlal), Van Breemen, Owusu - Reemst, Broekhuizen , Reinders (74' ?) - El Karicha (60' Essabri), Noordanus (60' Shahaj), Struick (46' ?) | Goals: 1-0 Cissoko (pen. 25'), 1-1 Noordanus (33'), 2-1 Cissoko (52') Kaarten: Struick ( 37'), Reinders ( 50') |
| Comp. 13     | SC Heerenveen O21 - ADO Den Haag O21 | SC Heerenveen O21 - ADO Den Haag O21 | Nikiema - Achemlal (58' Esajas), Roethof, Van Breemen, J. Mulder - Komljenovic, Broekhuizen (83' Reinders), Dicke - Essabri (58' Markvoort Beke), Shahaj (81' Noordanus), Boussakou (81' Zefri) | Goals: 1-0 Deurloo (20'), 1-1 Zefri (90') Kaarten: Zefri ( 90+5') |
| Comp. 13     | 1 - 1 | Za. 12 februari 2022, 14:30 uur. Stand: 3e. | Nikiema - Achemlal (58' Esajas), Roethof, Van Breemen, J. Mulder - Komljenovic, Broekhuizen (83' Reinders), Dicke - Essabri (58' Markvoort Beke), Shahaj (81' Noordanus), Boussakou (81' Zefri) | Goals: 1-0 Deurloo (20'), 1-1 Zefri (90') Kaarten: Zefri ( 90+5') |
| Comp. 13     | Sportpark Skoatterwâld (Heerenveen), verslag. S: Luc Baars | | Nikiema - Achemlal (58' Esajas), Roethof, Van Breemen, J. Mulder - Komljenovic, Broekhuizen (83' Reinders), Dicke - Essabri (58' Markvoort Beke), Shahaj (81' Noordanus), Boussakou (81' Zefri) | Goals: 1-0 Deurloo (20'), 1-1 Zefri (90') Kaarten: Zefri ( 90+5') |
| Oefen        | VV Zwaluwen - ADO Den Haag O21 | VV Zwaluwen - ADO Den Haag O21 | Basis: Van de Riet - Achemlal, Ates, Owusu, Zefri - Reinders, Demir, Annamousi - El Karicha, Rottier, Markvoort Beke Ingevallen: Broekhuizen, Struick, Van Breemen, Noordanus | Goals: 0-1 El Karicha (vt.), 1-1 Lopes, 2-1 Lopes (pen.), 2-2 Markvoort Beke (El Karicha), 2-3 Demir (Markvoort Beke), 3-3 Jongste, 4-3 Jongste |
| Oefen        | 4 - 3 | Di. 15 februari 2022. | Basis: Van de Riet - Achemlal, Ates, Owusu, Zefri - Reinders, Demir, Annamousi - El Karicha, Rottier, Markvoort Beke Ingevallen: Broekhuizen, Struick, Van Breemen, Noordanus | Goals: 0-1 El Karicha (vt.), 1-1 Lopes, 2-1 Lopes (pen.), 2-2 Markvoort Beke (El Karicha), 2-3 Demir (Markvoort Beke), 3-3 Jongste, 4-3 Jongste |
| Oefen        | Sportpark Zwaluwenlaan (Vlaardingen), verslag. | | Basis: Van de Riet - Achemlal, Ates, Owusu, Zefri - Reinders, Demir, Annamousi - El Karicha, Rottier, Markvoort Beke Ingevallen: Broekhuizen, Struick, Van Breemen, Noordanus | Goals: 0-1 El Karicha (vt.), 1-1 Lopes, 2-1 Lopes (pen.), 2-2 Markvoort Beke (El Karicha), 2-3 Demir (Markvoort Beke), 3-3 Jongste, 4-3 Jongste |
| Oefen        | K.v.v. Quick Boys - ADO Den Haag O21 | K.v.v. Quick Boys - ADO Den Haag O21 | Van de Riet - Roethof (46' Essabri), Ates (12' Annamousi), Esajas (46' Boussakou), Owusu - Broekhuizen , Reemst (46' El Karicha), Reinders - Seedorf (60' Rottier), Shahaj, Rottier (46' Noordanus) | Goals: 1-0 El Kachati, 1-1 Reinders (Rottier, c.), 2-1 Runderkamp, 3-1 Knijnenburg (Van Duijn) |
| Oefen        | 3 - 1 | Di. 22 februari 2022. | Van de Riet - Roethof (46' Essabri), Ates (12' Annamousi), Esajas (46' Boussakou), Owusu - Broekhuizen , Reemst (46' El Karicha), Reinders - Seedorf (60' Rottier), Shahaj, Rottier (46' Noordanus) | Goals: 1-0 El Kachati, 1-1 Reinders (Rottier, c.), 2-1 Runderkamp, 3-1 Knijnenburg (Van Duijn) |
| Oefen        | Sportpark Nieuw Zuid (Katwijk aan Zee), verslag. | | Van de Riet - Roethof (46' Essabri), Ates (12' Annamousi), Esajas (46' Boussakou), Owusu - Broekhuizen , Reemst (46' El Karicha), Reinders - Seedorf (60' Rottier), Shahaj, Rottier (46' Noordanus) | Goals: 1-0 El Kachati, 1-1 Reinders (Rottier, c.), 2-1 Runderkamp, 3-1 Knijnenburg (Van Duijn) |
| Comp. 14     | ADO Den Haag O21 - NAC Breda O21 | ADO Den Haag O21 - NAC Breda O21 | Nikiema - Achemlal (55' Roethof), Ates, Van Breemen, Owusu - Reinders (68' Reemst), Broekhuizen , Annamousi - El Karicha (68' Demir), Shahaj (46' Boussakou), Rottier | Goals: 0-1 Kosiah (2'), 0-2 Van Schuppen (58'), 1-2 Broekhuizen (Noordanus 84'), 1-3 Kosiah (90+2') Kaarten: Reemst (), Rottier (), ? () |
| Comp. 14     | 1 - 3 | Za. 26 februari 2022, 15:00 uur. Stand: 4e. | Nikiema - Achemlal (55' Roethof), Ates, Van Breemen, Owusu - Reinders (68' Reemst), Broekhuizen , Annamousi - El Karicha (68' Demir), Shahaj (46' Boussakou), Rottier | Goals: 0-1 Kosiah (2'), 0-2 Van Schuppen (58'), 1-2 Broekhuizen (Noordanus 84'), 1-3 Kosiah (90+2') Kaarten: Reemst (), Rottier (), ? () |
| Comp. 14     | De Aftrap (Den Haag), verslag. S: Niels Boel | | Nikiema - Achemlal (55' Roethof), Ates, Van Breemen, Owusu - Reinders (68' Reemst), Broekhuizen , Annamousi - El Karicha (68' Demir), Shahaj (46' Boussakou), Rottier | Goals: 0-1 Kosiah (2'), 0-2 Van Schuppen (58'), 1-2 Broekhuizen (Noordanus 84'), 1-3 Kosiah (90+2') Kaarten: Reemst (), Rottier (), ? () |
| Oefen        | Jong Sparta - ADO Den Haag O21 | Jong Sparta - ADO Den Haag O21 | Van de Riet - Roethof, Ates (46' Achemlal), Van Breemen, Owusu (65' Kesztler) - Reemst (65' Broekhuizen), Markvoort Beke, Zefri (65' Annamousi) - Seedorf, Demir (46' Noordanus), Struick (65' Essabri). | Goals: 0-1 Struick (Markvoort Beke 55'), 1-1 Doesburg (pen. 66'), 2-1 El Kharbachi (86') |
| Oefen        | 2 - 1 | Di. 1 maart 2022, 14:00 uur. | Van de Riet - Roethof, Ates (46' Achemlal), Van Breemen, Owusu (65' Kesztler) - Reemst (65' Broekhuizen), Markvoort Beke, Zefri (65' Annamousi) - Seedorf, Demir (46' Noordanus), Struick (65' Essabri). | Goals: 0-1 Struick (Markvoort Beke 55'), 1-1 Doesburg (pen. 66'), 2-1 El Kharbachi (86') |
| Oefen        | Spartastadion Het Kasteel (Rotterdam), verslag. | | Van de Riet - Roethof, Ates (46' Achemlal), Van Breemen, Owusu (65' Kesztler) - Reemst (65' Broekhuizen), Markvoort Beke, Zefri (65' Annamousi) - Seedorf, Demir (46' Noordanus), Struick (65' Essabri). | Goals: 0-1 Struick (Markvoort Beke 55'), 1-1 Doesburg (pen. 66'), 2-1 El Kharbachi (86') |
| Comp. 1 (VJ) | FC Groningen O21 - ADO Den Haag O21 | FC Groningen O21 - ADO Den Haag O21 | Basis: Nikiema - Achemlal, Ates, Van Breemen, Owusu - Reinders, Markvoort Beke, Broekhuizen - Rottier, Struick, Essabri | Goals: 1-0 Hamelink (78') Kaarten: Broekhuizen ( 42') |
| Comp. 1 (VJ) | 1 - 0 | Za. 19 maart 2022, 15:00 uur. Stand: 6e. | Basis: Nikiema - Achemlal, Ates, Van Breemen, Owusu - Reinders, Markvoort Beke, Broekhuizen - Rottier, Struick, Essabri | Goals: 1-0 Hamelink (78') Kaarten: Broekhuizen ( 42') |
| Comp. 1 (VJ) | Sportpark Corpus den Hoorn (Groningen), verslag. S: Shona Shukrula | | Basis: Nikiema - Achemlal, Ates, Van Breemen, Owusu - Reinders, Markvoort Beke, Broekhuizen - Rottier, Struick, Essabri | Goals: 1-0 Hamelink (78') Kaarten: Broekhuizen ( 42') |
| Comp. 2      | ADO Den Haag O21 - NAC Breda O21 | ADO Den Haag O21 - NAC Breda O21 | Basis: Van de Riet - Roethof, M. Mulder, Van Breemen, J. Mulder - Reinders, Broekhuizen , Komljenovic - Struick, Rottier, Severina Ingevallen: El Karicha | Goals: 1-0 Komljenovic (Roethof), 2-0 Severina (Rottier), 3-0 El Karicha (Severina 70'), 3-1 Van Schuppen (77') |
| Comp. 2      | 3 - 1 | Za. 26 maart 2022, 15:00 uur. Stand: 4e. | Basis: Van de Riet - Roethof, M. Mulder, Van Breemen, J. Mulder - Reinders, Broekhuizen , Komljenovic - Struick, Rottier, Severina Ingevallen: El Karicha | Goals: 1-0 Komljenovic (Roethof), 2-0 Severina (Rottier), 3-0 El Karicha (Severina 70'), 3-1 Van Schuppen (77') |
| Comp. 2      | De Aftrap (Den Haag), verslag. S: Thomas Hardeman | | Basis: Van de Riet - Roethof, M. Mulder, Van Breemen, J. Mulder - Reinders, Broekhuizen , Komljenovic - Struick, Rottier, Severina Ingevallen: El Karicha | Goals: 1-0 Komljenovic (Roethof), 2-0 Severina (Rottier), 3-0 El Karicha (Severina 70'), 3-1 Van Schuppen (77') |
| Comp. 3      | ADO Den Haag O21 - Feyenoord O21 | ADO Den Haag O21 - Feyenoord O21 | Nikiema - Roethof, Ates, Van Breemen, Owusu - Reemst (60' Broekhuizen), Dicke , Komljenovic (77' Reinders) - Seedorf (77' Demir), Rottier (77' Shahaj), Struick (60' El Karicha) | Goals: 1-0 Rottier (Roethof 30'), 1-1 Van der Zeeuw (vt. 67') Kaarten: Owusu (), Struick (), Komljenovic () |
| Comp. 3      | 1 - 1 | Za. 2 april 2022, 15:00 uur. Stand: 4e. | Nikiema - Roethof, Ates, Van Breemen, Owusu - Reemst (60' Broekhuizen), Dicke , Komljenovic (77' Reinders) - Seedorf (77' Demir), Rottier (77' Shahaj), Struick (60' El Karicha) | Goals: 1-0 Rottier (Roethof 30'), 1-1 Van der Zeeuw (vt. 67') Kaarten: Owusu (), Struick (), Komljenovic () |
| Comp. 3      | De Aftrap (Den Haag), verslag. S: Jonathan van Dongen | | Nikiema - Roethof, Ates, Van Breemen, Owusu - Reemst (60' Broekhuizen), Dicke , Komljenovic (77' Reinders) - Seedorf (77' Demir), Rottier (77' Shahaj), Struick (60' El Karicha) | Goals: 1-0 Rottier (Roethof 30'), 1-1 Van der Zeeuw (vt. 67') Kaarten: Owusu (), Struick (), Komljenovic () |
| Comp. 4      | N.E.C. Nijmegen O21 - ADO Den Haag O21 | N.E.C. Nijmegen O21 - ADO Den Haag O21 | Van de Riet - Roethof, Ates (75' Esajas), Van Breemen, Owusu (46' J. Mulder) - Broekhuizen , Dicke, Komljenovic - El Karicha (80' Demir), Rottier (80' Reinders), Struick (70' Shahaj) | Goals: 0-1 Ates (2'), 0-2 Rottier (60'), 0-3 El Karicha (65') Kaarten: ? () |
| Comp. 4      | 0 - 3 | Za. 9 april 2022, 14:45 uur. Stand: 4e. | Van de Riet - Roethof, Ates (75' Esajas), Van Breemen, Owusu (46' J. Mulder) - Broekhuizen , Dicke, Komljenovic - El Karicha (80' Demir), Rottier (80' Reinders), Struick (70' Shahaj) | Goals: 0-1 Ates (2'), 0-2 Rottier (60'), 0-3 El Karicha (65') Kaarten: ? () |
| Comp. 4      | MSC De Eendracht (Nijmegen), verslag. S: Stijn van Zuilichem | | Van de Riet - Roethof, Ates (75' Esajas), Van Breemen, Owusu (46' J. Mulder) - Broekhuizen , Dicke, Komljenovic - El Karicha (80' Demir), Rottier (80' Reinders), Struick (70' Shahaj) | Goals: 0-1 Ates (2'), 0-2 Rottier (60'), 0-3 El Karicha (65') Kaarten: ? () |
| Comp. 5      | ADO Den Haag O21 - PEC Zwolle O21 | ADO Den Haag O21 - PEC Zwolle O21 | Nikiema - Roethof (81' Achemlal), Ates (78' Shahaj), Van Breemen, J. Mulder - Broekhuizen , Reinders - Markvoort Beke, El Karicha, Noordanus - Struick (64' Esajas) | Goals: 1-0 Noordanus (Markvoort Beke 3'), 1-1 Landu (Chirino 6'), 2-1 Noordanus (Reinders 55'), 2-2 Landu (pen. 59'), 2-3 Van den Heerik (Van de Berg 64') Kaarten: Ates ( 71') |
| Comp. 5      | 2 - 3 | Za. 23 april 2022, 15:00 uur. Stand: 5e. | Nikiema - Roethof (81' Achemlal), Ates (78' Shahaj), Van Breemen, J. Mulder - Broekhuizen , Reinders - Markvoort Beke, El Karicha, Noordanus - Struick (64' Esajas) | Goals: 1-0 Noordanus (Markvoort Beke 3'), 1-1 Landu (Chirino 6'), 2-1 Noordanus (Reinders 55'), 2-2 Landu (pen. 59'), 2-3 Van den Heerik (Van de Berg 64') Kaarten: Ates ( 71') |
| Comp. 5      | De Aftrap (Den Haag), verslag. S: Florian Lodeweegs | | Nikiema - Roethof (81' Achemlal), Ates (78' Shahaj), Van Breemen, J. Mulder - Broekhuizen , Reinders - Markvoort Beke, El Karicha, Noordanus - Struick (64' Esajas) | Goals: 1-0 Noordanus (Markvoort Beke 3'), 1-1 Landu (Chirino 6'), 2-1 Noordanus (Reinders 55'), 2-2 Landu (pen. 59'), 2-3 Van den Heerik (Van de Berg 64') Kaarten: Ates ( 71') |
| Oefen        | ADO Den Haag O21 - De Graafschap O21 | ADO Den Haag O21 - De Graafschap O21 | Van de Riet - Achemlal (66' Van Breemen), Li (63' Ates), Esajas, J. Mulder (69' Roethof) - Broekhuizen (46' Reinders), Dicke (46' Seedorf) - Markvoort Beke, El Karicha (46' Sango), Demir - Noordanus (46' Boussakou) | Goals: 0-1 Yadir, 0-2 Yadir (Lukassen), 1-2 Broekhuizen (El Karicha), 2-2 Sango (51'), 2-3 Lever (82') |
| Oefen        | 2 - 3 | Za. 30 april 2022. | Van de Riet - Achemlal (66' Van Breemen), Li (63' Ates), Esajas, J. Mulder (69' Roethof) - Broekhuizen (46' Reinders), Dicke (46' Seedorf) - Markvoort Beke, El Karicha (46' Sango), Demir - Noordanus (46' Boussakou) | Goals: 0-1 Yadir, 0-2 Yadir (Lukassen), 1-2 Broekhuizen (El Karicha), 2-2 Sango (51'), 2-3 Lever (82') |
| Oefen        | De Aftrap (Den Haag), verslag. | | Van de Riet - Achemlal (66' Van Breemen), Li (63' Ates), Esajas, J. Mulder (69' Roethof) - Broekhuizen (46' Reinders), Dicke (46' Seedorf) - Markvoort Beke, El Karicha (46' Sango), Demir - Noordanus (46' Boussakou) | Goals: 0-1 Yadir, 0-2 Yadir (Lukassen), 1-2 Broekhuizen (El Karicha), 2-2 Sango (51'), 2-3 Lever (82') |
| Comp. 6      | Willem II O21 - ADO Den Haag O21 | Willem II O21 - ADO Den Haag O21 | Nikiema - Roethof, Esajas (54' Achemlal), Van Breemen, J. Mulder - Broekhuizen , Dicke (58' Struick), Reinders - Seedorf (58' El Karicha), Demir, Rottier (61' Noordanus) | Goals: 1-0 Regouin (20'), 1-1 Esajas (41'), 1-2 Noordanus (67'), 2-2 Coeckelbergs (89') |
| Comp. 6      | 2 - 2 | Za. 7 mei 2022, 15:00 uur. Stand: 5e. | Nikiema - Roethof, Esajas (54' Achemlal), Van Breemen, J. Mulder - Broekhuizen , Dicke (58' Struick), Reinders - Seedorf (58' El Karicha), Demir, Rottier (61' Noordanus) | Goals: 1-0 Regouin (20'), 1-1 Esajas (41'), 1-2 Noordanus (67'), 2-2 Coeckelbergs (89') |
| Comp. 6      | De Aftrap (Den Haag), verslag. S: Luc Tissingh | | Nikiema - Roethof, Esajas (54' Achemlal), Van Breemen, J. Mulder - Broekhuizen , Dicke (58' Struick), Reinders - Seedorf (58' El Karicha), Demir, Rottier (61' Noordanus) | Goals: 1-0 Regouin (20'), 1-1 Esajas (41'), 1-2 Noordanus (67'), 2-2 Coeckelbergs (89') |
| Comp. 7      | Almere City O21 - ADO Den Haag O21 | Almere City O21 - ADO Den Haag O21 | Van de Riet - Roethof, Li (46' Achemlal), Van Breemen, J. Mulder - Reemst (46' Annamousi), Broekhuizen , Reinders - Noordanus, Shahaj, Rottier | Goals: 1-0 Puriel (26'), 1-1 Shahaj (72'), 1-2 Broekhuizen (Reinders 90+3') Kaarten: Reemst ( 28'), Van Breemen ( 59'), Noordanus ( 90+2') |
| Comp. 7      | 1 - 2 | Za. 14 mei 2022, 15:00 uur. Stand: 4e. | Van de Riet - Roethof, Li (46' Achemlal), Van Breemen, J. Mulder - Reemst (46' Annamousi), Broekhuizen , Reinders - Noordanus, Shahaj, Rottier | Goals: 1-0 Puriel (26'), 1-1 Shahaj (72'), 1-2 Broekhuizen (Reinders 90+3') Kaarten: Reemst ( 28'), Van Breemen ( 59'), Noordanus ( 90+2') |
| Comp. 7      | Sportpark Fanny Blankers-Koen (Almere), verslag. S: Rick Sturm | | Van de Riet - Roethof, Li (46' Achemlal), Van Breemen, J. Mulder - Reemst (46' Annamousi), Broekhuizen , Reinders - Noordanus, Shahaj, Rottier | Goals: 1-0 Puriel (26'), 1-1 Shahaj (72'), 1-2 Broekhuizen (Reinders 90+3') Kaarten: Reemst ( 28'), Van Breemen ( 59'), Noordanus ( 90+2') |
| Eind         | ADO Den Haag Onder 21 handhaafde zich zowel in de najaars- als de (verkorte) voorjaarscompetitie door niet bij de laatste twee clubs te eindigen in de ranglijst. Het Haagse team werd echter ook geen kampioen, waardoor het zich niet plaatste voor de seizoensfinale voor een mogelijke plek in de Tweede Divisie. ADO Den Haag Onder 21 bleef hierdoor ook volgend seizoen actief in de hoogste beloftencompetitie. | ADO Den Haag Onder 21 handhaafde zich zowel in de najaars- als de (verkorte) voorjaarscompetitie door niet bij de laatste twee clubs te eindigen in de ranglijst. Het Haagse team werd echter ook geen kampioen, waardoor het zich niet plaatste voor de seizoensfinale voor een mogelijke plek in de Tweede Divisie. ADO Den Haag Onder 21 bleef hierdoor ook volgend seizoen actief in de hoogste beloftencompetitie. | ADO Den Haag Onder 21 handhaafde zich zowel in de najaars- als de (verkorte) voorjaarscompetitie door niet bij de laatste twee clubs te eindigen in de ranglijst. Het Haagse team werd echter ook geen kampioen, waardoor het zich niet plaatste voor de seizoensfinale voor een mogelijke plek in de Tweede Divisie. ADO Den Haag Onder 21 bleef hierdoor ook volgend seizoen actief in de hoogste beloftencompetitie. | ADO Den Haag Onder 21 handhaafde zich zowel in de najaars- als de (verkorte) voorjaarscompetitie door niet bij de laatste twee clubs te eindigen in de ranglijst. Het Haagse team werd echter ook geen kampioen, waardoor het zich niet plaatste voor de seizoensfinale voor een mogelijke plek in de Tweede Divisie. ADO Den Haag Onder 21 bleef hierdoor ook volgend seizoen actief in de hoogste beloftencompetitie. |

### Jeugdtrainers
|   | Team  | Trainer           | Assistent          |
| - | ----- | ----------------- | ------------------ |
| A | JO-18 | Giovanni Franken  | Ronald Samson      |
| B | JO-17 | Frans Danen       | Jimmy Charité      |
| B | JO-16 | Revy Rosalia      | Tayeb Belhaddad    |
| C | JO-15 | Marciano Nonneman | Rachid Rawaz       |
| C | JO-14 | Levi Schwiebbe    | nnb.               |
| D | JO-13 | Gino Ninaber      | Jorik van Adrichem |
| D | JO-12 | Kevin Compier     | Mark Wasmus        |
| E | JO-11 | Achraf Dachraoui  | Casper Knoester    |
| E | JO-10 | Roy de Geus       | Wesley Kuyt        |
| F | JO-9  | Bas Oomens        | Reinier van Loon   |

## Voetnoten
ADO Den Haag ·
Almere City FC ·
FC Den Bosch ·
FC Dordrecht ·
FC Eindhoven ·
FC Emmen ·
Excelsior ·
De Graafschap ·
Helmond Sport ·
Jong Ajax ·
Jong AZ ·
Jong PSV ·
Jong FC Utrecht ·
MVV Maastricht ·
NAC Breda ·
Roda JC Kerkrade ·
Telstar ·
TOP Oss ·
FC Volendam ·
VVV-Venlo